# Plasencia
Plasencia es una ciudad y municipio español de la provincia de Cáceres, situada en el norte de la comunidad autónoma de Extremadura. El municipio, que no forma mancomunidad con los pueblos que le rodean, geográficamente limita con poblaciones de seis mancomunidades: Valle del Jerte, La Vera, Monfragüe y su entorno, Valle del Alagón, Valle del Ambroz y Trasierra - Tierras de Granadilla. Físicamente, la ciudad se halla en la puerta de entrada al Valle del Jerte, a pesar de que administrativamente no pertenece al mismo ya que los cuatro grandes núcleos de población en Extremadura (Badajoz, Cáceres, Mérida y Plasencia) no se encuentran adscritos a ninguna comarca ni mancomunidad.
El término municipal de Plasencia tiene una extensión de 217,94 km² y en el mismo se ubican tanto la ciudad de Plasencia como las entidades locales menores de San Gil y Pradochano. El municipio tiene 39 829 habitantes (INE 2024), de forma que es el segundo más poblado de la provincia de Cáceres y el cuarto de Extremadura. La ciudad es sede episcopal de su propia diócesis y capital del partido judicial n.º 4 de la provincia. Al ser la ciudad más poblada del norte de Extremadura, acoge diversos servicios de la Administración General del Estado y de la Junta de Extremadura, tanto para la población que alberga como para la de un gran número de municipios vecinos.
Fue fundada como ciudad por el rey Alfonso VIII de Castilla en 1186. Su establecimiento en el lugar se debía a razones de estrategia militar propias de la Reconquista, pues a escasos kilómetros de la ciudad se hallaban las fronteras castellanas con el reino de León al oeste y con los musulmanes al sur. La frontera con León estaba marcada en esta zona por la vía de la Plata, una importante calzada romana que hoy se usa como ruta de senderismo. Hasta el siglo XIX, fue la capital del sexmo de Plasencia, comunidad de villa y tierra que llegó a abarcar la cuarta parte del territorio de la actual provincia de Cáceres. Pese a no haber tenido más de veinte mil habitantes hasta el censo de 1960, en la ciudad han ocurrido acontecimientos importantes como la boda de Juana la Beltraneja en la guerra de sucesión castellana y la iniciativa de compra del voto en Cortes que dio lugar a la creación de la provincia de Extremadura en 1653.
La economía del municipio se basa principalmente en el sector servicios, pues en la ciudad hay más de mil establecimientos comerciales. A primeros del siglo XX el municipio llegó a tener su propia caja de ahorros, que luego sería el germen de Caja de Extremadura (posteriormente Liberbank y actualmente Unicaja). Es importante el turismo, pues su conjunto histórico está declarado bien de interés cultural y la ciudad cuenta con dos festividades declaradas de interés turístico: el Martes Mayor y la Semana Santa. La ciudad posee un centro universitario dependiente de la Universidad de Extremadura en el que se estudian cuatro titulaciones de grado y una de máster.

## Toponimia
El topónimo de la ciudad proviene del lema dado por su fundador el rey Alfonso VIII de Castilla en el escudo otorgado a la misma: "Ut placeat Deo et Hominibus", voz latina que significa «Para agradar (plazca) a Dios y a los hombres». No obstante, antes de la llegada de Alfonso VIII existía en la zona un lugar habitado cuyo nombre exacto se desconoce, pudiendo haberse llamado dicho lugar Ambroz, Ambrosía, Ambracia o Pagus Ambracensis.
Gentilicio
En cuanto al gentilicio, el término más usado para referirse a los naturales de Plasencia es «placentino». Según el Diccionario de la lengua española, esta palabra deriva del latín Placentīnus y puede usarse como gentilicio tanto para el municipio extremeño como para la ciudad italiana de Piacenza. La Real Academia Española también reconoce en su diccionario las voces «plasentino» y «plasenciano» como gentilicios válidos del pueblo extremeño.
Localidades homónimas
Compartiendo el mismo nombre que la ciudad del Jerte hay otras localidades en el mundo. En España existen el municipio de Plasencia de Jalón en la provincia de Zaragoza y la pedanía de Plasencia del Monte en la provincia de Huesca. En castellano se suele dar el nombre de Plasencia a la ciudad italiana de Piacenza, con la cual la ciudad extremeña está hermanada.
Otro nombre muy parecido es Placencia, municipio de Belice cuyo nombre fue dado por exploradores españoles y que comparte nombre con el municipio guipuzcoano de Placencia de las Armas. Placencia y Plasencia pueden ser homófonos en algunos dialectos del castellano debido al seseo y al ceceo.
En Canadá existe un municipio llamado Placentia, en la provincia de Terranova y Labrador, y su nombre deriva precisamente de la ciudad del Jerte. En California hay también otra Placentia.
En Italia también hay un municipio llamado Plazencia, que es capital homónima, perteneciente a la región de emilia-romagna. También se llama Plasencia en español.

## Símbolos
El escudo heráldico de Plasencia es uno de los escudos más antiguos de la provincia, pues Alfonso VIII de Castilla imprimió sobre el mismo a finales de siglo XII el lema Ut placeat Deo et hominibus. El escudo, sin lema, se define heráldicamente así:

En campo de plata, una torre, de oro, donjonado de un donjón, almenado, mazonado de sable y aclarado de gules, acompañado a la diestra, de un pino arrancado, de sinople y a la siniestra, de un castaño, también arrancado y de sinople; todo sobre una terrasa, de sinople. Al timbre, Corona Real abierta.

La bandera, que contiene el escudo en su centro, se define así:

Bandera rectangular de proporciones 2/3, formada por dos franjas horizontales iguales, púrpura la superior y verde la inferior, con el escudo heráldico municipal al centro y en sus colores.

Varios pueblos del antiguo sexmo de Plasencia han incluido las armas placentinas en su escudo, por ejemplo Navaconcejo

## Geografía

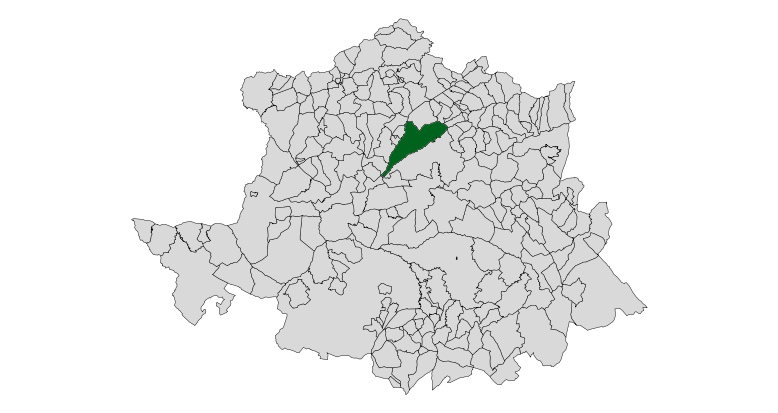
En verde, término municipal de Plasencia. En gris, el resto de municipios de la provincia de Cáceres

La ciudad se sitúa a 80 kilómetros de la capital provincial. El relieve del municipio es variado, ya que cuenta con las últimas elevaciones de la sierra de Gredos que contrastan con el Valle del Jerte y las primeras dehesas típicamente extremeñas. La sierra del Gordo, al norte, está integrada en los Montes de Traslasierra, siendo su punto más elevado el pico Gordo (998 metros). Al noreste está la sierra de San Bernabé, un ramal de la sierra de Tormantos, que esta zona llega hasta los 790 metros. Al suroeste está la sierra de Berenguel, donde destaca el pico Merengue (655 metros). El río Jerte, en su curso bajo, es el curso fluvial más destacado, poco antes de desembocar en el Alagón. Sus aguas se represan en el embalse de Plasencia. La altitud oscila entre los 998 metros (pico Gordo) y los 260 metros a orillas del Jerte. El casco urbano se alza a 352 metros sobre el nivel del mar.
El término municipal de Plasencia limita con los siguientes municipios:
| Noroeste: Valdeobispo                           | Norte: Oliva de Plasencia y Cabezabellosa | Noreste: Casas del Castañar y Gargüera |
| Oeste: Carcaboso, Aldehuela de Jerte y Galisteo |                                           | Este: Malpartida de Plasencia          |
| Suroeste: Riolobos y Cañaveral                  | Sur: Malpartida de Plasencia              | Sureste: Malpartida de Plasencia       |

### Hidrografía

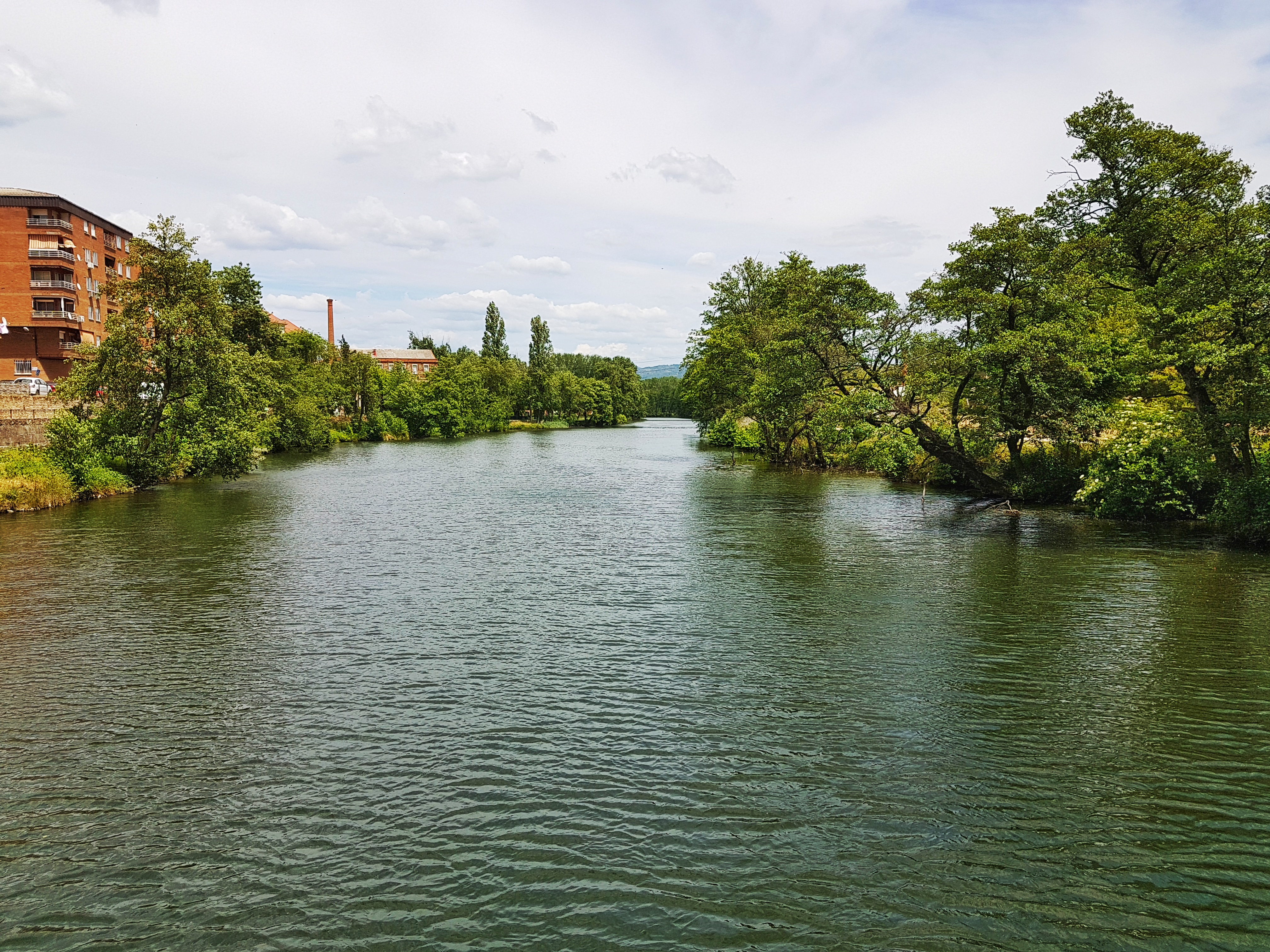
Río Jerte a su paso por Plasencia

Prácticamente todo el término municipal se encuentra en las cuencas hidrográficas de los ríos Jerte y Alagón, siendo el primero afluente del segundo, que a su vez es afluente del Tajo. La desembocadura del río Jerte en el Alagón se localiza río abajo de Plasencia, en el municipio de Galisteo. 4 km río arriba de la ciudad se encuentra el embalse de Plasencia, construido en 1985, con capacidad de 59 hm³, el cual regula el caudal que pasa por la ciudad, evitando las inundaciones de otrora. El embalse tiene como finalidad el abastecimiento de agua potable a la población. No existen en el municipio acuíferos importantes.

### Clima
Según el sistema de clasificación climática de Papadakis, la mayor parte del término municipal de Plasencia se incluye dentro del Clima mediterráneo continentalizado. En las sierras que bordean Plasencia el clima corresponde con las clasificaciones de mediterráneo templado y mediterráneo fresco. Los veranos son muy cálidos durante las horas de sol y frescos a la noche, y los inviernos fríos. En los meses más fríos del año la temperatura baja de los 0 °C y en los meses más calurosos en contadas ocasiones se superan los 40 °C. Registra por tanto unas temperaturas menos calurosas que el resto de ciudades de la región.
De acuerdo con los criterios de la clasificación de Köppen-Geiger, Plasencia cuenta con un clima ciudad subtropical de veranos secos y calurosos Csa (clima mediterráneo).
El clima en esta zona, a pesar de la relativa cercanía al microclima del valle del Jerte, y la cercana sierra de Gredos, es similar al que encontramos en la dehesa extremeña, dada la similitud de altitud sobre el nivel del mar de la población, a diferencia de los municipios de los Valles más al norte. Por otro lado, dada la orografía longitudinal de la sierra de Gredos, hacen que se produzcan mayores precipitaciones que en el resto de la meseta central, aunque en datos absolutos, la cuantía de estas es más similar a la que se registra en la meseta sur que en comarcas montañosas como el Valle del Ambroz o el Valle del Jerte, observándose grandes diferencias en un mismo episodio entre la ciudad y los municipios apenas 20 kilómetros al norte de esta. Las lluvias se sitúan en una horquilla que oscila entre los 800 y los 1000 mm anuales, siendo escasas durante la época estival, pero un poco superiores a las que se registran en las capitales extremeñas.
| Parámetros climáticos promedio de la estación termopluviométrica de Plasencia (1961-1996) | Parámetros climáticos promedio de la estación termopluviométrica de Plasencia (1961-1996) | Parámetros climáticos promedio de la estación termopluviométrica de Plasencia (1961-1996) | Parámetros climáticos promedio de la estación termopluviométrica de Plasencia (1961-1996) | Parámetros climáticos promedio de la estación termopluviométrica de Plasencia (1961-1996) | Parámetros climáticos promedio de la estación termopluviométrica de Plasencia (1961-1996) | Parámetros climáticos promedio de la estación termopluviométrica de Plasencia (1961-1996) | Parámetros climáticos promedio de la estación termopluviométrica de Plasencia (1961-1996) | Parámetros climáticos promedio de la estación termopluviométrica de Plasencia (1961-1996) | Parámetros climáticos promedio de la estación termopluviométrica de Plasencia (1961-1996) | Parámetros climáticos promedio de la estación termopluviométrica de Plasencia (1961-1996) | Parámetros climáticos promedio de la estación termopluviométrica de Plasencia (1961-1996) | Parámetros climáticos promedio de la estación termopluviométrica de Plasencia (1961-1996) | Parámetros climáticos promedio de la estación termopluviométrica de Plasencia (1961-1996) |
| Mes                                                                                       | Ene                                                                                       | Feb                                                                                       | Mar                                                                                       | Abr                                                                                       | May                                                                                       | Jun                                                                                       | Jul                                                                                       | Ago                                                                                       | Sep                                                                                       | Oct                                                                                       | Nov                                                                                       | Dic                                                                                       | Anual                                                                                     |
| ----------------------------------------------------------------------------------------- | ----------------------------------------------------------------------------------------- | ----------------------------------------------------------------------------------------- | ----------------------------------------------------------------------------------------- | ----------------------------------------------------------------------------------------- | ----------------------------------------------------------------------------------------- | ----------------------------------------------------------------------------------------- | ----------------------------------------------------------------------------------------- | ----------------------------------------------------------------------------------------- | ----------------------------------------------------------------------------------------- | ----------------------------------------------------------------------------------------- | ----------------------------------------------------------------------------------------- | ----------------------------------------------------------------------------------------- | ----------------------------------------------------------------------------------------- |
| Temperatura media mensual de las máximas absolutas (°C)                                   | 17                                                                                        | 20                                                                                        | 23                                                                                        | 27                                                                                        | 31                                                                                        | 36                                                                                        | 39                                                                                        | 39                                                                                        | 35                                                                                        | 29                                                                                        | 23                                                                                        | 18                                                                                        | 28.08                                                                                     |
| Temperatura media mensual (°C)                                                            | 6.5                                                                                       | 8                                                                                         | 9.5                                                                                       | 13                                                                                        | 16.5                                                                                      | 21                                                                                        | 24                                                                                        | 24                                                                                        | 21                                                                                        | 16                                                                                        | 10.5                                                                                      | 7                                                                                         | 14.75                                                                                     |
| Temperatura media mensual de las mínimas absolutas (°C)                                   | -4                                                                                        | -4                                                                                        | -4                                                                                        | -1                                                                                        | 2                                                                                         | 6                                                                                         | 9                                                                                         | 9                                                                                         | 7                                                                                         | 3                                                                                         | -2                                                                                        | -4                                                                                        | 1.42                                                                                      |
| Precipitación (mm)                                                                        | 107                                                                                       | 73                                                                                        | 63                                                                                        | 70                                                                                        | 46                                                                                        | 12                                                                                        | 2                                                                                         | 5                                                                                         | 31                                                                                        | 111                                                                                       | 107                                                                                       | 133                                                                                       | 760                                                                                       |

| Parámetros climáticos promedio de Estación Termopluviométrica de Plasencia (3519X) (415 m s. n. m.) (Periodo de referencia: 2000-2021) | Parámetros climáticos promedio de Estación Termopluviométrica de Plasencia (3519X) (415 m s. n. m.) (Periodo de referencia: 2000-2021) | Parámetros climáticos promedio de Estación Termopluviométrica de Plasencia (3519X) (415 m s. n. m.) (Periodo de referencia: 2000-2021) | Parámetros climáticos promedio de Estación Termopluviométrica de Plasencia (3519X) (415 m s. n. m.) (Periodo de referencia: 2000-2021) | Parámetros climáticos promedio de Estación Termopluviométrica de Plasencia (3519X) (415 m s. n. m.) (Periodo de referencia: 2000-2021) | Parámetros climáticos promedio de Estación Termopluviométrica de Plasencia (3519X) (415 m s. n. m.) (Periodo de referencia: 2000-2021) | Parámetros climáticos promedio de Estación Termopluviométrica de Plasencia (3519X) (415 m s. n. m.) (Periodo de referencia: 2000-2021) | Parámetros climáticos promedio de Estación Termopluviométrica de Plasencia (3519X) (415 m s. n. m.) (Periodo de referencia: 2000-2021) | Parámetros climáticos promedio de Estación Termopluviométrica de Plasencia (3519X) (415 m s. n. m.) (Periodo de referencia: 2000-2021) | Parámetros climáticos promedio de Estación Termopluviométrica de Plasencia (3519X) (415 m s. n. m.) (Periodo de referencia: 2000-2021) | Parámetros climáticos promedio de Estación Termopluviométrica de Plasencia (3519X) (415 m s. n. m.) (Periodo de referencia: 2000-2021) | Parámetros climáticos promedio de Estación Termopluviométrica de Plasencia (3519X) (415 m s. n. m.) (Periodo de referencia: 2000-2021) | Parámetros climáticos promedio de Estación Termopluviométrica de Plasencia (3519X) (415 m s. n. m.) (Periodo de referencia: 2000-2021) | Parámetros climáticos promedio de Estación Termopluviométrica de Plasencia (3519X) (415 m s. n. m.) (Periodo de referencia: 2000-2021) |
| Mes | Ene. | Feb. | Mar. | Abr. | May. | Jun. | Jul. | Ago. | Sep. | Oct. | Nov. | Dic. | Anual |
| --- | --- | --- | --- | --- | --- | --- | --- | --- | --- | --- | --- | --- | --- |
| Temp. máx. abs. (°C) | 20.8 | 24.1 | 28.1 | 30.3 | 37.1 | 42.0 | 41.6 | 43.5 | 42.9 | 34.6 | 24.8 | 19.2 | 43.5 |
| Temp. máx. media (°C) | 12.1 | 14.2 | 17.3 | 19.9 | 24.8 | 30.6 | 34 | 34.1 | 29.4 | 22.8 | 15.6 | 12.5 | 22.3 |
| Temp. media (°C) | 8.1 | 9.6 | 12.2 | 14.6 | 18.7 | 23.8 | 26.8 | 27 | 23.2 | 17.8 | 11.5 | 8.8 | 16.8 |
| Temp. mín. media (°C) | 4.1 | 5.1 | 7.1 | 9.2 | 12.7 | 16.9 | 19.6 | 19.9 | 17 | 12.8 | 7.5 | 5 | 11.4 |
| Temp. mín. abs. (°C) | -3.5 | -2.7 | -3.7 | 1.1 | 3.3 | 8.5 | 10.6 | 11.9 | 9 | 3.5 | -2.1 | -4.5 | -4.5 |
| Precipitación total (mm) | 69.5 | 75.4 | 73.7 | 72.1 | 36.6 | 14.9 | 7 | 4.7 | 41.3 | 82.3 | 80.8 | 68 | 626.4 |
| Días de precipitaciones (≥ 0,1 mm) | 11 | 12 | 12 | 14 | 8 | 3 | 2 | 2 | 6 | 19 | 13 | 11 | 113 |
| Humedad relativa (%) | 72 | 64 | 60 | 60 | 55 | 48 | 44 | 43 | 48 | 60 | 69 | 71 | 57.9 |
| Fuente: Agencia Estatal de Meteorología                                                                                                | | | | | | | | | | | | | |

### Naturaleza
Flora

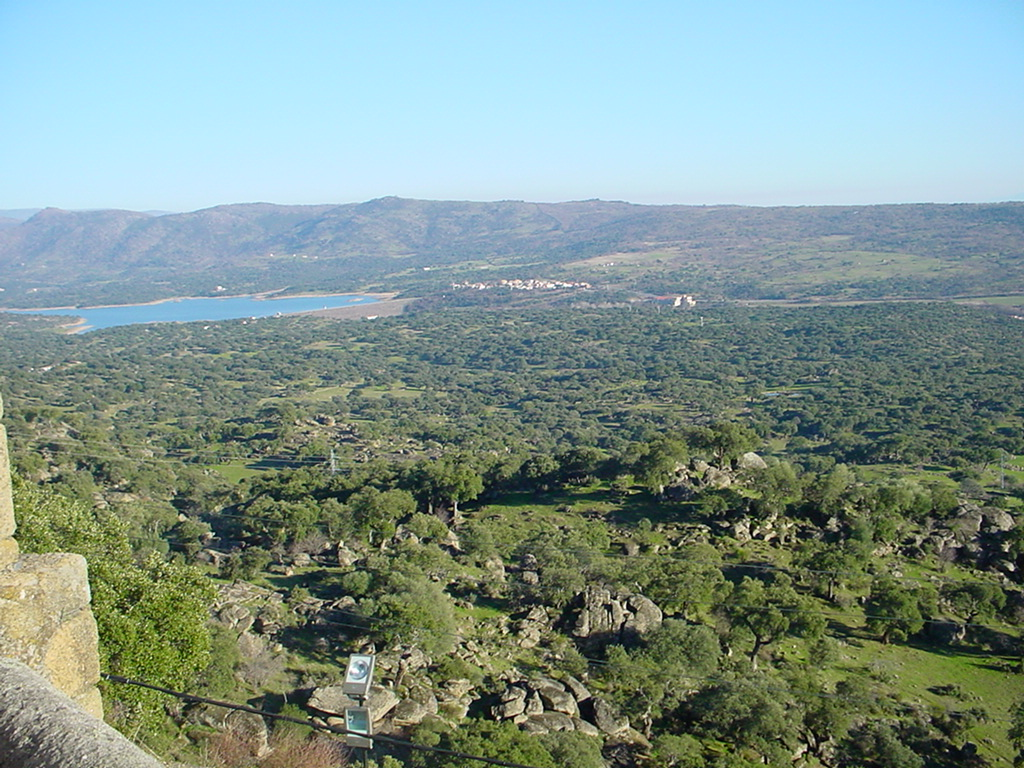
Paisaje de Valcorchero desde el santuario del Puerto

La vegetación original presente en la región ha sido modificada por la intervención humana. La flora de tipo más forestal fue sustituida por agricultura y pastos. La cubierta vegetal actual está formada principalmente por dehesas de encinas y sobreros, así como por herbazales, vegetación de ribera, regadíos y flora urbana de parques y jardines.
El olivar se encuentra principalmente en la ladera de la sierra de Santa Bárbara, dispuesto en terrazas, pero actualmente el área está muy urbanizada. Los encinares se encuentran en dehesas, mientras que los alcornocales se encuentran en la parte norte del municipio. Los arcornocales ocupan aproximadamente 1200 ha y también forman dehesas como los encinares. En la dehesa de Valcorchero hay zonas mixtas de encinas y alcornoques. Los pastos son usados para explotación ganadera y corresponden en muchos casos a terrenos de cultivo abandonados. Los matorrales de la zona son principalmente retamales con pastos que son igualmente usados para explotación ganadera estacional.
La vegetación de ribera está constituida principalmente por pequeñas plantaciones de chopos. Los terrenos de regadío se concentran fundamentalmente en las márgenes del Jerte río abajo de la ciudad, aunque existen también algunas huertas familiares en las proximidades del núcleo urbano.
Fauna

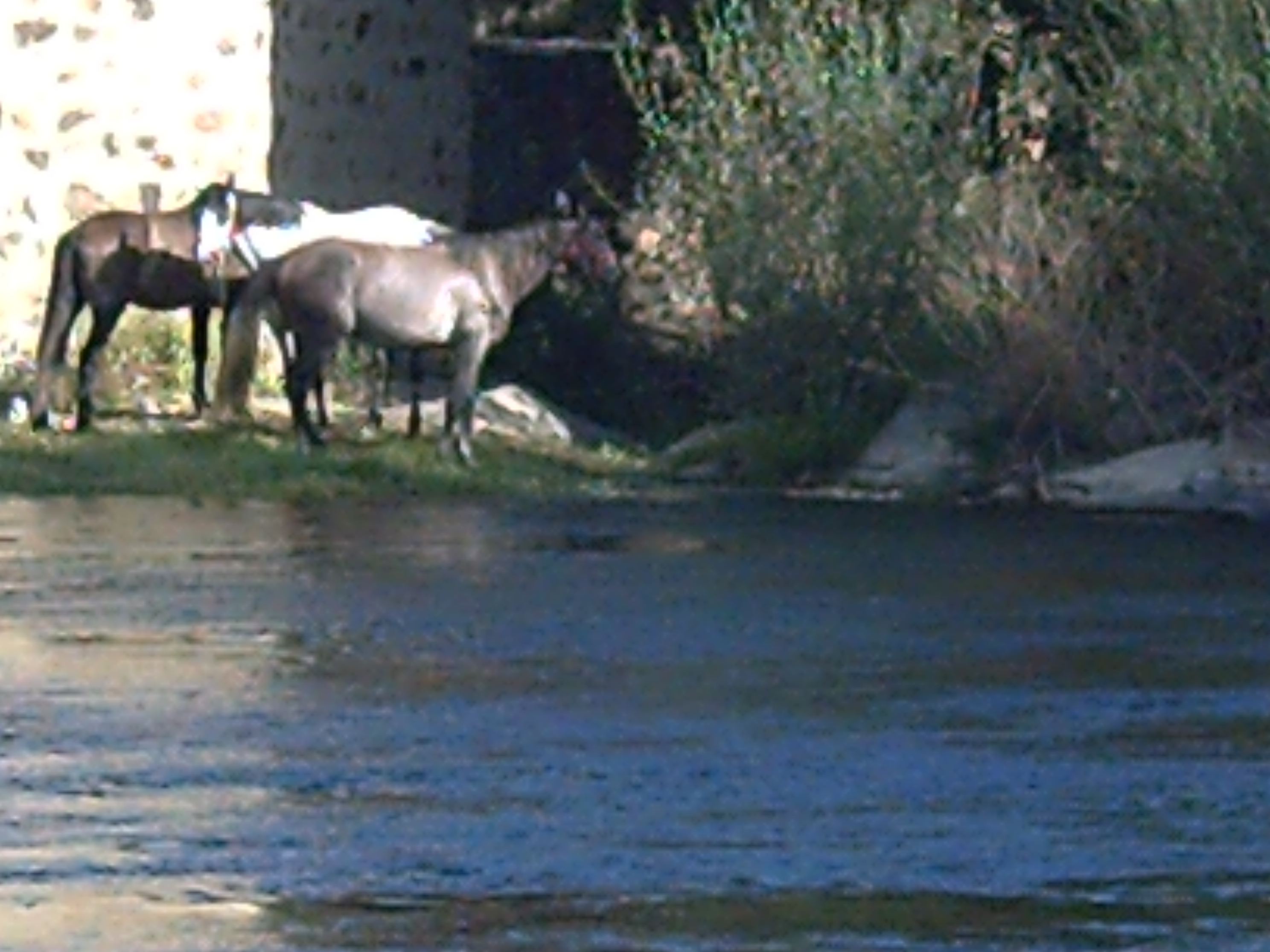
Caballos junto al río Jerte

En las dehesas del municipio los pastos son aprovechados para el pastoreo, principalmente de cabras, ovejas y vacas. En los meses de verano se realiza la trashumancia a zonas más frescas de Castilla y León. Junto a los mamíferos domésticos hay mamíferos salvajes como diversas especies de topillos y ratones de campo, el erizo y el conejo.
El grupo con mayor diversidad es el de las aves. En la zona se pueden observar a veces grandes aves de presa como águilas calzadas o halcones peregrinos, que viven en el parque nacional de Monfragüe y en los contrafuertes de la sierra de Gredos y vuelan hasta Plasencia en busca de alimento. Las especies de ave más comunes son pájaros como el pinzón vulgar, herrerillo común, verdecillo, rabilargo, zorzal charlo, totovía, agateador común, alcaudón común, estornino negro, carbonero común, jilguero, pardillo común, pardal, además de varias especies de cuco y, en el invierno, la paloma torcaz. También se encuentran en el municipio perdices y codornices.
Entre los anfibios y reptiles presentes en la zona, destacan diversas especies de sapos, la culebra bastarda, el lagarto ocelado, varias especies de lagartijas y la salamanquesa. En el río Jerte y en sus riberas hay varias especies de peces como barbo, cacho, calandino, tenca y colmilleja.
Geología

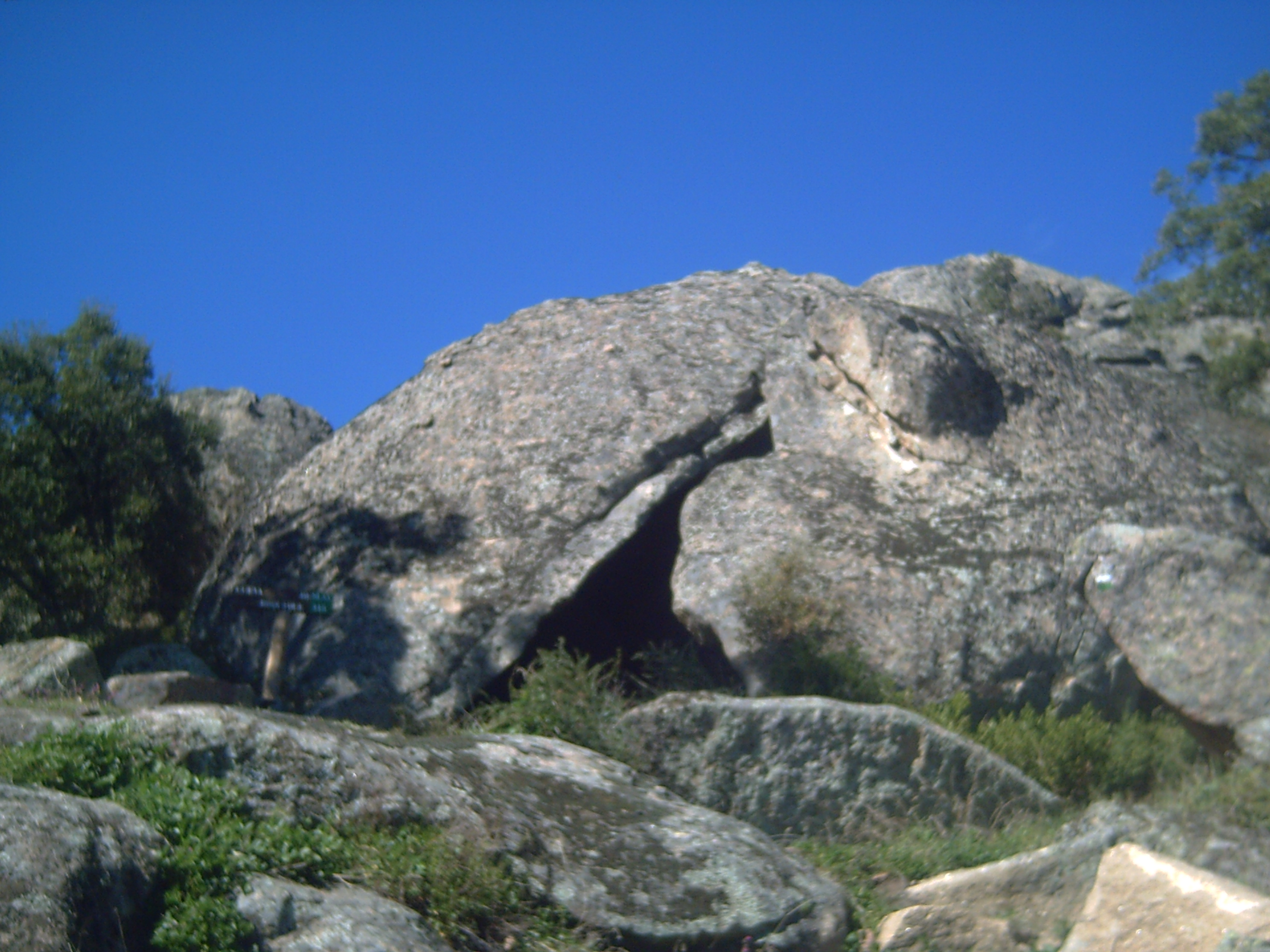
Cueva de Boquique

El municipio se encuadra en el macizo Hespérico, en la parte sur de la zona Centroibérica. Estratigráficamente, predominan los sedimentos precámbricos constituidos por grauvacas y por pizarra, además de granito de la zona Béjar-Plasencia.
También se encuentran sedimentos del Terciario y Cuaternario, principalmente ligados al sistema fluvial. Los depósitos terciarios se encuentran en la cuenca de Coria y en la asociada a la falla-dique de Messejana-Plasencia. Los sedimentos cuaternarios son más notorios en las diversas plataformas aluviales relacionadas con el río Jerte. Los materiales más comunes son guijarros de cuarzo, esquistos y granitos en matriz areno-arcillosa. Las rocas graníticas del área de Béjar-Plasencia ocupan la parte norte del término. No existen indicios de explotaciones minerales en el municipio. Existieron pedreras para la extracción de diferentes materiales, entre ellos algunas para cerámica industrial en los depósitos terciarios, pero todas esas explotaciones están abandonadas.

## Historia

### Edad Antigua y Edad Media

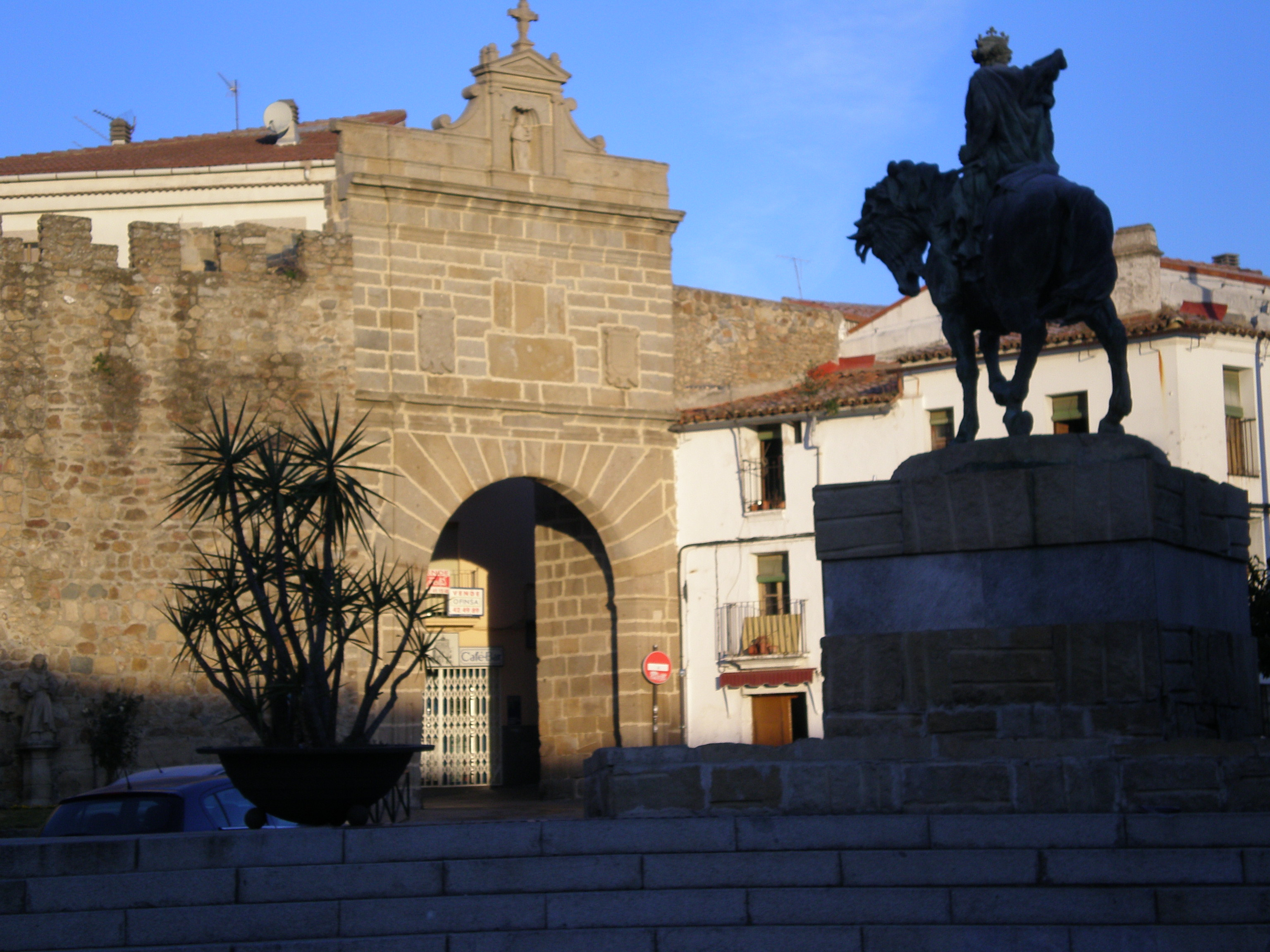
Estatua de Alfonso VIII de Castilla y puerta del Sol

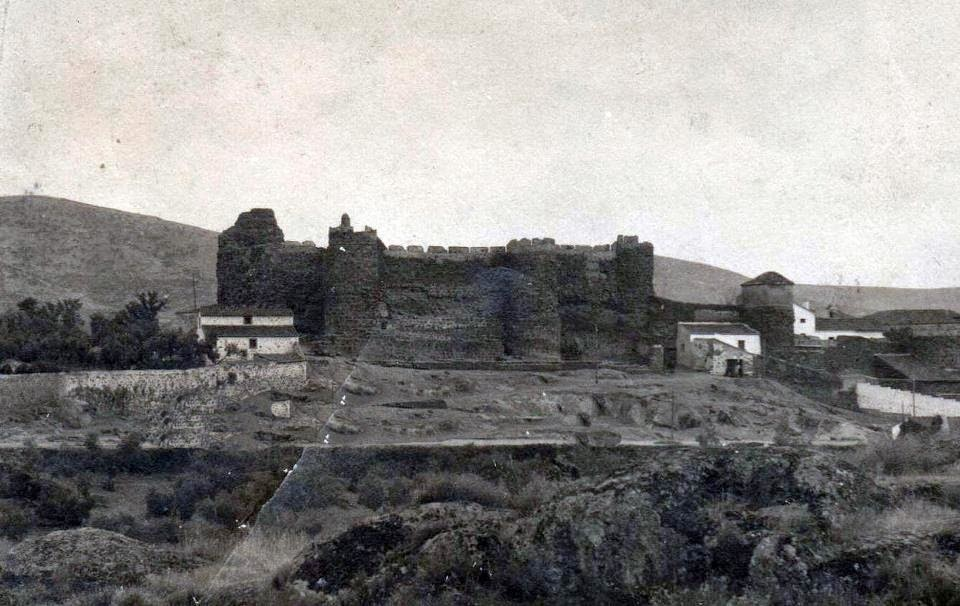
Alcázar de Plasencia antes de su demolición en 1941

Aunque la actual ciudad de Plasencia no se fundó hasta 1186, hay pruebas de que el territorio ya estuvo habitado en la Prehistoria, pues se han hallado restos de cerámica en la cueva de Boquique. Además, el diccionario de Pascual Madoz señala que pudo ubicarse en la actual Plasencia un lugar desaparecido que se llamaba Ambroz o Ambracia, aunque es posible que dicho emplazamiento estuviese en Aldeanueva del Camino mientras en Plasencia había un pago llamado Pagus Ambracensis. En cualquier caso, se conoce la existencia de construcciones de origen árabe anteriores a la fundación de la ciudad. Entre estas construcciones, había una torre del siglo VIII situada junto al puente de Trujillo que se llamaba Torre del Ambroz, junto a la cual se construyó un pequeño caserío árabe.
En un documento expedido en Burgos en 1181 bajo reinado de Alfonso VIII de Castilla se estableció —en contradicción con el Tratado de Medina y con la frontera de la Plata entre los reinos de León y Castilla— que buena parte del territorio del norte de la actual provincia de Cáceres y del noroeste de la provincia de Toledo pertenecían al alfoz del concejo de Ávila. Esta situación cambió en 1186, con el desgajamiento concejil de la ciudad de Plasencia, fundada ese mismo año por Alfonso VIII; el monarca fijó la delimitación de territorios del nuevo concejo en 1189. El lema de la ciudad recién fundada fue Ut placeat Deo et Hominibus, que en latín significa «para agradar a Dios y a los hombres». En 1189, el papa Clemente III creó la diócesis de Plasencia con sede en la ciudad. Los inicios de la ciudad fueron duros, debido a encontrarse en una zona fronteriza y a su cercanía a los territorios dominados por los musulmanes. En 1196 fue tomada por los almohades, como consecuencia de la derrota castellana en la  batalla de Alarcos (1195), pero Alfonso VIII y el reino de Castilla la recuperarían ese mismo año, el día 15 de agosto. Tras esta reconquista se tomaría la decisión de construir las murallas de la ciudad.

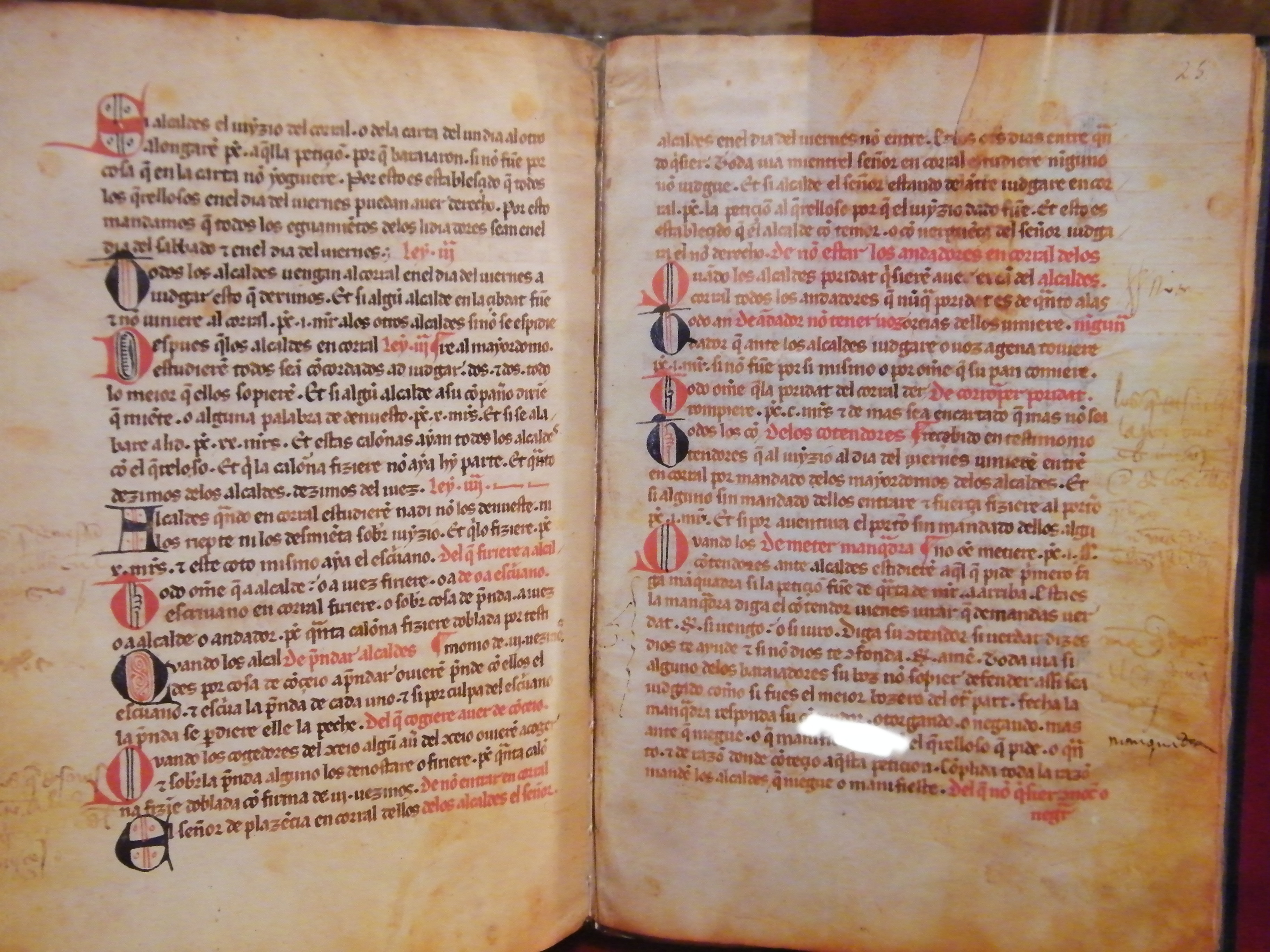
Fuero de Plasencia

A finales del siglo XIII el rey otorgó el Fuero de Plasencia, que otorgaba mucha importancia a la convivencia entre cristianos, musulmanes y judíos. Ello propició la formación de una importante comunidad judía, que fue la más grande de Extremadura y tuvo considerable poderío económico.
Una de las primeras referencias escritas que se tienen de una corrida de toros se halla en las Cantigas de Santa María de Alfonso X el Sabio, en el llamado «Toro de Plasencia», cantiga en la cual se narra lo acontecido en una corrida celebrada en la plaza de la ciudad, donde gracias a la intervención milagrosa de la Virgen un hombre salva su vida de morir a manos de uno de los toros que se estaban lidiando en aquel momento.

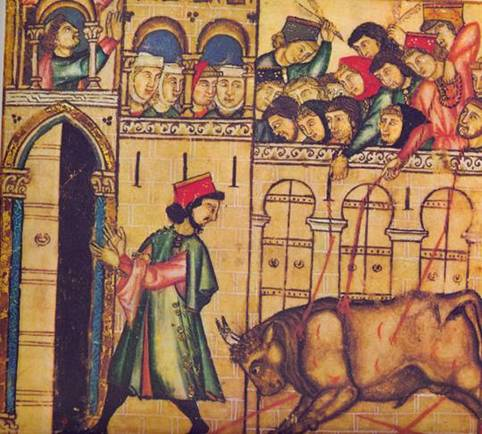
Cantiga 144, El toro de Plasencia

La ciudad tenía entonces derecho a voto en las Cortes de Castilla, siendo prueba de ello el envío de dos procuradores a las cortes realizadas en Madrid en 1391. El siglo XV fue un período clave de la historia de la ciudad, durante el cual los comportamientos feudalizantes de la Edad Media dieron lugar al final del estatuto de realengo y al consiguiente establecimiento de una jurisdicción de señorío. En 1442 el rey Juan II de Castilla dio la ciudad a la familia de los Estúñigas o Zúñigas, concediendo a Pedro de Zúñiga el título de conde de Plasencia. Al pasar a señorío, Plasencia perdió el derecho de voto en las Cortes. En 1446, por deseo de su obispo, el cardenal Juan de Carvajal, se crearon en la ciudad unos estudios de Humanidades, que fueron los primeros estudios generales de rango universitario que existieron en lo que hoy es Extremadura.
En la segunda mitad del siglo XV, Plasencia tuvo cierta participación en el conflicto por la sucesión de Enrique IV de Castilla. El rey Enrique IV fue depuesto en la ciudad el 27 de abril de 1465 como soberano de Castilla. Más tarde, el conde de Plasencia tomó parte activa en la Farsa de Ávila arrebatando la espada, símbolo de la justicia, a la estatua de madera que representaba al rey castellano y proclamando como tal al infante Alfonso. Posteriormente, la hija del rey Enrique IV, Juana la Beltraneja, casó con Alfonso V de Portugal el 29 de mayo de 1475 en la casa de las Argollas de Plasencia, donde fueron proclamados reyes de Castilla y Portugal.
En junio de 1488, el duque falleció y le sucedió su nieto Álvaro de Zúñiga y Pérez de Guzmán. La nobleza placentina aprovechó la ocasión para levantarse en armas contra los Zúñiga y recuperar de este modo el poder que detentaban anteriormente sobre la ciudad y sobre las rentas de las tierras que dependían de la misma. Los sublevados fueron apoyados por los Reyes Católicos, que revocaron la donación hecha por Juan II, argumentando que había sido excesiva y contra su voluntad. La revuelta triunfó y el estatuto de realengo fue repuesto, siendo ratificado el 20 de octubre de 1488 en las puertas de la catedral, con la presencia de Fernando el Católico, que juró defender siempre los fueros y la libertad de Plasencia.

### Edad Moderna

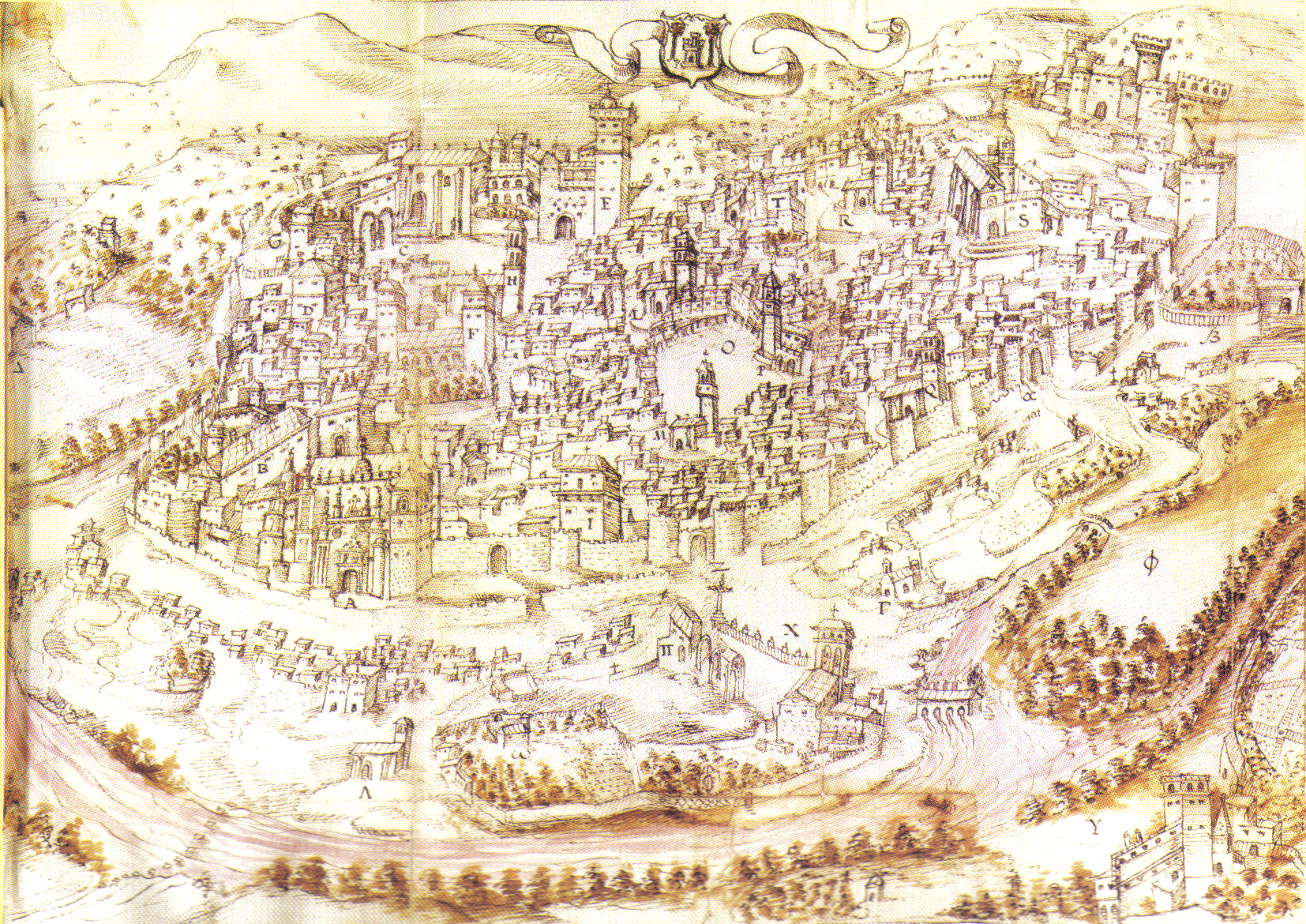
Plasencia en el siglo XVI

Durante esta época Plasencia fue el lugar recomendado por los médicos de la corte a Fernando el Católico como lugar más saludable de todos sus reinos y donde debía fijar su residencia. El monarca se trasladó a vivir a Plasencia en 1515. Murió en Madrigalejo en enero de 1516 cuando viajaba desde Plasencia a Guadalupe para asistir al capítulo de las órdenes de Calatrava y Alcántara en el monasterio de Guadalupe.

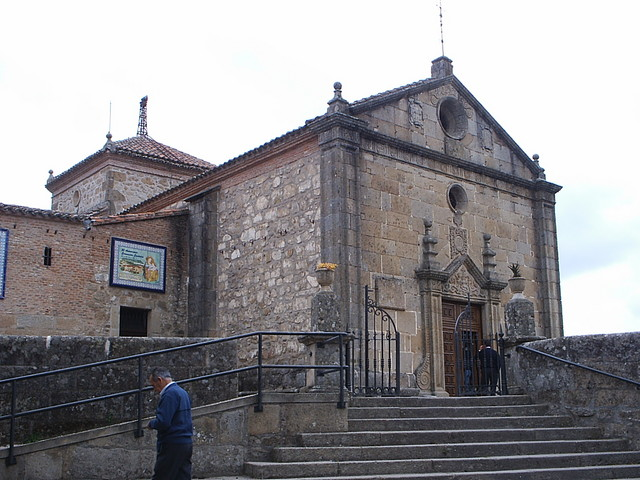
Santuario de la Virgen del Puerto, construido en la Edad Moderna

Entre 1520 y 1522, durante la Guerra de las Comunidades de Castilla, Plasencia participó de parte del bando comunero, consiguiendo instaurar una comunidad en Plasencia pero esta se vio mermada por la cercanía de núcleos realistas cercanos, como Ciudad Rodrigo o Cáceres.
Entre 1528 y 1531 residió en Plasencia el compositor Cristóbal de Morales, que desempeñó allí el cargo de maestro de capilla.
Plasencia tuvo cierta importancia también durante la conquista de América. En 1539, una expedición financiada por el obispo Gutierre de Vargas Carvajal fue al estrecho de Magallanes. Uno de los barcos de la expedición, dirigido por Alonso de Camargo, consiguió cruzar el estrecho.
En 1573, el obispo placentino Pedro Ponce de León donó al monasterio de El Escorial parte de su biblioteca, entre cuyas obras se encontraba entre otras el Códice Emilianense procedente del monasterio de San Millán de la Cogolla. En 1665, otro obispo, Diego de Arce y Reinoso, tenía en el momento de su fallecimiento una biblioteca de 3880 obras en 10 000 volúmenes.

La provincia de Salamanca en el año 1590 según los votos en las Cortes de Castilla

Cuando en 1502 surgieron las primeras 18 provincias de Castilla, éstas fueron establecidas en función de las ciudades que tenían voto en Cortes. Ninguna ciudad de la actual Extremadura tenía tal voto, de forma que la mayor parte de la región pertenecía a la provincia de Salamanca. Debido a esto, en 1653 Plasencia decidió comprar el voto en Cortes que anteriormente había tenido, compra que realizó conjuntamente con Alcántara, Badajoz, Cáceres, Mérida y Trujillo. Este fue el momento de creación de la antigua provincia de Extremadura, que quedó compuesta por el partido de Trujillo y el territorio de León de la Orden de Santiago (divididos en dos partidos, Mérida y Llerena, y en cada uno de ellos existían varias encomiendas), a los cuales se les añadieron las tierras de Coria y Granadilla.

### Edad Contemporánea

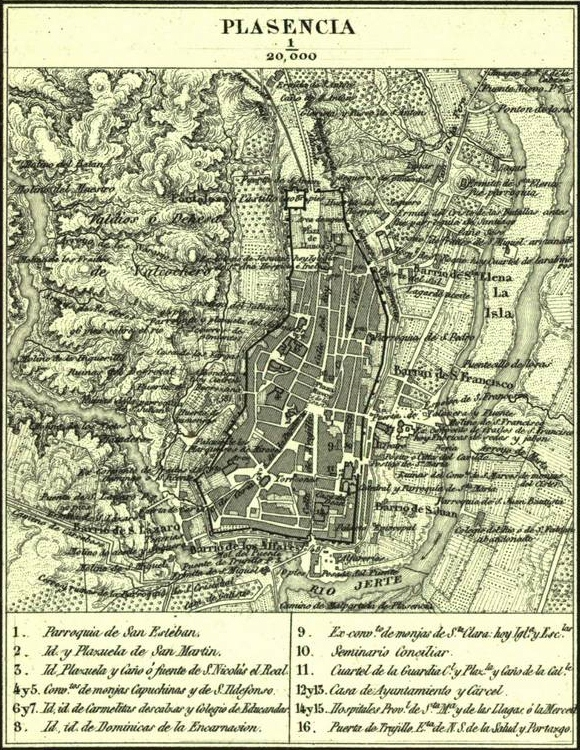
Mapa de la ciudad de mediados del siglo XIX, por Francisco Coello

En la guerra de la Independencia (1808-1814), Plasencia se convirtió en un lugar estratégico para las tropas francesas. Los días 8 y 13 de junio de 1808 se produjeron disturbios que llevaron al asesinato de varios afrancesados, algunos de los cuales murieron por linchamiento. Poco después, los placentinos constituyeron una junta local de armamento y defensa y buscaron apoyos en la margen derecha del Tajo. Pese a los esfuerzos de la junta, el 28 de diciembre de 1808 la ciudad fue tomada por las tropas francesas, tras haber quemado Malpartida de Plasencia dos días antes. Los franceses ocuparon la ciudad doce veces durante el conflicto, y a su paso por Plasencia extorsionaron a sus habitantes y produjeron graves daños en la ciudad.

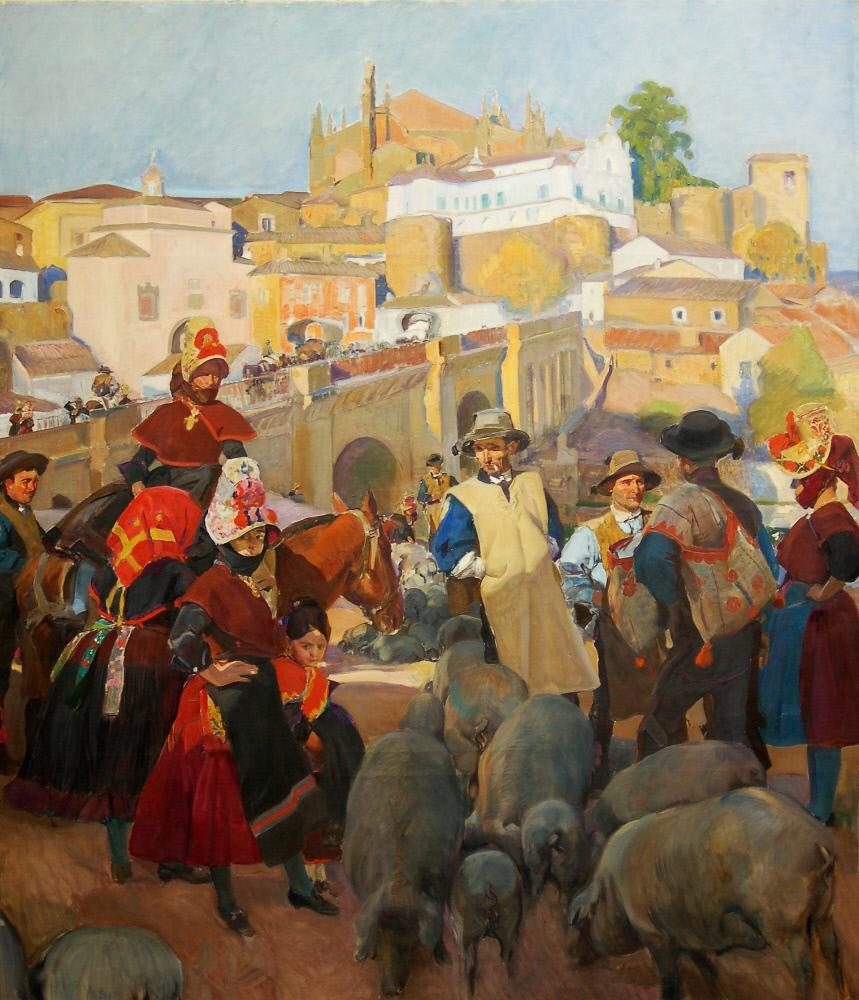
El mercado, óleo de Joaquín Sorolla en el que se muestra una imagen de la ciudad en 1917

A la caída del Antiguo Régimen la ciudad se constituyó como municipio constitucional en la región de Extremadura. Cuando en 1822 Extremadura fue dividida en las actuales provincia de Cáceres y provincia de Badajoz, Plasencia disputaba a Cáceres la capitalidad de la primera, argumentando que a la derecha del río Tajo había más población, además de ser sede episcopal. Pesaron más otros criterios y Cáceres fue elegida capital de la provincia. Desde 1834 es la cabecera del partido judicial de Plasencia. Durante la Primera República Española, se constituyó en la ciudad el Cantón de Plasencia en el transcurso de la revolución cantonal, para reivindicar así su capitalidad sobre la provincia de Cáceres, rechazada anteriormente.
La Restauración fue una época importante para Plasencia, ya que en la ciudad tuvieron lugar importantes reformas que afectaron a la economía y sociedad del municipio. Por primera vez la ciudad tuvo una red de agua potable y alumbrado público, y además la red de alcantarillado fue mejorada. La economía de la ciudad, que hasta entonces se había basado casi exclusivamente en la agricultura y el comercio, se industrializó como consecuencia de la creación de la estación de ferrocarril de la ciudad, en torno a la cual se construyó un barrio industrial.

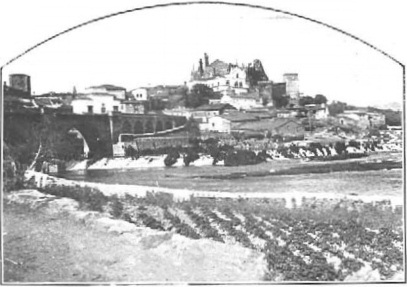
Vista general de Plasencia, publicada en 1908, y obra de Venancio Gombau (1862-1929)

En el año 1917, el pintor valenciano Joaquín Sorolla inmortalizó la ciudad en uno de sus cuadros, El mercado, en el que pintó la vista desde una de las márgenes del río Jerte, con el palacio episcopal, la catedral, el puente de Trujillo y mujeres ataviadas con el traje de Montehermoso. La obra pertenece a una serie de catorce grandes lienzos titulada Visión de España, realizada por encargo del magnate estadounidense Archer Milton Huntington para decorar la biblioteca de la Hispanic Society, en Nueva York, institución que él mismo había fundado.

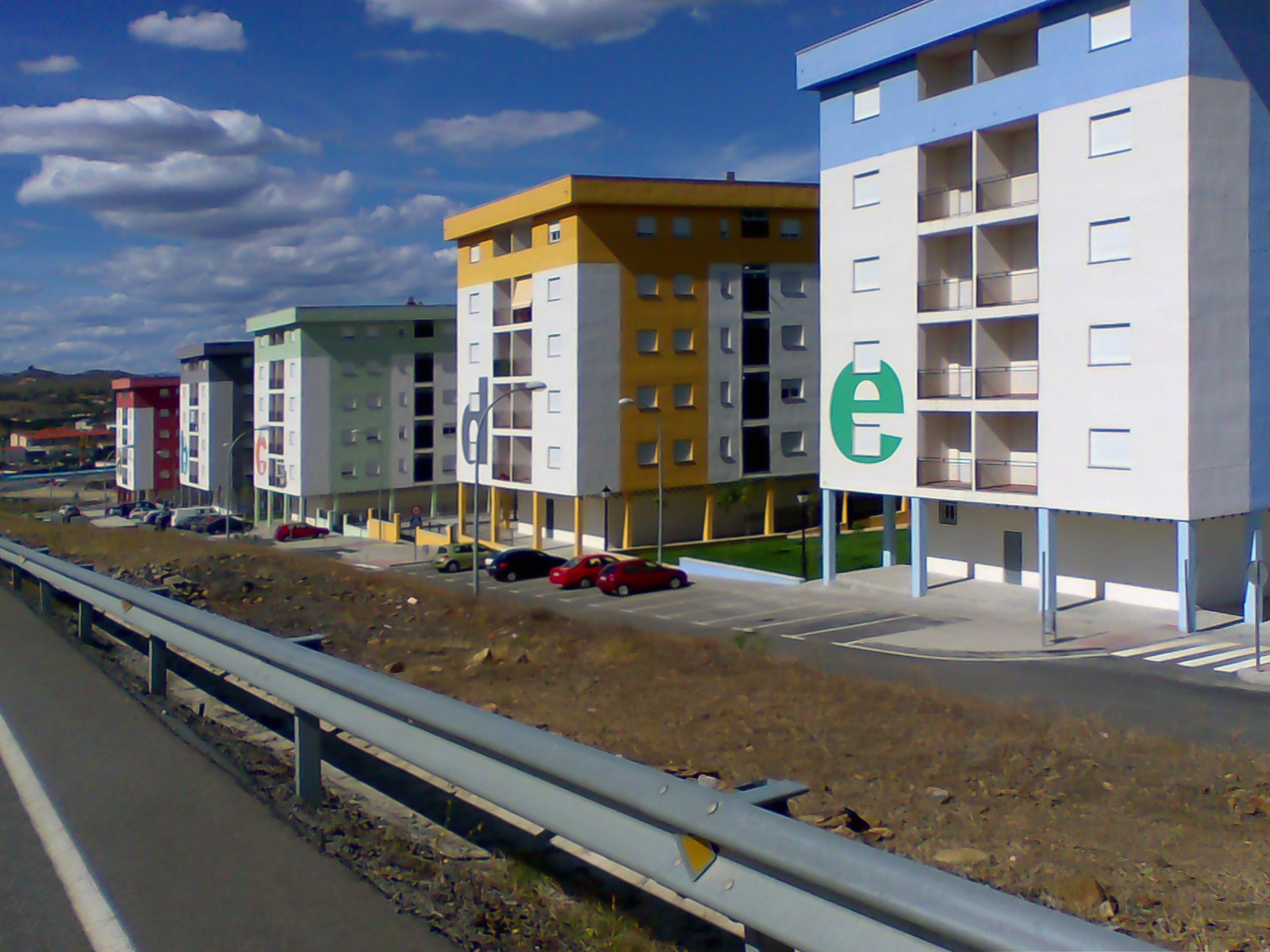
Los Monjes, barrio periférico construido a principios del siglo XXI, en el apogeo de la burbuja inmobiliaria

En la guerra civil española, Plasencia no fue objeto de disputa entre los dos bandos, ya que en la ciudad triunfó inmediatamente la sublevación militar de 1936. El 19 de julio, el teniente coronel José Puente, jefe del Batallón de Ametralladoras de Plasencia, tomó el control de la ciudad sin apenas resistencia. Los presos del bando republicano fueron empleados posteriormente en trabajos forzados para construir el parque de los Pinos.
La segunda mitad del siglo XX fue un periodo de extraordinario desarrollo para Plasencia. Demográficamente, mientras la provincia de Cáceres perdió la cuarta parte de su población entre 1950 y 2001, en el mismo período Plasencia duplicó su población de derecho, pasando de 17 507 habitantes a 36 690. Durante esos cincuenta años fueron construidas gran cantidad de obras públicas, como el hospital Virgen del Puerto, el embalse de Plasencia, la ciudad deportiva municipal y la antigua carretera a Navalmoral. Además, se crearon escuelas universitarias de Enfermería y Empresariales, que al finalizar el siglo se unieron en el actual campus de Plasencia.

## Demografía
Plasencia cuenta con una población de 39 829 habitantes (INE 2024).
| Gráfica de evolución demográfica de Plasencia entre 1842 y 2021                                                     |
| |
| Población de derecho según los censos de población del INE Población de hecho según los censos de población del INE |

Entidades de población
Según el nomenclátor del INE, en el término municipal de Plasencia hay tres entidades de población: la ciudad de Plasencia, y los poblados de Pradochano y San Gil, estando la población del municipio distribuida de la siguiente forma:
| Entidad            | 2002   | 2005   | 2008   | 2011   | 2014   | 2017   | 2022   |
| ------------------ | ------ | ------ | ------ | ------ | ------ | ------ | ------ |
| Plasencia (ciudad) | 38 150 | 39 241 | 39 746 | 40 975 | 40 480 | 39 975 | 39 247 |
| Pradochano         | 163    | 153    | 148    | 174    | 164    | 144    | 149    |
| San Gil            | 182    | 202    | 211    | 243    | 248    | 194    | 261    |
| Total              | 38 495 | 39 596 | 40 105 | 41 392 | 40 892 | 40 360 | 39 657 |

Distribución por nacionalidad, sexo y edad
En el padrón de 2017, 1565 de los 40 360 habitantes del municipio eran extranjeros, lo que suponen el 3,88% del total. Entre estos había 252 marroquíes, 148 rumanos, 139 colombianos, 117 bolivianos, 94 franceses y el resto de otras nacionalidades. La distribución de la población total placentina por sexo y edad, con independencia de la nacionalidad, puede verse en la pirámide de población de la derecha.
Residentes en el extranjero
Según los datos publicados por el INE en el CERA, censo electoral de españoles residentes en el extranjero a 1 de febrero de 2018 los españoles que residen habitualmente en el extranjero o han trasladado al extranjero su residencia habitual mayores de 18 años eran 839 personas con municipio de origen en Plasencia.
| Año  | Fuente                              | Población       |
| ---- | ----------------------------------- | --------------- |
| 1591 | Libro de los Millones               | 1743 familias   |
| 1754 | Catastro de Ensenada                | 1070 familias   |
| 1787 | Censo de Floridablanca              | 4467 habitantes |
| 1791 | Interrogatorio de la Real Audiencia | 1100 familias   |
| 1797 | Censo de Godoy                      | 4500 habitantes |

## Administración y política

### Gobierno municipal

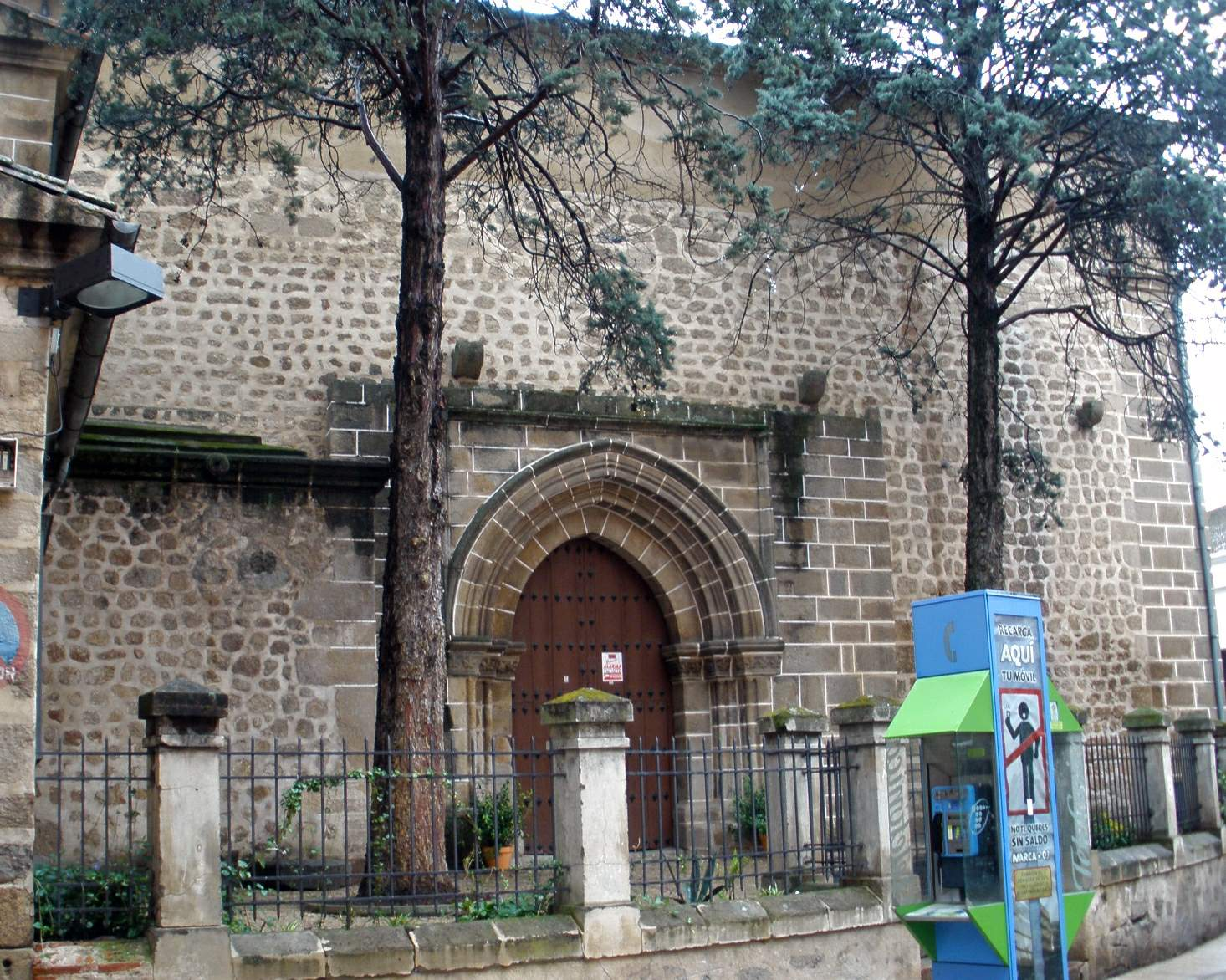
Iglesia de San Esteban, en cuya puerta se reunía la asamblea conocida como Corral de los Alcaldes

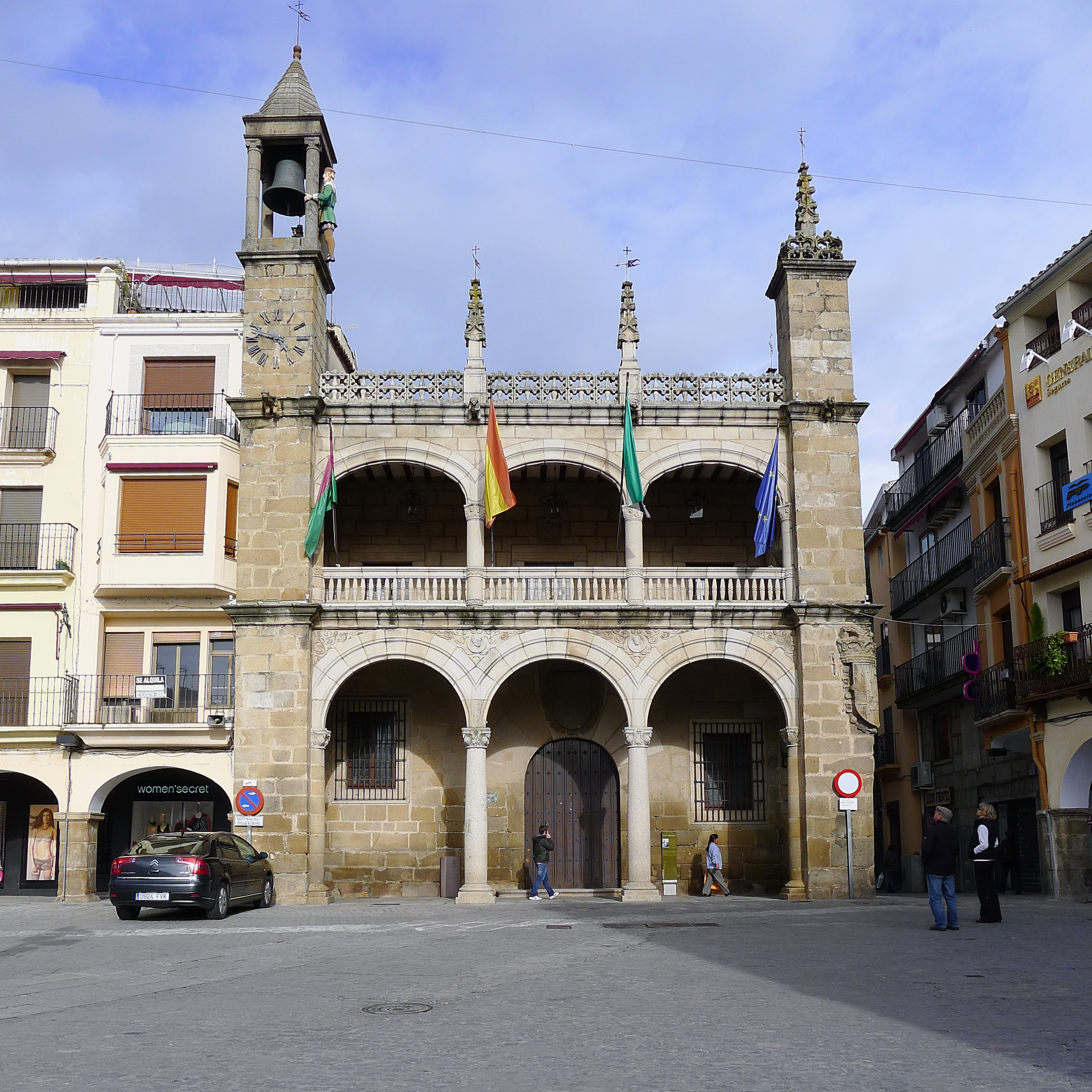
Palacio municipal, en la plaza Mayor, sede del Ayuntamiento de Plasencia

Plasencia tiene autonomía local propia desde la época de su fundación por el rey Alfonso VIII de Castilla. Se conoce la existencia de un concejo con sede en la ciudad ya en el año 1187, y en 1188 Plasencia acudió a las cortes de Carrión como concejo constituido. El 8 de marzo de 1189 tuvo lugar la delimitación del alfoz placentino por el rey Alfonso VIII. El Sexmo de Plasencia, organismo que ejercía las funciones del gobierno municipal en el Antiguo Régimen, contaba con una asamblea conocida como Corral de los Alcaldes, en la cual los viernes de cada semana se ventilaban todos los pleitos de la comunidad de villa y tierra. El Corral de los Alcaldes y el concejo eran las dos asambleas de la ciudad.
El actual Ayuntamiento de Plasencia tiene su casa consistorial en el palacio municipal situado en la calle del Rey. En el Antiguo Régimen, este edificio era la sede del concejo y junto al mismo se hallaba la cárcel. El edificio original se construyó entre 1517 y 1523 porque la antigua casa de concejo era de pequeño tamaño. El palacio municipal se modificó en el siglo XVII y se reconstruyó en el siglo XVIII.
En la legislatura iniciada tras las elecciones de 2015, gobierna en el municipio con mayoría absoluta el Partido Popular. El alcalde del municipio es Fernando Pizarro y las concejalías se reparten de esta forma:
- Concejalía de Cultura
- Concejalía de Deportes, Innovación, Comunicación, Distritos y Fomento
- Concejalía de Educación y Patrimonio
- Concejalía de Familia, Igualdad, Accesibilidad y Dependencia
- Concejalía de Festejos
- Concejalía de Hacienda, Urbanismo y Fondos Europeos
- Concejalía de Juventud
- Concejalía de Recursos Humanos, Empleo, Empresa, Interior y Administración General
- Concejalía de Salud Pública, Servicios Municipales y Medio Ambiente
- Concejalía de Servicios Sociales y Mayores
- Concejalía de Turismo

| Periodo   | Nombre                       | Partido | Partido                                   |
| --------- | ---------------------------- | ------- | ----------------------------------------- |
| 1979-1983 | José Luis Mariño             |         | Unión de Centro Democrático (UCD)         |
| 1983-1987 | José Luis Mariño             |         | Unión de Placentinos Independientes (UPI) |
| 1987-1989 | José Luis Mariño             |         | Centro Democrático y Social (CDS)         |
| 1989-1995 | Cándido Cabrera              |         | Partido Socialista Obrero Español (PSOE)  |
| 1995-2003 | José Luis Díaz Sánchez       |         | Partido Popular (PP)                      |
| 2003-2011 | Elía María Blanco Barbero    |         | Partido Socialista Obrero Español (PSOE)  |
| 2011-act. | Fernando Pizarro García-Polo |         | Partido Popular (PP)                      |

| Partido político                         | 2023   | 2023  | 2023       | 2019   | 2019  | 2019       | 2015  | 2015  | 2015       | 2011   | 2011  | 2011       | 2007  | 2007  | 2007       |
| Partido político                         | Votos  | %     | Concejales | Votos  | %     | Concejales | Votos | %     | Concejales | Votos  | %     | Concejales | Votos | %     | Concejales |
| Partido Popular (PP)                     | 10 127 | 51,63 | 12         | 10 292 | 50,47 | 12         | 8700  | 42,15 | 11         | 11 959 | 55,21 | 13         | 8799  | 41,32 | 10         |
| Partido Socialista Obrero Español (PSOE) | 4749   | 24,21 | 6          | 5242   | 25,71 | 6          | 5337  | 25,86 | 7          | 5275   | 24,35 | 6          | 9514  | 44,68 | 10         |
| Podemos-Izquierda Unida (IU)             | 1798   | 9,16  | 2          | 1742   | 8,54  | 2          | 970   | 4,70  | 0          | 1680   | 7,76  | 1          | 1007  | 4,73  | 0          |
| Vox                                      | 1208   | 6,15  | 1          | 456    | 2,23  | 0          | 108   | 0,52  | 0          | —      | —     | —          | —     | —     | —          |
| Ciudadanos (CS)                          | 126    | 0,64  | 0          | 1129   | 5,54  | 1          | 1426  | 6,91  | 1          | —      | —     | —          | —     | —     | —          |
| Levanta-eXtremeños                       | 679    | 3,46  | 0          | —      | —     | —          | 1359  | 6,58  | 1          | —      | —     | —          | —     | —     | —          |
| Plasencia en Común (PeC)                 | —      | —     | —          | 653    | 3,20  | 0          | 1349  | 6,54  | 1          | —      | —     | —          | —     | —     | —          |
| Unión del Pueblo Extremeño (UPEX)        | —      | —     | —          | —      | —     | —          | —     | —     | —          | 1262   | 5,83  | 1          | 1536  | 7,21  | 1          |

### Organización territorial

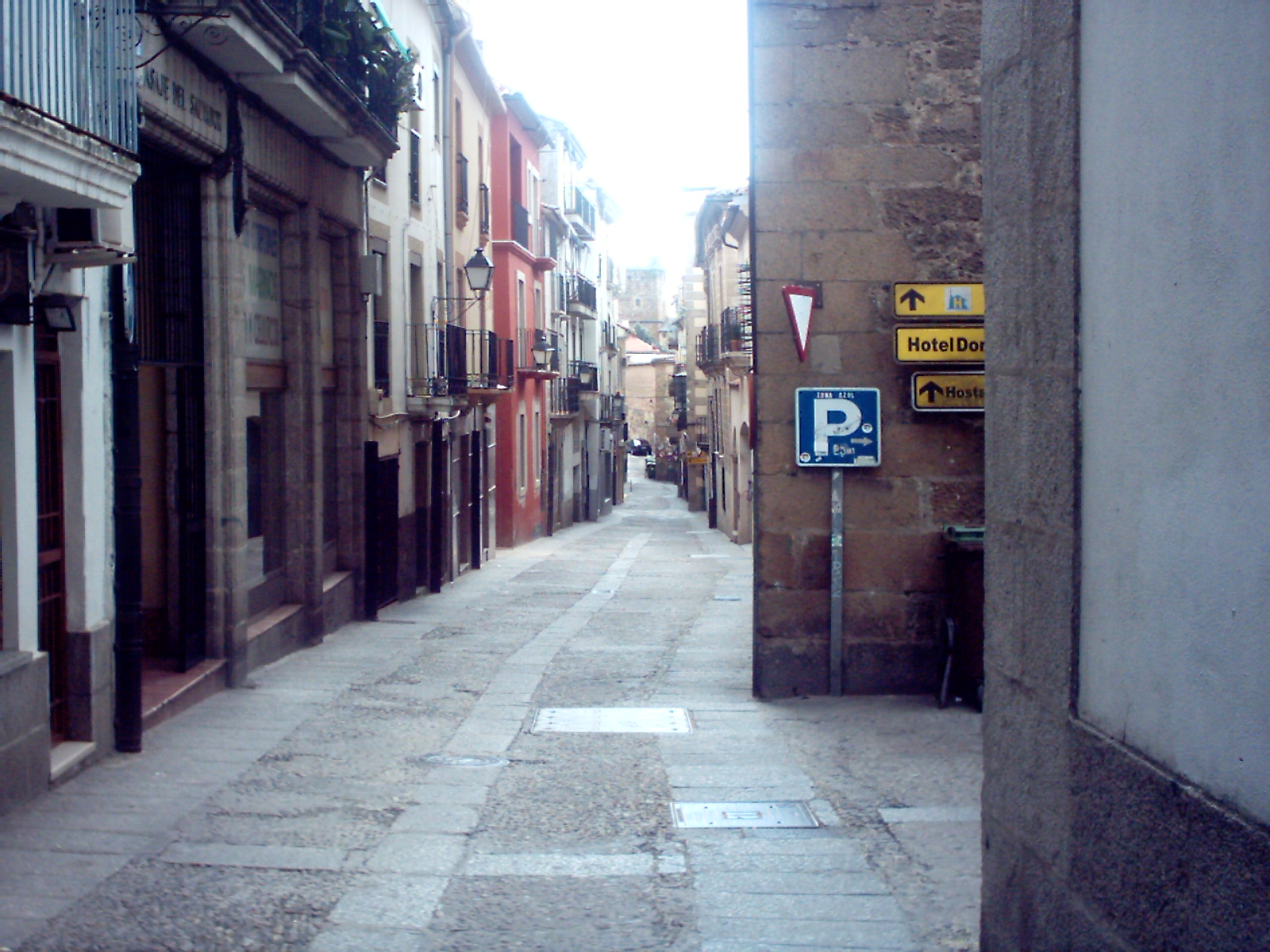
Calle de Santa Ana, en el centro

Plasencia se divide en veinticinco barrios, veintitrés de los cuales forman la capital municipal, teniendo cada uno su propia asociación de vecinos: Colonia Virgen de Guadalupe - La Amistad, Río Jerte, Cotillo de San Antón - Barrio del Pilar, Cerro San Miguel - La Unión, urbanización La Esperanza, Sierra Santa Bárbara, Los Mártires, Vera-Elena, Los Alamitos, Miralvalle, Los Majuelos, Valle-Isla, Los Pinos, La Data, Rosal de Ayala, Cuatro Calzadas, Ribera del Valle, Rubén Darío - Gabriel y Galán, San Juan, Ciudad Jardín San Antón, Valcorchero, Los Monjes e Intramuros de Plasencia. En la calle Fernando Calvo se halla la federación placentina de asociaciones de vecinos.
Los otros dos barrios, San Gil y Pradochano, que son núcleos de población separados de la capital municipal, cuentan con estatuto de entidad local menor.

### Personero del Común

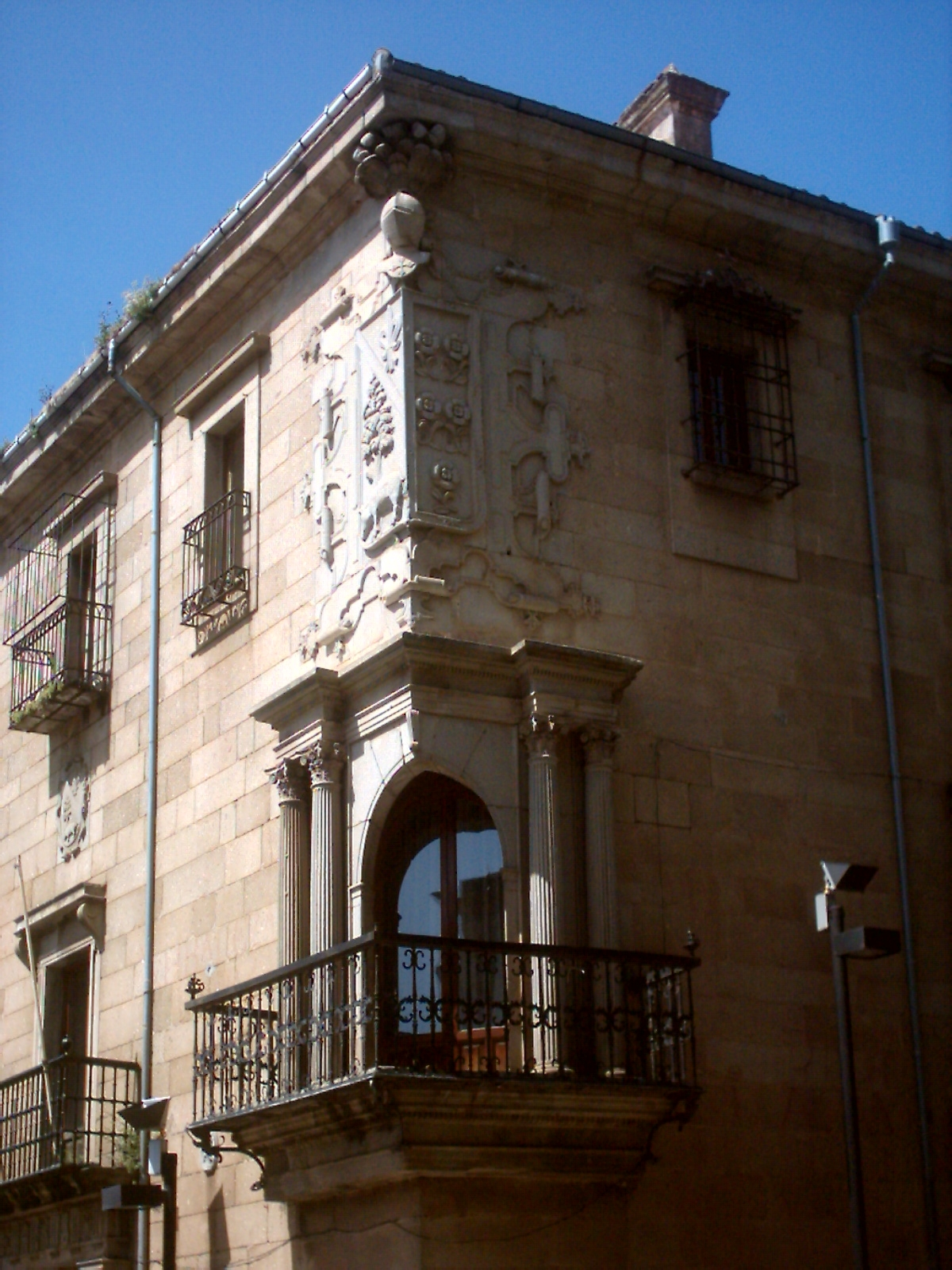
Balcón de la casa del Deán

Según el Estatuto de Autonomía de Extremadura aprobado en 2011, si Extremadura tuviera defensor del pueblo en su ámbito autonómico, este tomaría el nombre de Personero del Común y tendría su sede en la ciudad de Plasencia. Para que esto ocurra, la Asamblea de Extremadura debe aprobar una ley que regule su régimen jurídico y tres quintas partes de sus miembros deben ponerse de acuerdo para elegir una persona que ocupe el cargo, tal y como establece el artículo 48 del Estatuto:

Artículo 48. Personero del Común.
Por ley de la Asamblea que regulará su régimen jurídico, se creará con sede en la ciudad de Plasencia el Personero del Común como comisionado de la misma y con funciones, respecto de las instituciones autonómicas y locales, similares a las del Defensor del Pueblo previsto en la Constitución. El Personero del Común deberá ser elegido por tres quintas partes de los miembros de la Asamblea de Extremadura.

En caso de crearse el órgano, el ayuntamiento ha ofrecido como sede la casa del Deán, edificio medieval que alberga los juzgados hasta la finalización de las obras del nuevo palacio de justicia.

### Justicia

En azul claro, municipios del partido judicial de Plasencia

Plasencia es la capital de su propio partido judicial, de la que forman parte sesenta municipios del norte de la provincia de Cáceres. El partido se creó como partido judicial contemporáneo en 1834, tras la caída del Antiguo Régimen, con 28 localidades, entre ellas algunas ya despobladas como Asperilla y Corchuelas. Con el tiempo, el partido judicial creció y se incluyeron en él municipios de los partidos vecinos que desaparecieron, entrando en el mismo casi todos los municipios del partido judicial de Granadilla y los más occidentales del partido judicial de Jarandilla. En Plasencia hay un juzgado de lo penal, un juzgado de lo social y cuatro juzgados de primera instancia e instrucción.

### Redes de ciudades
Redes político-administrativas
A diferencia de la mayoría de municipios de la provincia, Plasencia no forma ninguna mancomunidad con sus municipios vecinos. Sin embargo, está integrada en asociaciones con otras ciudades, como el Consejo de las Grandes Ciudades, cuya labor es la de mejorar y agilizar las relaciones entre los grandes municipios de Extremadura y el ejecutivo regional. A nivel internacional, también forma parte del Triángulo Urbano Ibérico Rayano, junto con Cáceres y las ciudades portuguesas de Castelo Branco y Portalegre.
Plasencia también forma parte de la Red Española de Ciudades por el Clima, cuya actividad está encauzada al impulso y gestión de políticas dirigidas en pro del desarrollo sostenible y a la promoción de políticas de lucha contra el cambio climático que posibiliten la reducción de emisiones de gases de efecto invernadero y el cumplimento del protocolo de Kioto.
Redes culturales y monumentales
Plasencia forma parte de la Red de Cooperación de Ciudades en la Ruta de la Plata, una asociación de pueblos y ciudades de España situados en la vía de la Plata y su área de influencia, que pretende defender y promover conjuntamente sus recursos turísticos, históricos, culturales y económicos. El vecino municipio de Carcaboso, cuyo término está separado de Plasencia por la vía de la Plata, también forma parte de esta red.
En el ámbito monumental, Plasencia forma parte de Ciudades Catedralicias, asociación de ciudades que cuentan con catedral que fue constituida en la ciudad en 2006. También se constituyó en 2006 en Plasencia el Foro Ibérico de Ciudades Amuralladas, que aglutina a localidades españolas y portuguesas con el fin de atraer turismo a sus recintos amurallados e intentar obtener fondos europeos para la rehabilitación de su patrimonio histórico-artístico, formando parte del foro, entre otros, el vecino municipio de Galisteo.
Por último, también está la Red de Juderías de España, en la que Plasencia participa como miembro de pleno derecho desde febrero de 2008, y que tiene como objetivos principales la defensa del patrimonio urbanístico, arquitectónico, histórico, artístico y cultural del legado sefardí en España, así como la promoción de las ciudades que integran la asociación. Dentro de la provincia, también pertenecen a la asociación los municipios de Cáceres y Hervás.

## Economía

### Sectores primario y secundario

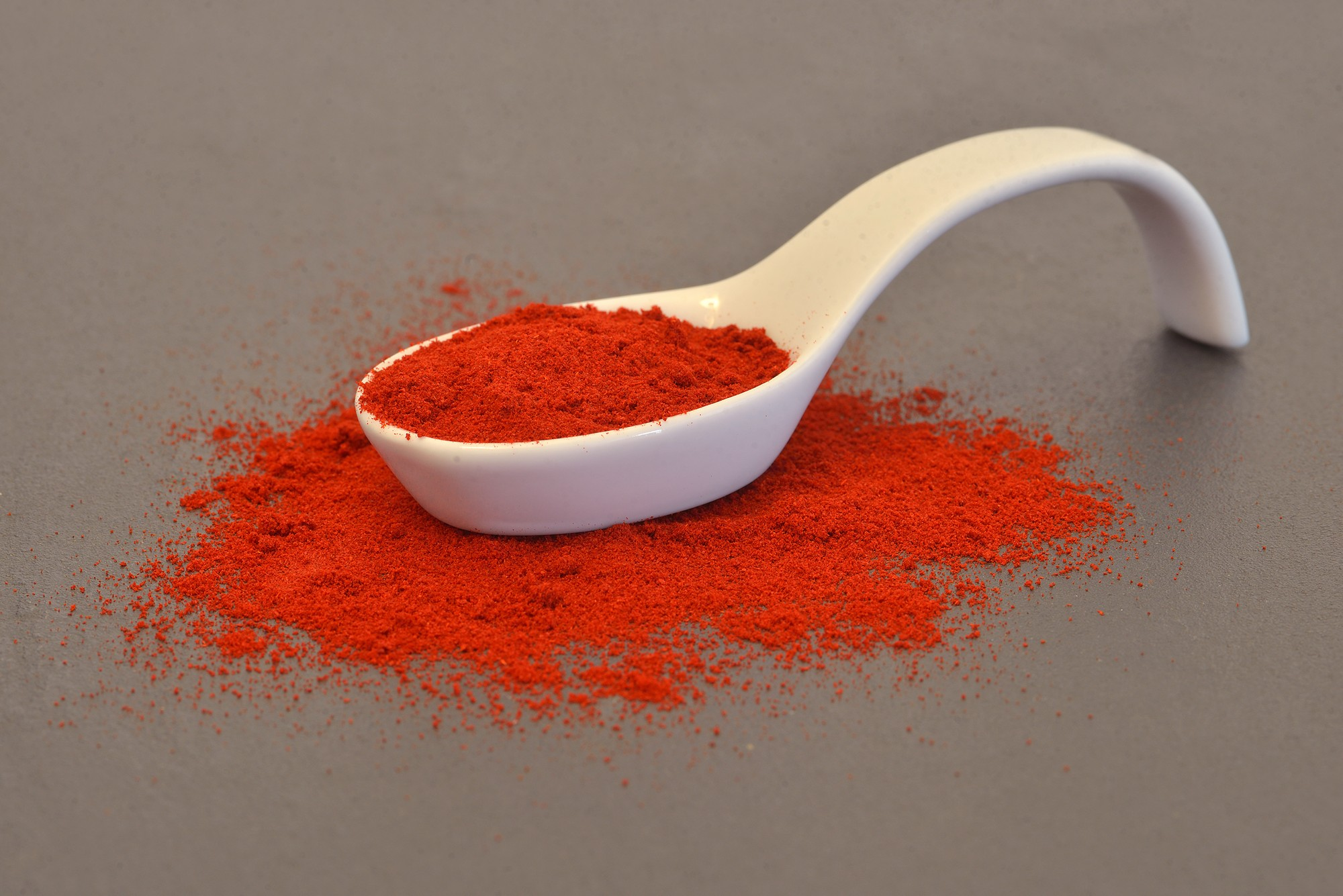
Pimentón de la Vera

En el sector primario, el municipio cuenta con dos poblados de colonización construidos en el siglo XX, San Gil y Pradochano. Por otra parte, Plasencia es, desde 2009, la sede del Centro Nacional de I+D en Agricultura Ecológica.
En cuanto al sector secundario, Plasencia cuenta con un polígono industrial. En 2013, según el anuario económico de la Caixa, el municipio tenía 153 empresas de industria y 274 de construcción.
Dentro de ambos sectores, el municipio se encuentra dentro de la zona de producción y elaboración de cinco productos alimentarios con denominación de origen o indicación geográfica protegida: Carne de Ávila, Cordero de Extremadura, Ternera de Extremadura, Jamón de Huelva y Pimentón de la Vera.

### Actividad comercial

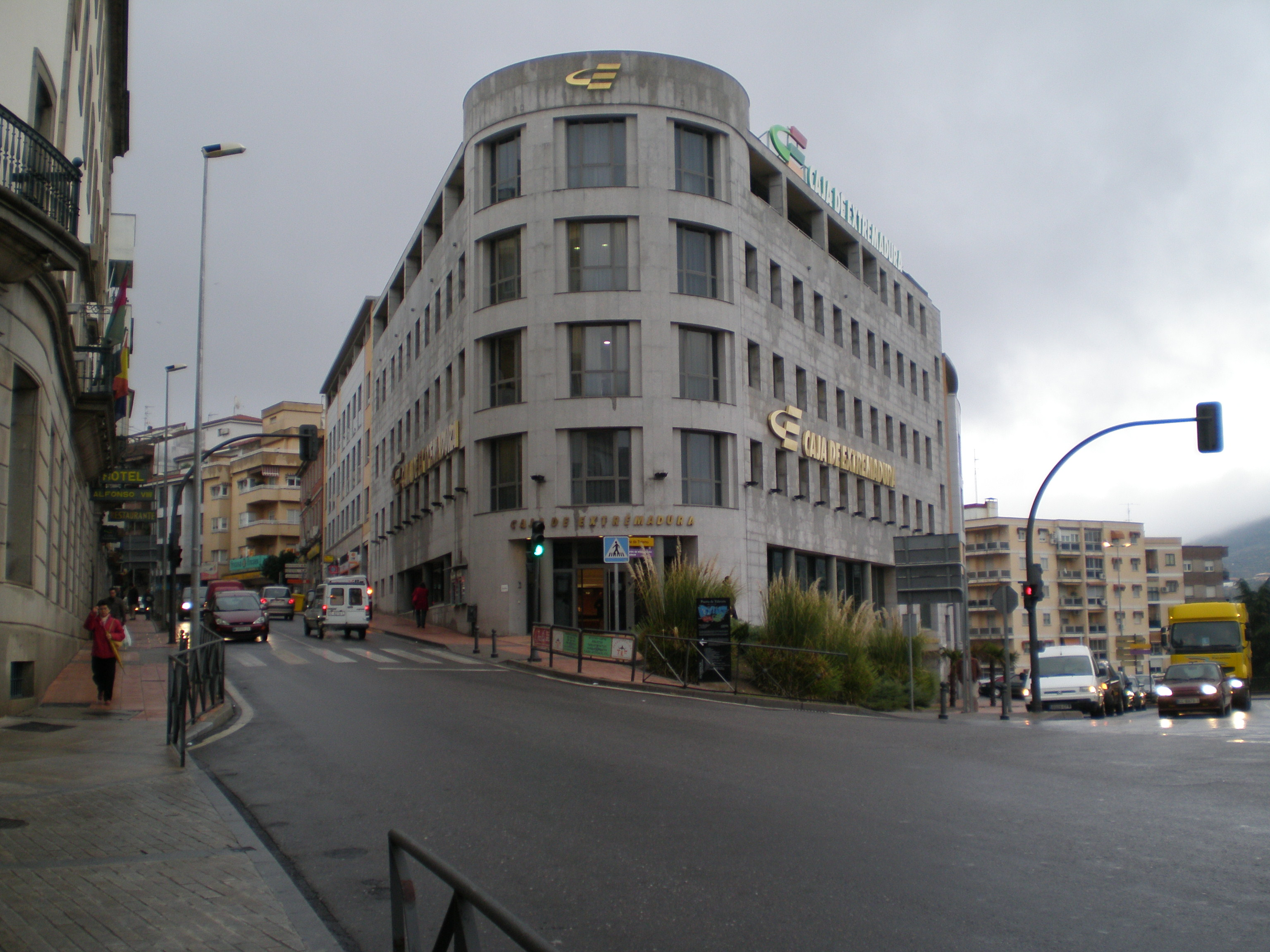
Edificio de Liberbank en Plasencia

En Plasencia se desarrolla una amplia actividad comercial. Según el anuario económico de la Caixa de 2013, la ciudad es la cabecera de una de las cuatro áreas comerciales en las que se divide Extremadura. En el área comercial de Plasencia vivían 126 488 personas según el censo de 2012, lo cual supone que el 68% de la clientela potencial de los comercios placentinos residía ese año fuera del municipio.
Entre los comercios, en 2013 Plasencia tenía 38 entidades de depósito, 296 actividades de restauración y bares, 189 actividades comerciales mayoristas, 864 actividades comerciales minoristas y un centro comercial. En cuanto a los servicios de alojamiento, el municipio cuenta con diversos establecimientos, incluyendo casas rurales, hostales y hoteles.
El comercio se desarrolla de forma predominante, aunque no exclusiva, en las calles intramuros que llevan a la plaza Mayor, principalmente en las calles del Rey y del Sol, siendo esta última la zona comercial de Extremadura que tiene los precios más altos por metro cuadrado. Otro punto comercial destacable, aunque solamente se use para ocasiones temporales, es el recinto ferial El Berrocal.
Durante la mayor parte de siglo XX, Plasencia fue sede de su propia caja de ahorros, la Caja de Ahorros de Plasencia. Dicha caja fue fundada en 1911 por el centro social católico de la Ciudad de Plasencia, impulsado por la diócesis de Plasencia, y en 1990 se fusionó con la Caja de Ahorros de Cáceres para dar lugar a Caja de Extremadura (actual Liberbank).

## Servicios

### Abastecimiento
Agua potable

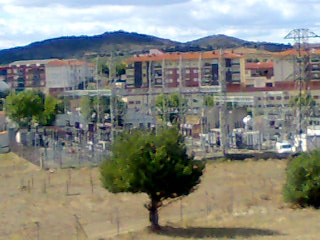
Subestación eléctrica en Plasencia

La ciudad recibe su agua potable de una presa situada en el río Jerte. Se toma el agua de la presa mediante una torre de toma de agua y se traslada por gravedad a la estación de tratamiento de agua potable situada en la carretera N-110, donde se potabiliza. El agua tratada se traslada a dos depósitos, situados en el parque de los Pinos y en el polígono industrial, desde los cuales se abastece a la población.
El saneamiento se realiza a través de una red de conductos de hormigón que se usa tanto para el agua urbana como para el agua industrial. El agua residual urbana no requiere bombeo y se traslada por simple gravedad, salvo en algunos puntos que necesitan cámaras de descarga. En el municipio hay una estación depuradora de aguas residuales junto a la carretera N-630, que recibe tanto las aguas residuales placentinas como las del valle del Jerte.
Energía
En el término municipal de Plasencia se cruzan diversas líneas de electricidad de distintas tensiones, desde líneas de 400 kV que transportan directamente energía eléctrica desde la central nuclear de Almaraz hasta líneas de menor tensión que distribuyen la energía a las poblaciones de la zona. A estas últimas líneas están conectadas las tres subestaciones eléctricas del municipio: Plasencia, Plasencia Industrial y Valcorchero. La primera de ellas es la más importante, pues se encarga de distribuir la energía de las líneas de 150 a 220 kV a las subestaciones de la zona.
En cuanto al abastecimiento de combustibles, la ciudad cuenta con cinco estaciones de servicio, de las cuales tres son de la empresa Repsol, una de Cepsa y otra de Carrefour. Para el transporte de gas natural, por la ciudad pasa el gasoducto primario que une las estaciones de compresión de Almendralejo y Coreses.

### Educación
Universidades

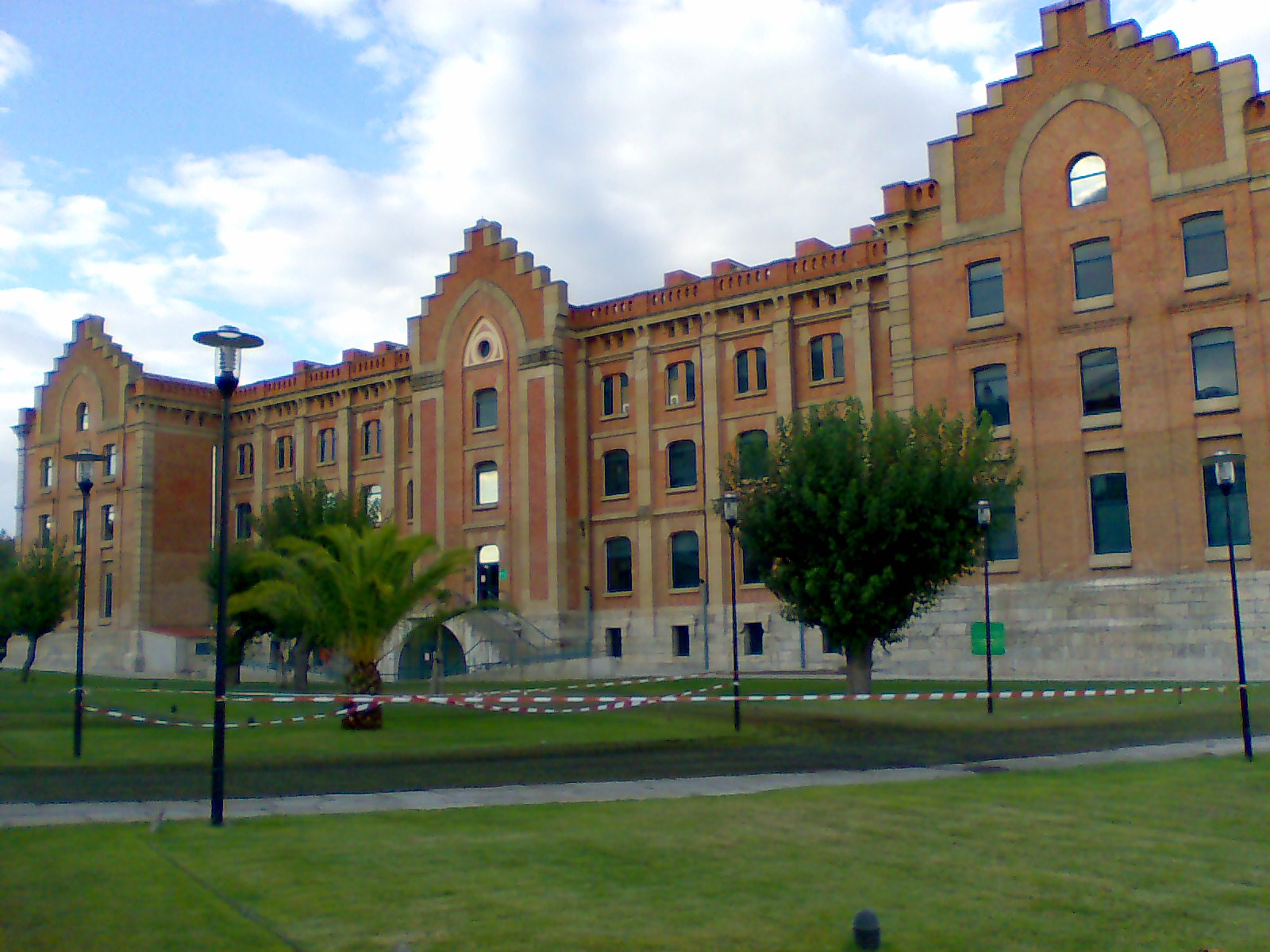
Campus de Plasencia

La principal universidad de la ciudad es la Universidad de Extremadura, con más de 1100 alumnos. En el campus de Plasencia, dependiente de esta universidad, se imparten cuatro titulaciones de grado: Enfermería, Administración y Dirección de Empresas, Ingeniería Forestal y del Medio Natural y Podología, estas dos últimas son exclusivas de Plasencia, no se encuentran en otro lugar de la región. También hay un centro asociado de la Universidad Nacional de Educación a Distancia, dependiendo de este centro toda la provincia (las extensiones de Cáceres, Coria, Navalmoral de la Mata y Trujillo). La Universidad Católica de Ávila se encuentra en trámites con la Junta de Extremadura para poner una sede en la ciudad, entre las posibilidades que se barajan para su ubicación se encuentra lo que fue en su día el Palacio de Justicia, dentro del casco histórico.
Colegios e institutos
Plasencia cuenta con una gran cantidad de centros educativos, siendo la sede del Centro de Profesores y Recursos de la zona. En la ciudad hay ocho centros públicos de educación infantil y primaria: Alfonso VIII, El Pilar, Escuela Hogar Placentina, Inés de Suárez, La Paz, Miralvalle, San Miguel Arcángel y Santiago Ramón y Cajal. San Gil y Pradochano tienen sus colegios integrados en el CRA Valle del Alagón, con sede en Alagón del Río y del que también forma parte Aldehuela del Jerte.
Por otra parte, la ciudad cuenta con seis institutos públicos de enseñanza secundaria: Gabriel y Galán, Valle del Jerte, Virgen del Puerto, Parque de Monfragüe, Pérez Comendador y Sierra de Santa Bárbara. A estos institutos asisten alumnos de municipios vecinos que no disponen de instituto o cuyo centro educativo sólo alcanza hasta la educación secundaria obligatoria, siendo los principales lugares de procedencia Aldehuela del Jerte, Barrado, Cabezabellosa, Cabrero, Casas del Castañar, Carcaboso, El Torno, Holguera, Malpartida de Plasencia, Oliva de Plasencia, Riolobos, Valdeobispo y Villar de Plasencia.
En el municipio hay, además, cinco centros concertados: La Salle-Guadalupe, Madre Matilde, San Calixto, San José y Santísima Trinidad. Por último, también se encuentran en la ciudad el centro público de educación especial Ponce de León y un centro de educación permanente para adultos.
Otros centros

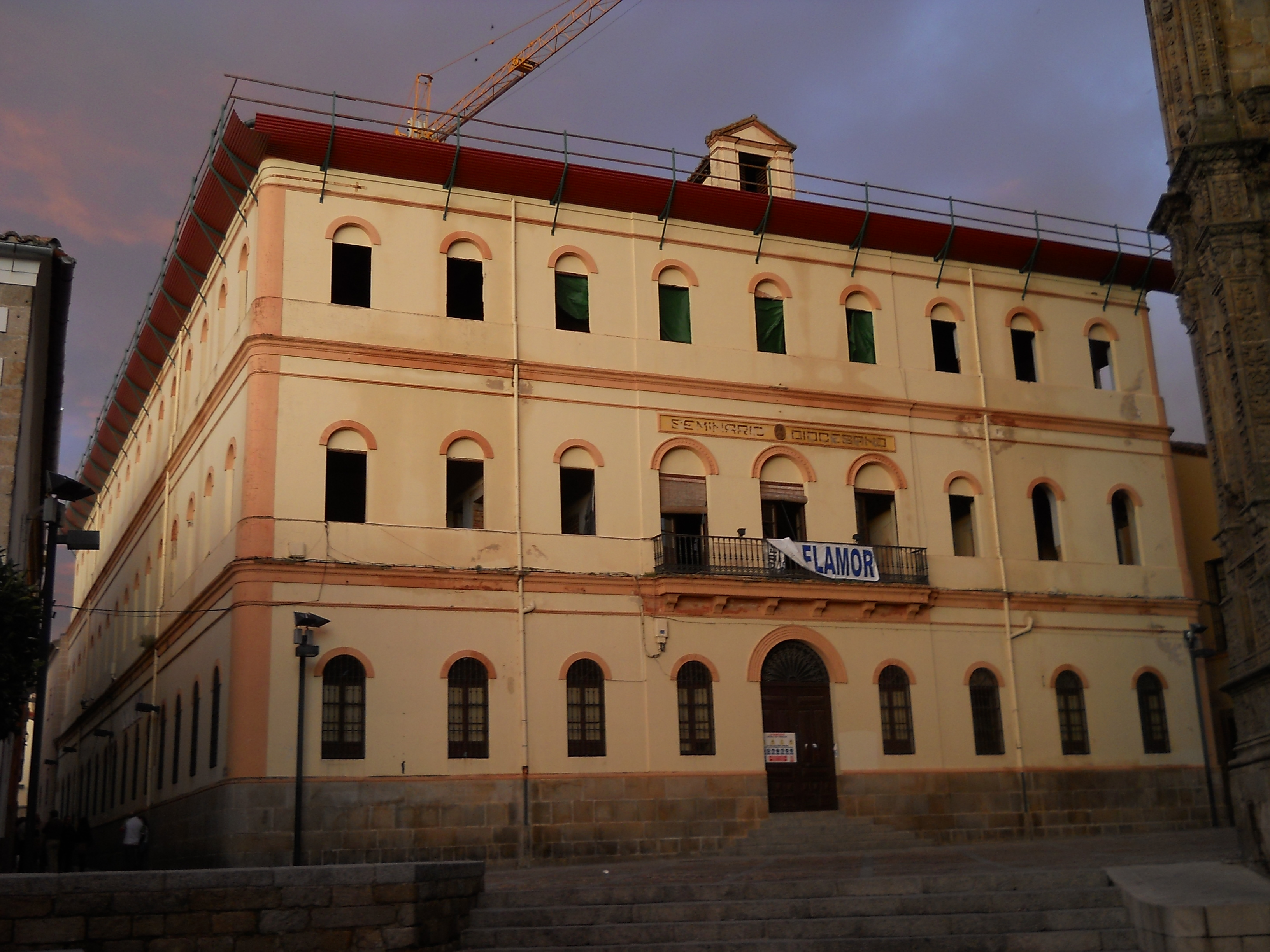
Seminario diocesano

Las administraciones provincial y municipal gestionan centros de educación en la ciudad. La Diputación Provincial de Cáceres, mediante su institución cultural El Brocense, tiene en la ciudad el conservatorio García Matos, la escuela de bellas artes Rodrigo Alemán y la escuela de danza del complejo cultural Santa María. Por su parte, el Ayuntamiento contribuye a la educación con una escuela de cocina situada en la plaza de la Cruz Dorada que admite hasta 30 alumnos por curso, así como con escuelas deportivas.
En el ámbito de la enseñanza de idiomas, Plasencia cuenta con un centro de la Escuela Oficial de Idiomas en la plaza de Santa Ana, en el cual se imparten clases de alemán, francés, inglés, italiano y portugués, pudiéndose estudiar el inglés a distancia. Por otra parte, en cuanto a los estudios religiosos, la diócesis de Plasencia tiene en la ciudad seminarios mayor y menor, contando Plasencia con seminario desde el siglo XVII. Por último, en Plasencia hay también una universidad popular.

### Higiene
La recogida selectiva de residuos sólidos urbanos y la limpieza viaria son realizadas por la UTE Limpieza Plasencia, que fue creada en 2011 y está compuesta por las empresas Agroforex, Valoriza y Ecovias. Su sede está en el polígono industrial de la ciudad. Aunque es la empresa de limpieza más importante, no es la única de la ciudad, pues existen otras empresas especializadas que se encargan de la recogida de cartones a domicilio y del mantenimiento de las zonas verdes.
La recogida de residuos sólidos urbanos se hace todas las noches, siendo el horario de depósito de las nueve a las doce y el de recogida después de la medianoche. La recogida selectiva de papel, cartón y envases ligeros también se realiza continuamente, pero alternando entre los distintos barrios de la ciudad. El miércoles de cada semana se recogen a domicilio objetos de gran tamaño como electrodomésticos y muebles. Todos los residuos sólidos urbanos de la ciudad son depositados en una planta de tratamiento situada en el municipio de Mirabel.

### Sanidad
Capital de área de salud

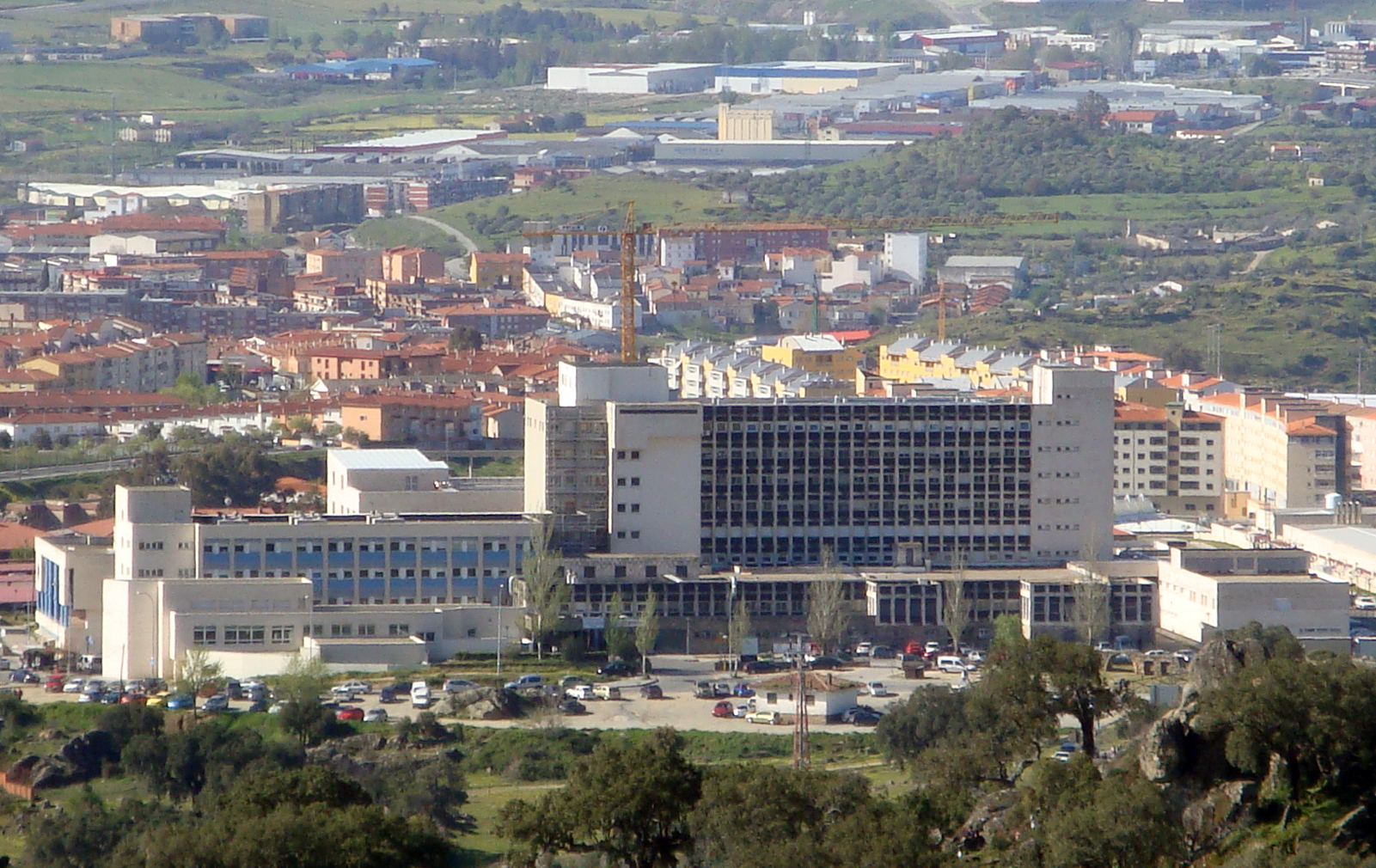
Hospital Virgen del Puerto

Plasencia es la sede de una de las ocho áreas de salud en las que el Servicio Extremeño de Salud divide Extremadura. Dicha área comprende catorce zonas de salud, cada una con su propio centro de salud, prestando atención sanitaria a una población de hecho de más de 125 000 habitantes. El hospital de regencia de esta área de salud es el hospital Virgen del Puerto, situado en el paraje de Valcorchero.
Plasencia alberga tres de las zonas de salud del área (y una cuarta en construcción): Plasencia I-Luis de Toro, Plasencia II-San Miguel y Plasencia III-La Data. De la primera dependen los municipios de Gargüera y Tejeda de Tiétar; de la segunda, Malpartida de Plasencia, las entidades locales placentinas de San Gil y Pradochano y los seis municipios más orientales de las vegas del Alagón; y de la tercera, Cabezabellosa, Jarilla, Oliva de Plasencia y Villar de Plasencia. Las otras once zonas de salud del área se corresponden con los centros de salud de Ahigal, Aldeanueva del Camino, Cabezuela del Valle, Casas del Castañar, Hervás, Jaraíz de la Vera, Mohedas de Granadilla, Montehermoso, Nuñomoral, Pinofranqueado y Serradilla.
Centros públicos y privados
En 2010 Plasencia contaba, en cuanto a sanidad pública, con el hospital Virgen del Puerto, un hospital de salud mental y tratamiento de toxicomanías, los tres centros de salud antes mencionados, un consultorio de atención primaria para San Gil y otro para Pradochano, un centro de salud mental y otros dos centros especializados.
En sanidad privada, en 2010 Plasencia tenía un hospital general, ocho centros de consultas médicas, doce consultas de otros profesionales sanitarios, veintidós clínicas dentales, dos centros de reconocimiento, un centro de diálisis, tres centros móviles de asistencia sanitaria, cinco centros de otros proveedores de asistencia sin internamiento, trece ópticas, dos ortopedias, un centro de establecimiento de audioprótesis, diecinueve centros polivalentes y tres centros de diagnóstico.
Sistema farmacéutico
En la ciudad hay un total de once farmacias, tres para la zona de salud Plasencia II-San Miguel y cuatro para cada una de las otras dos zonas. Cada una de las tres zonas de salud organiza sus turnos de guardia de forma coordinada entre las farmacias de la ciudad y las de los municipios que forman parte de la zona. En el caso de la zona de salud Plasencia II-San Miguel, el calendario de guardias está coordinado además con la zona de salud de Serradilla.
Residencias
En Plasencia se encuentra desde 2008 el centro residencial Los Pinos, una residencia con centro de día, principalmente para enfermos de Alzheimer, con una capacidad de 80 plazas para enfermos de Alzheimer y 16 para otros dependientes. En el barrio de la Esperanza se encuentra desde 2007 el Hogar de Nazaret, proyecto de Cáritas que tiene su origen en la ciudad en el hospital de convalecientes inaugurado en 1691 y que en 2007 daba cobijo a 78 ancianos. Otras residencias para ancianos son la residencia de las Hermanitas de los Pobres y la residencia San Francisco de la Junta de Extremadura.

### Seguridad
En el municipio funcionan varias fuerzas y cuerpos de seguridad. El ayuntamiento tiene su propia policía local, cuya jefatura tiene su sede en La Mazuela. Además, Plasencia es el único municipio de la provincia, aparte de la capital provincial, en el que hay una comisaría local del Cuerpo Nacional de Policía. El sistema de seguridad policial del municipio se completa con la Guardia Civil, que tiene en la ciudad una compañía dependiente de la comandancia de Cáceres, en la cual se coordinan nueve puestos del norte de la provincia.
En cuanto a la seguridad no policial, la ciudad dispone de bomberos y protección civil. En el polígono industrial hay un parque de bomberos dependiente del Servicio Provincial de Prevención y Extinción de Incendios de la Diputación Provincial de Cáceres. La junta local de protección civil del municipio tiene un punto de atención permanente en la avenida Virgen del Puerto.

### Transporte

#### Conexiones
Carreteras
Dada la situación geográfica de la ciudad, a medio camino entre las dos capitales ibéricas como son Madrid y Lisboa, y prácticamente en la mitad de la más importante vía de comunicación que vertebra el oeste español como es la vía de la Plata, Plasencia se ha convertido en un importante nudo de comunicaciones, y varias son las autovías y carreteras que unen Plasencia con el resto de España; teniendo algunas su origen en la propia ciudad, y siendo también algunas de las que más tráfico soportan de la comunidad, como son la autovía A-66 a su paso por Plasencia, la EX-A1 y la carretera entre Plasencia y Malpartida de Plasencia. Las carreteras que pasan por Plasencia o tienen su origen o final en la ciudad son las que aparecen en la siguiente tabla:
| Denominación | Lugar de acceso | Lugares a los que lleva |
| --- | --- | --- |
| E-803 A-66 Autovía de la Ruta de la Plata                                                                                           | Atraviesa el término municipal por el centro de norte a sur, pasando al oeste de la ciudad.                                            | Norte: Villar de Plasencia, Béjar, Salamanca, Zamora, León y Gijón; Sur: Cañaveral, Cáceres, Mérida, Almendralejo, Zafra y Sevilla. |
| EX-A1 Autovía del Norte de Extremadura                                                                                              | Atraviesa el término municipal por el centro de este a oeste, pasando al sur de Plasencia y al norte de San Gil.                       | Este: Malpartida de Plasencia, Casatejada y Navalmoral de la Mata; Oeste: Galisteo, Coria, Moraleja y Portugal.                     |
| N-630 Avenida Martín Palomino Avenida de España Avenida Calvo Sotelo Avenida Alfonso VIII Avenida José Antonio Avenida de Salamanca | Atraviesa todo el centro de la ciudad de norte a sur, aunque existe una variante que pasa al oeste uniendo el polígono con la autovía. | Vía de servicio de la A-66. |
| N-110 Avenida del Valle | Se cruza con la N-630 en la puerta de Talavera.                                                                                        | Noreste: valle del Jerte y provincia de Ávila.                                                                                      |
| EX-108 Navalmoral de la Mata a Portugal por Moraleja                                                                                | Paralela a la EX-A1, aunque pasa por el casco urbano de San Gil.                                                                       | Vía de servicio de la EX-A1. |
| EX-203 Avenida de la Vera | Se cruza con la N-630 en la puerta del Sol.                                                                                            | Este: la Vera y valle del Tiétar.                                                                                                   |
| EX-208 Carretera de Trujillo | Rotonda donde se separan la avenida de España y la avenida Martín Palomino.                                                            | Sureste: Monfragüe, Trujillo y Zorita.                                                                                              |
| EX-304 Circunvalación Sur de Plasencia                                                                                              | Recorre el sureste de la ciudad. | Acceso interurbano entre la EX-A1 y el cruce de la N-110 con la EX-203.                                                             |
| EX-370 Avenida Obispo Laso | Se cruza con la N-630 urbana en la avenida de España.                                                                                  | Oeste: Carcaboso, Montehermoso y Pozuelo de Zarzón.                                                                                 |
| CC-36 Carretera de Malpartida | Se cruza con la N-630 en la puerta de Trujillo.                                                                                        | Sureste: Malpartida de Plasencia.                                                                                                   |

Ferrocarril

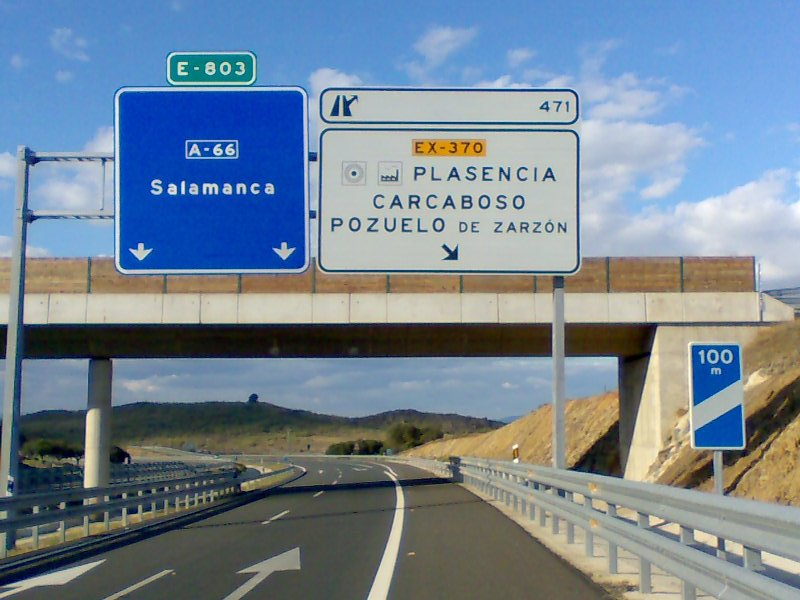
Cartel de acceso a la ciudad desde la autovía Ruta de la Plata A-66

Mapa de carreteras de Plasencia

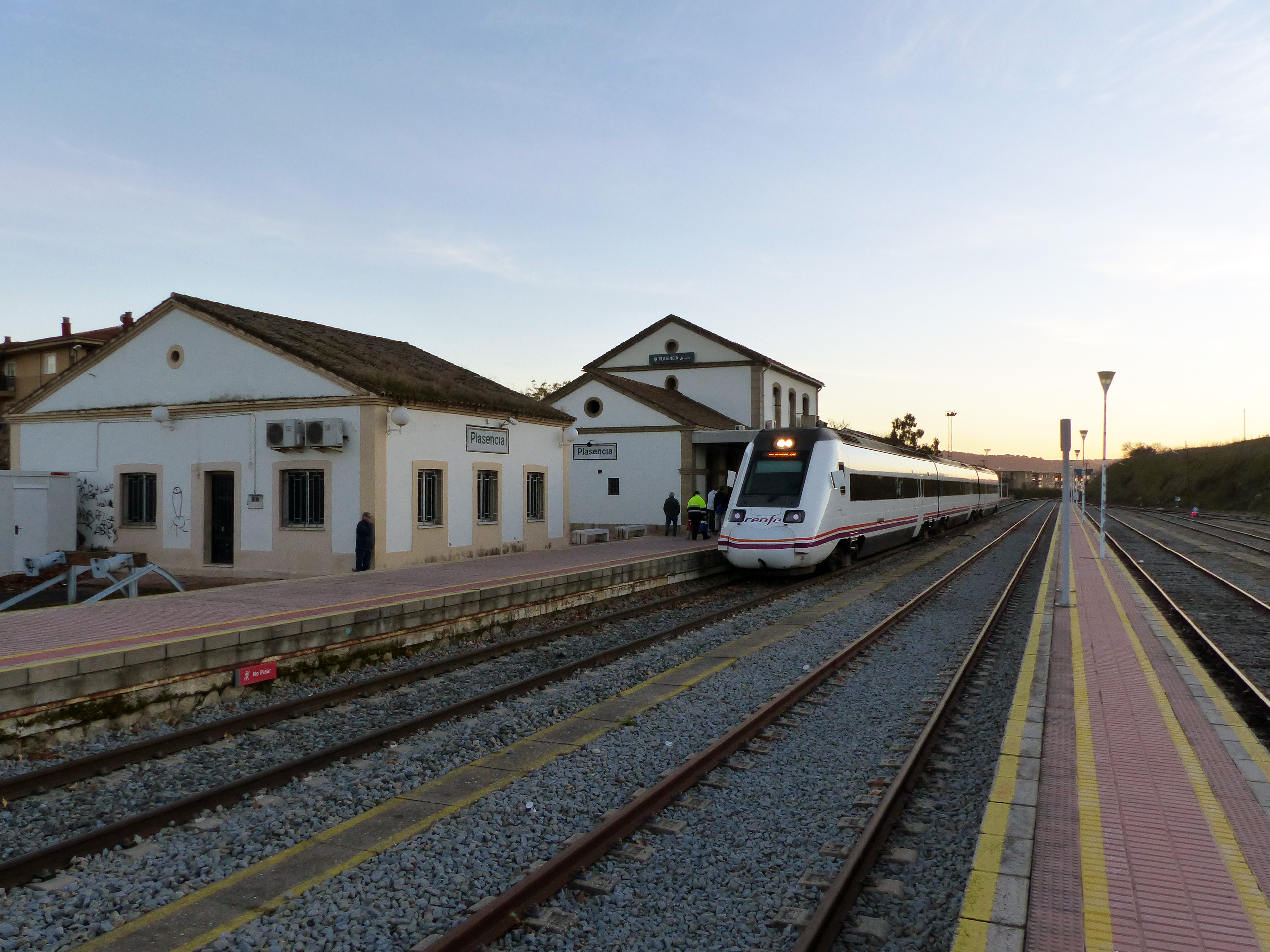
Estación de tren

Plasencia tiene una estación de trenes situada en la avenida del Ambroz, que cuenta diariamente con conexiones directas con ciudades como Madrid, Talavera de la Reina, Cáceres, Mérida, Badajoz o Huelva, operadas por Renfe Operadora con trenes Intercity y Regional Exprés. Hasta 1985 estuvo en servicio la línea que la unía con Astorga, pasando por Salamanca y Zamora.
Está en fase de ejecución la línea de alta velocidad (AVE) que unirá Plasencia con Badajoz en el año 2020 y que contará con una estación en la ciudad.
Autobús interurbano

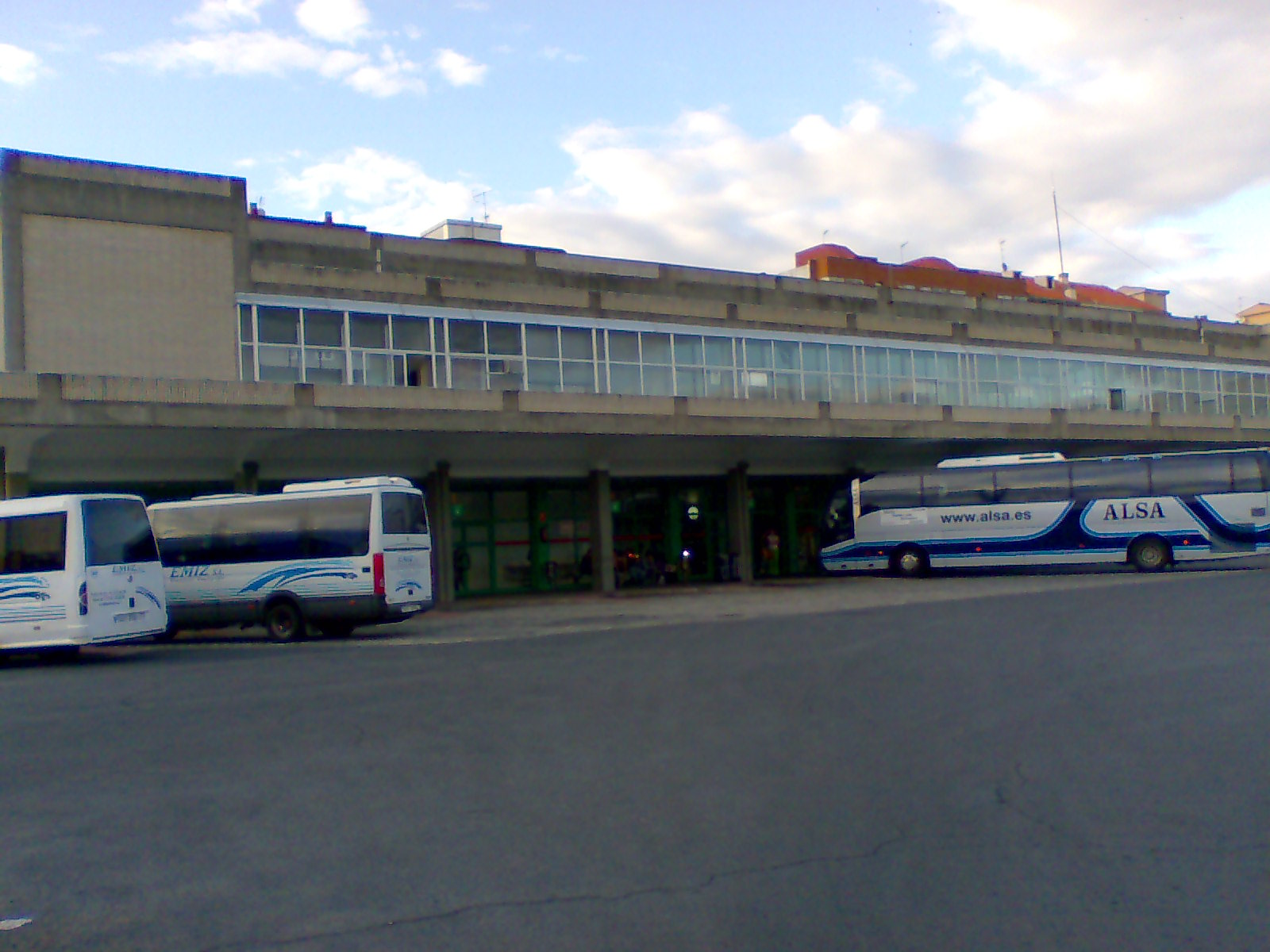
Estación de autobuses

La estación de autobuses se halla situada en la calle Tornavacas, uniendo regularmente Plasencia con otras ciudades de España, así como con localidades cercanas.
Dentro de la provincia de Cáceres, la empresa Mirat tiene varias líneas que unen Plasencia con las distintas mancomunidades de la mitad septentrional de la provincia e incluso con Madrid, pasando por Alcorcón y Móstoles. Por su parte, la empresa CEVESA une Plasencia con Cáceres, Ávila y Madrid pasando por el valle del Jerte. Otra empresa cuyos autobuses pasan por Plasencia es ALSA, que presta servicios de larga distancia con las principales ciudades de Andalucía, Castilla y León, Galicia, Asturias, Cantabria o País Vasco.

#### Transporte urbano
Vehículo privado
La ciudad contaba en 2012 con un parque automovilístico de 30 223 vehículos de motor, de los cuales 21 221 eran automóviles de turismo, 4975 camiones y furgonetas, y 4007 correspondían a otro tipo de vehículos. Junto a la carretera N-630 hay un punto de inspección técnica de vehículos, dependiente de la Consejería de Fomento de la Junta de Extremadura.
Autobús urbano
La ciudad de Plasencia tiene autobús urbano desde los años 70 del siglo pasado y cuenta en la actualidad con tres líneas. Las tres líneas tienen puntos en común. Las líneas 1 y 2 tienen un recorrido común con seis paradas entre el ambulatorio y la puerta de Trujillo. Las líneas 1 y 3 tienen seis paradas comunes entre la avenida de España y la puerta de Talavera y otras cuatro entre Alamitos y Los Pinos. Por último, las líneas 2 y 3 tienen cinco paradas comunes en la parte más septentrional de la ciudad y otras ocho entre la estación de ferrocarril y los alrededores del casco antiguo. Las únicas cuatro paradas donde se unen las tres líneas están en las avenidas de España y Calvo Sotelo. Desde el 19 de agosto de 2013, el recorrido de las tres líneas es el siguiente:
| Línea | Trayecto                                   | Recorrido                                                                                                   | Frecuencia | Número de paradas | Autobús urbano de la línea 2 |
|       | Polígono industrial - Bº Gabriel y Galán   | Une el polígono industrial con los barrios del noreste de la ciudad, pasando por el campus universitario.   | 15 minutos | 32                | Autobús urbano de la línea 2 |
|       | Bº San Miguel - Hospital Virgen del Puerto | Une la estación de ferrocarril con el hospital, rodeando el casco antiguo y pasando por la ciudad deportiva | 20 minutos | 29                | Autobús urbano de la línea 2 |
|       | Bº Los Monjes - Hospital Virgen del Puerto | Une la carretera de Trujillo con el hospital, pasando por las estaciones de ferrocarril y autobús.          | 20 minutos | 38                | Autobús urbano de la línea 2 |

San Gil y Pradochano están conectados con la capital municipal por líneas de autobús interurbano de la empresa Mirat, pasando por cada una de las pedanías una línea de ida y vuelta cada día de lunes a viernes.
Taxi
Plasencia cuenta con paradas fijas de taxi en la plaza Mayor, puerta del Sol, avenida de la Salle y calle Tornavacas. Además, existe un servicio específico para personas con movilidad reducida.

## Patrimonio

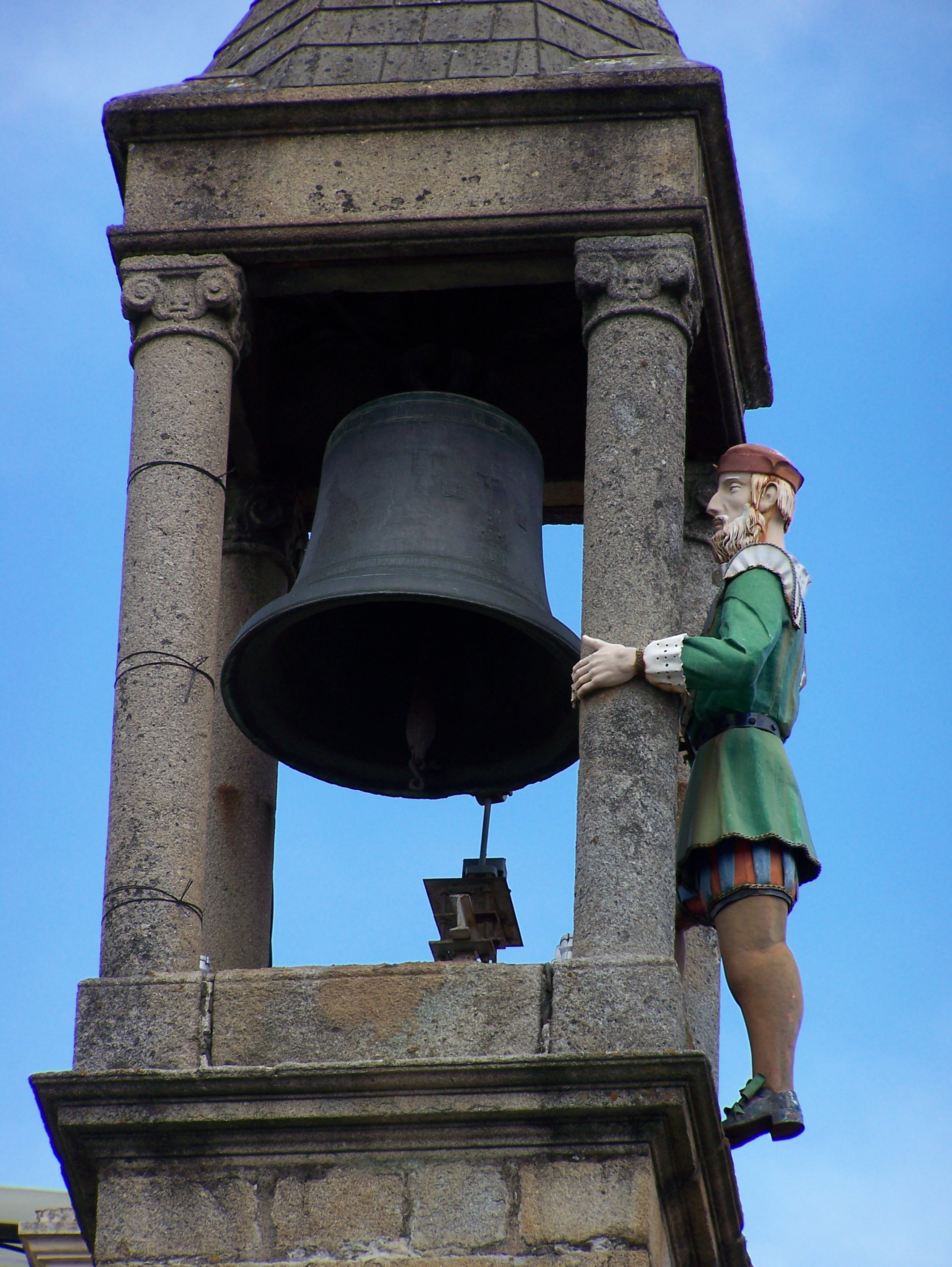
Abuelo Mayorga, autómata situado en el tejado de la casa consistorial, considerado un símbolo de la ciudad

Plasencia cuenta con un destacado conjunto monumental. El conjunto histórico de la ciudad está declarado bien de interés cultural desde 1958, y en distintos momentos han sido incluidos a título individual en la lista de bienes de interés cultural tres monumentos placentinos: la catedral de Santa María, el palacio Carvajal-Girón y el palacio de Mirabel. Además, son candidatos al título de bien de interés cultural la iglesia y convento de Santo Domingo, la iglesia de San Nicolás, la iglesia del Salvador, el santuario de la Virgen del Puerto y la plaza de toros.
La ciudad de Plasencia presentó en octubre de 2008 una candidatura conjunta con Trujillo, el parque nacional de Monfragüe y la dehesa extremeña para conseguir la declaración de Patrimonio de la Humanidad que otorga la Unesco. La candidatura fue incluida en octubre de ese mismo año por el Consejo Nacional de Patrimonio Histórico en la lista indicativa de lugares que optan a dicho nombramiento. Sin embargo, en julio de 2009 el Consejo de Patrimonio Histórico decidió que la candidata española a dicha consideración sería la sierra de Tramontana.

### Monumentos religiosos

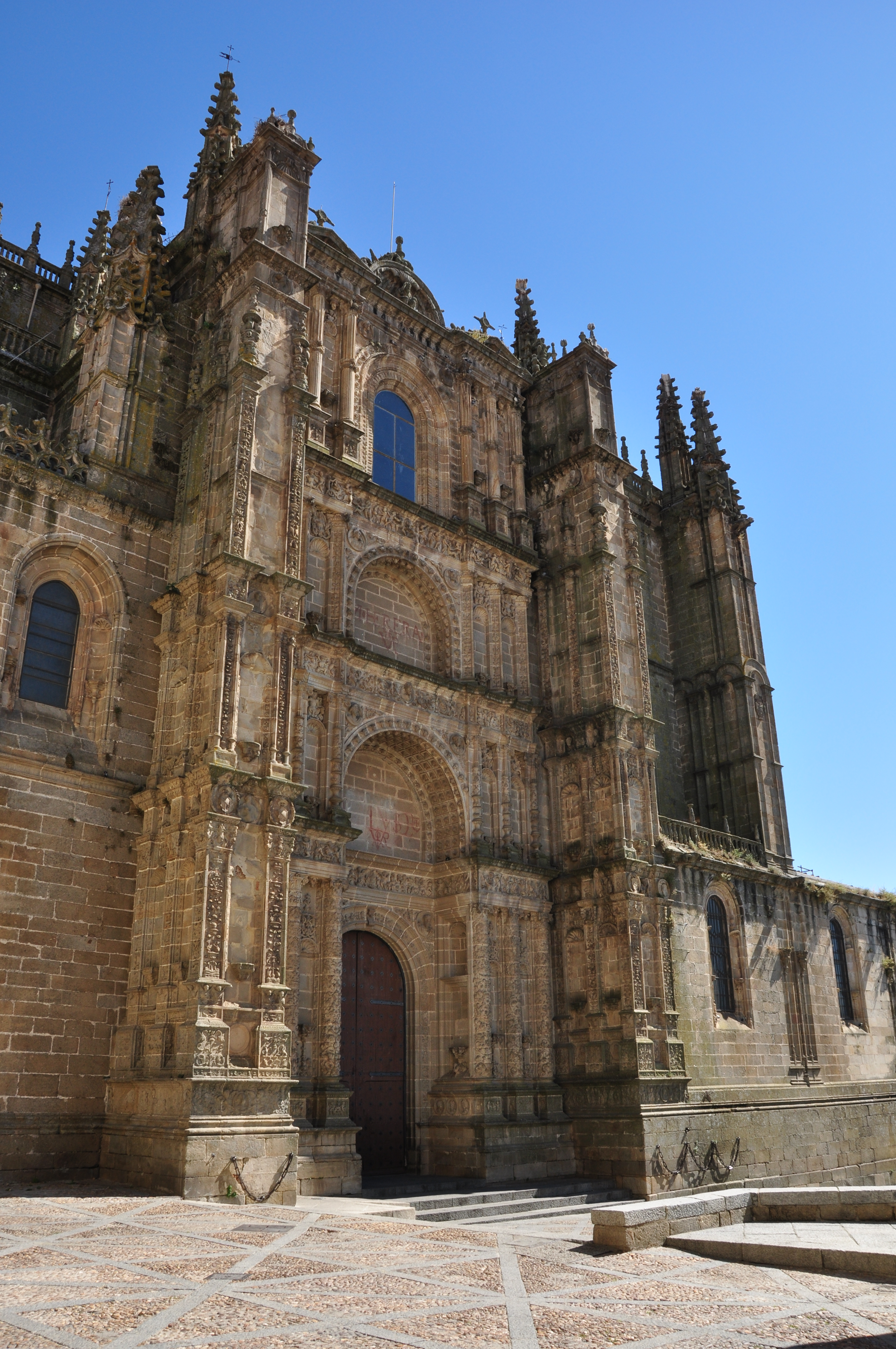
Catedral Nueva de Plasencia

Plasencia es la sede de la diócesis del mismo nombre y en el entramado urbano placentino existen dos catedrales: la catedral vieja y la catedral nueva. La primera fue construida entre los siglos XIII y XIV, de estilo románico y con arquitectos como Juan Francés, destacando en la misma su sala capitular. La nueva, proyectada a finales de siglo XV y dirigida por arquitectos como Juan de Álava, Francisco de Colonia, Covarrubias, Diego de Siloé y Rodrigo Gil de Hontañón, pretendía en su origen sustituir a la catedral vieja pero por diversos problemas las obras se pararon en 1760. De esta catedral nueva destacan el coro de Rodrigo Alemán y el retablo mayor de Gregorio Fernández.
Dentro de la diócesis, el municipio cuenta con trece iglesias parroquiales, de las cuales en la ciudad hay once: Cristo Resucitado, El Salvador, Nuestra Señora de Guadalupe, Nuestra Señora del Pilar, San Esteban, San José, San Miguel Arcángel, San Pedro, Santa Elena, Santa María de la Esperanza y San Nicolás el Real. A estas once hay que sumarles la iglesia de San Gil, en la localidad del mismo nombre y la iglesia de Nuestra Señora del Puerto en Pradochano.

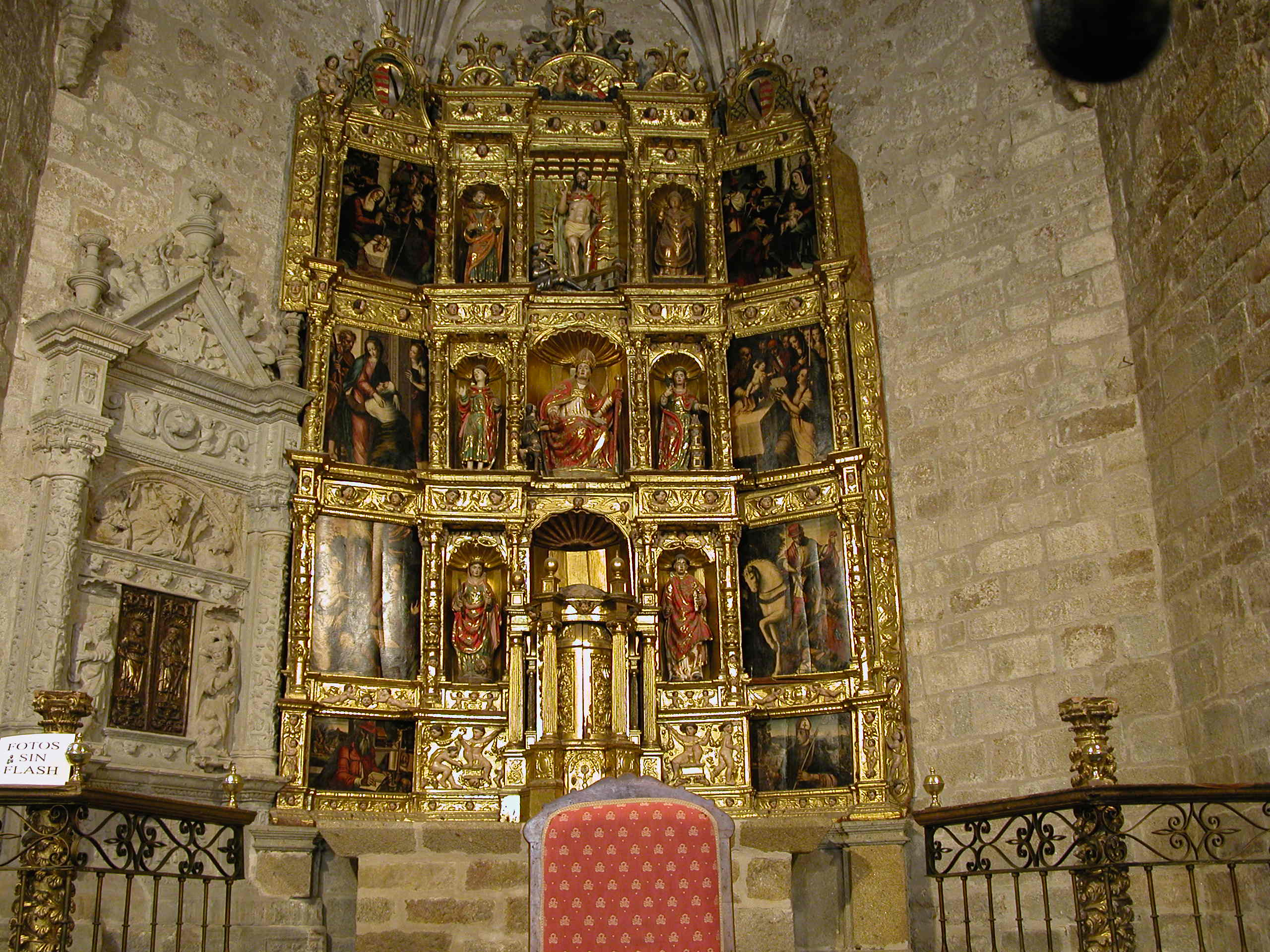
Retablo de la iglesia de San Martín

Junto a las iglesias parroquiales hay también iglesias que no se usan como parroquias: ejemplos son la iglesia de Santa Ana, que sirve como auditorio, o la iglesia de Santo Domingo, que alberga una colección de pasos de Semana Santa y la iglesia de San Martín.
En cuanto a las ermitas, destacan las ermitas de la Salud, Santa Elena y San Lázaro. Además, quedan restos de la ermita de Santo Tomé, asentada sobre una primitiva mezquita.
A las iglesias y ermitas hay que añadir conventos como los de las Claras, las Dominicas, los Dominicos, San Vicente de Padres Dominicos, las Capuchinas, las Ildefonsas, las Carmelitas y los Franciscanos. El convento de los Dominicos destaca por albergar el Parador Nacional de Plasencia.
Otros edificios religiosos son la antigua Casa de la Salud usada como sede de la UNED, el ábside de la Merced y el santuario de la Virgen del Puerto que alberga la talla de la virgen patrona de Plasencia.

### Muralla

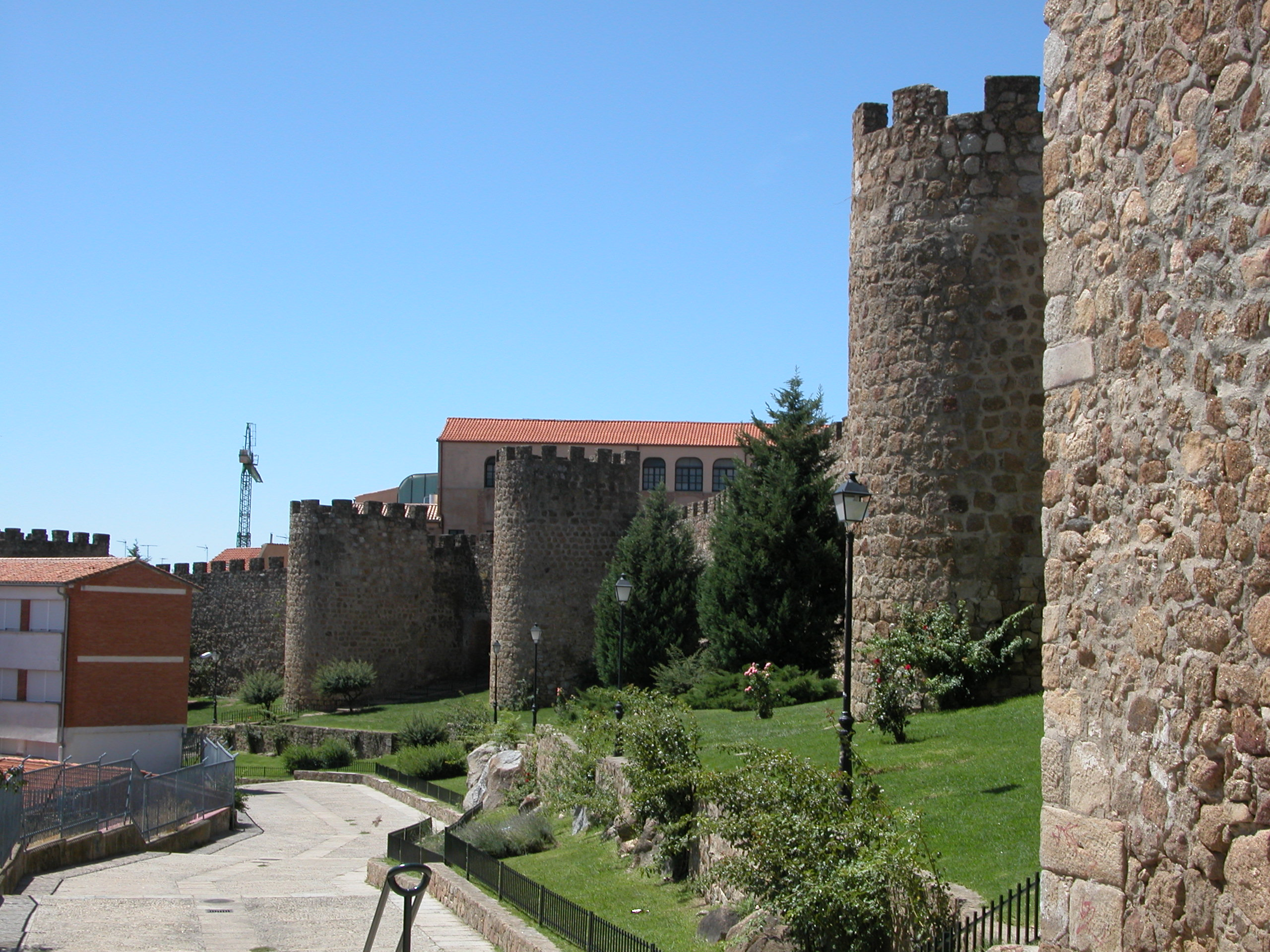
Murallas de Plasencia

La muralla de Plasencia protege el casco antiguo desde la época fundación de la ciudad, permitiendo el paso a dicho casco antiguo sólo a través de sus puertas: puerta de Trujillo, puerta de Coria, puerta de Berrozanas, puerta del Sol, puerta de Talavera, puerta del Clavero y postigo del Salvador.
Junto a la muralla hay construcciones destacables como la Torre Lucía, una torre en cuya parte superior se encendía antiguamente una hoguera por las noches, usándose como faro para los caminantes que se acercaban a la ciudad.

### Edificios civiles

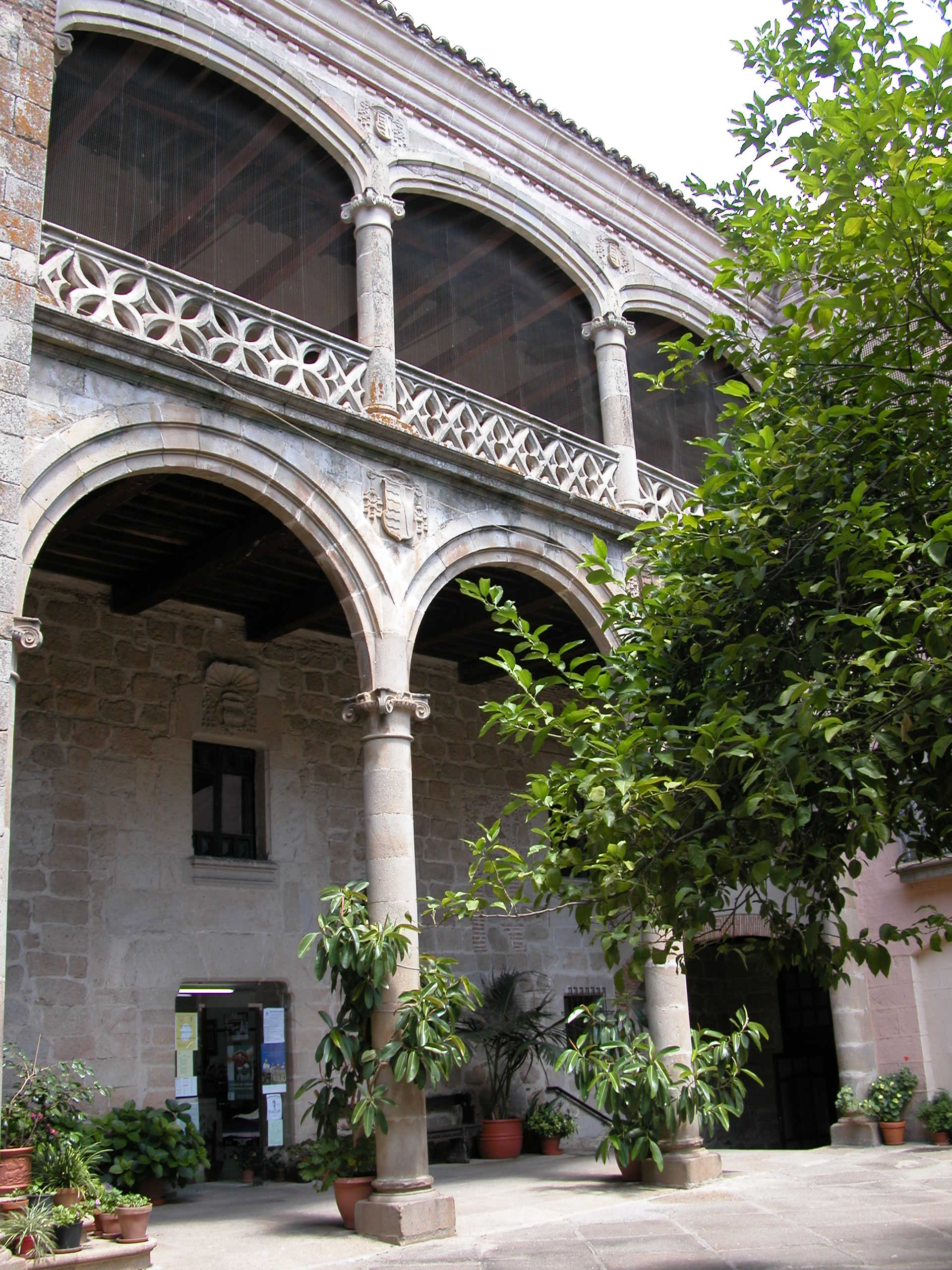
Patio del palacio episcopal

Como resultado de haber sido habitada en el pasado por diversas familias nobles, la ciudad conserva una importante cantidad de palacios y casas señoriales. De entre los palacios destacan el palacio del Marqués de Mirabel, el palacio municipal, el palacio de Monroy o casa de las Dos Torres, el palacio Almaraz, el palacio Carvajal-Girón y el palacio episcopal. Las principales casas señoriales son la casa del Deán con su anexa casa del doctor Trujillo, la casa de las Infantas y la casa de las Argollas.
Otros edificios destacables son los antiguos centros de enseñanza. Durante el siglo XV en Plasencia se fundaron varios centros de enseñanza superior y en 1446, a petición del obispo Juan de Carvajal, se crearon en Plasencia los primeros estudios universitarios de Extremadura. Entre los edificios de enseñanza históricos se encuentra la mencionada sede de la UNED, que fue convento de los Jesuitas, y el campus de Plasencia, que fue colegio de niñas huérfanas y más tarde cuartel militar.
También quedan en la ciudad restos de algunos hospitales que, pese a que en los tiempos modernos se dedican a otros usos, tuvieron en otro tiempo una destacada importancia en el desarrollo de la actividad sanitaria de la ciudad y su concejo. Hay hospitales medievales como el del Sancti Spiritus, el de Santa María, el de San Marcos, el del Arcediano y el de la Merced, así como edificios más modernos como los hospitales de la Convalecencia y San Roque.
Otras edificaciones civiles son la Casa de la Alhóndiga usada como centro de información juvenil, la antigua cárcel del siglo XVII y la antigua fábrica de harinas adquirida en 2008 por el ayuntamiento.

### Monumentos hídricos

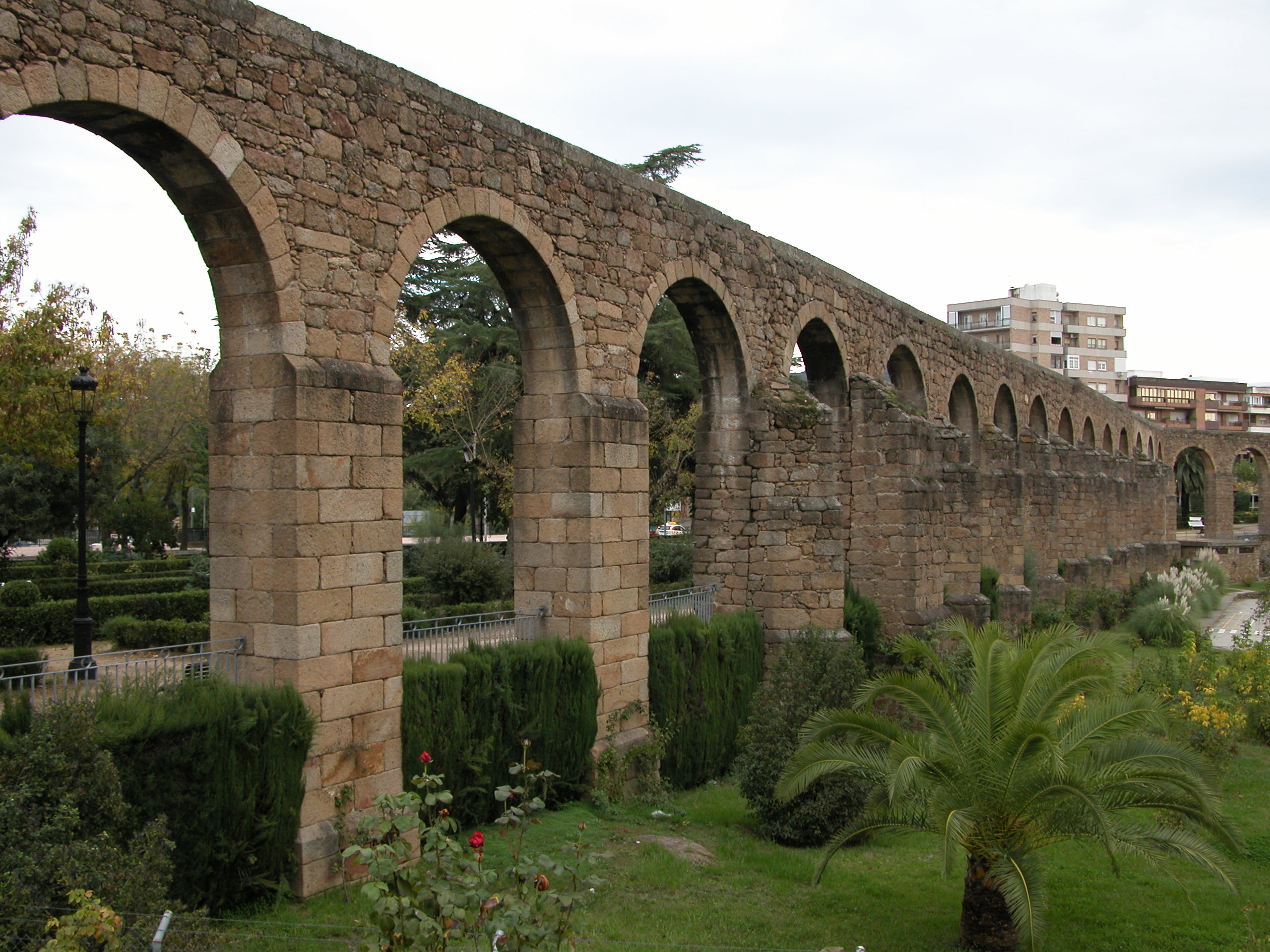
Arcos de San Antón del acueducto

El acueducto medieval de Plasencia fue construido en el siglo XVI sustituyendo a otra obra del siglo XII. Traía agua a la ciudad desde Cabezabellosa y El Torno. Se conservan 55 arcos, la mayoría de ellos en el barrio de San Antón, a los cuales se les conoce como arcos de San Antón. Otros arcos permanecen en pie en un merendero junto al hospital.
En la ciudad hay tres puentes monumentales que cruzan el río Jerte a su paso por la ciudad. Uno de ellos es el puente Nuevo, diseñado por Rodrigo Alemán y que se construyó en el siglo XVI como entrada a la ciudad desde La Vera y el Valle del Jerte, teniendo un escudo de los Reyes Católicos y una hornacina con una imagen de la Virgen de la Cabeza. El puente más antiguo es el puente de San Lázaro, situado junto a la ermita homónima y construido en el siglo XVI con estilo gótico. El otro puente histórico es el puente de Trujillo, por el que pasa la Vía de la Plata.
En cuanto a las fuentes, Plasencia conserva varias, entre las que se encuentra la fuente de la Cruz de Mayo o caño de San Pedro, que antiguamente abastecía de agua a los vecinos de la ciudad amurallada y que es decorada el día de la Cruz de Mayo. Otras fuentes son la fuente del Cabildo, situada frente a la catedral nueva, y la fuente de San Nicolás.

### Plazas, calles y barrios

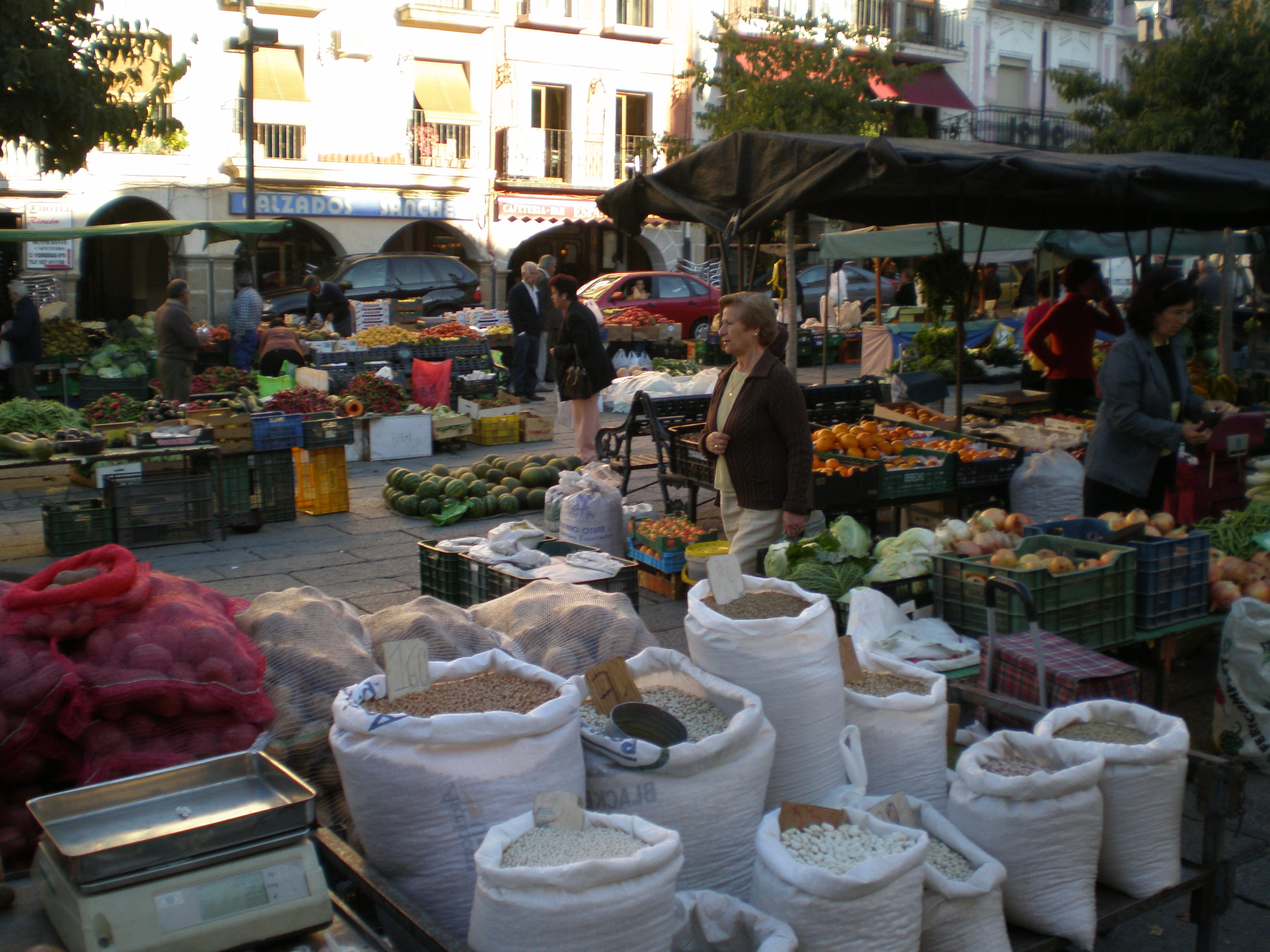
Tradicional mercado del martes

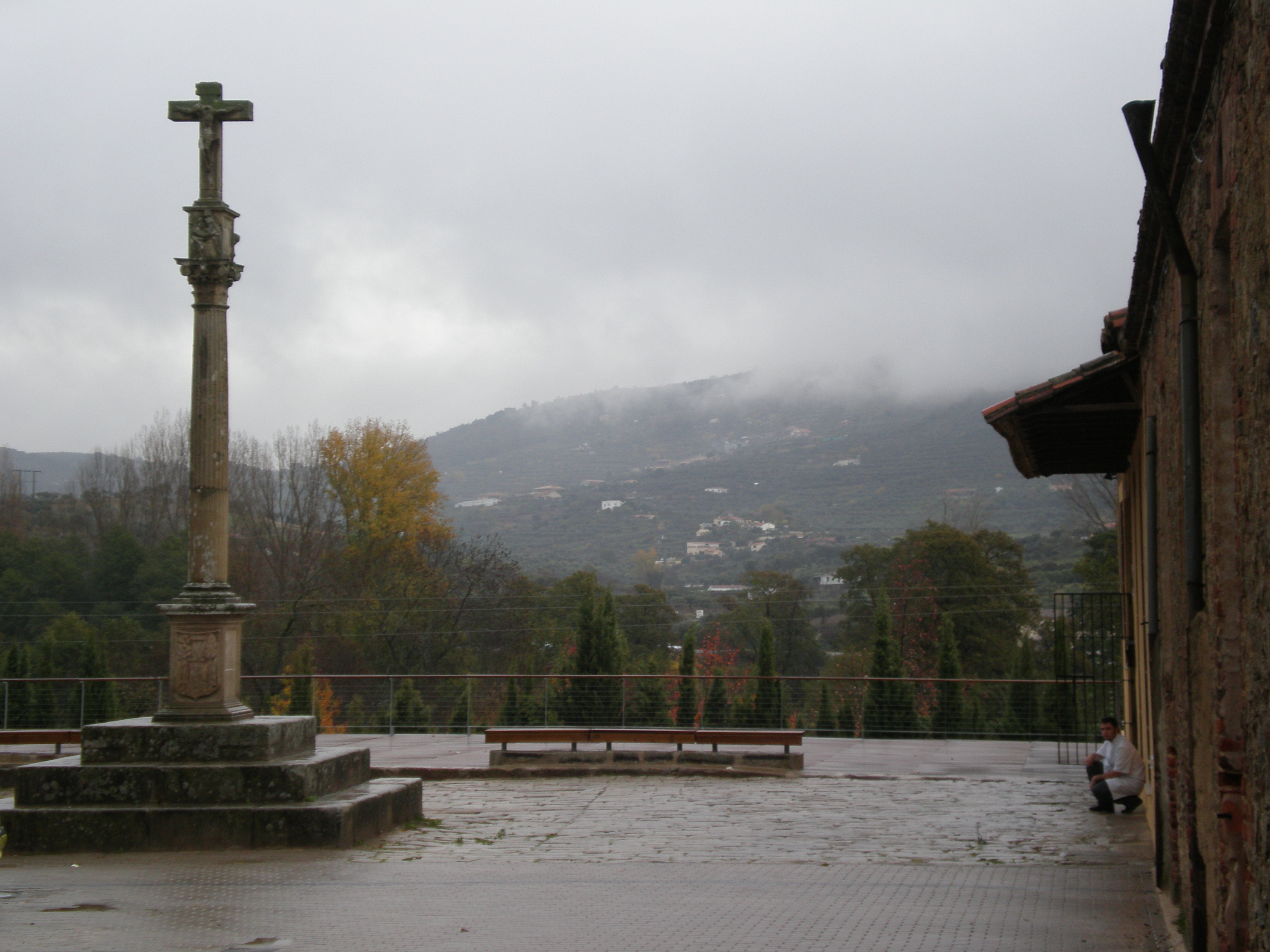
Plaza de la Cruz Dorada

Una de las vías públicas más destacadas de la ciudad es la plaza Mayor. En ella se sitúa la casa consistorial de Plasencia y el autómata conocido popularmente como el Abuelo Mayorga. También se sitúa allí el mercado franco que desde la Edad Media se hace en Plasencia los martes de todas las semanas, al cual vienen acudiendo durante siglos agricultores y hortelanos de las localidades cercanas para vender sus productos, así como tratantes de ganado para hacer sus negocios.
Otro lugar destacable es la plaza de la Cruz Dorada, cercana al río Jerte y enmarcada por el ábside de la Merced y el convento de San Francisco. En el centro de la plaza se halla un crucero que le da su nombre.
Plasencia cuenta con su propia judería. Además, en el paraje conocido como El Berrocal se encuentra el único cementerio judío de Extremadura, que se empezó a restaurar en 2005.

### Restos arqueológicos
El principal yacimiento arqueológico del municipio es la cueva de Boquique, situada a las afueras de la ciudad, en la dehesa de Valcorchero. Debe su nombre a haber sido lugar de refugio del militar del siglo XIX Mariano Ceferino del Pozo, apodado Boquique. En esta cueva se encontraron los primeros restos de la conocida como cerámica de Boquique.
Se han realizado excavaciones arqueológicas en diversos puntos de la ciudad como la calle Matías Montero, en la cual las obras del Plan E revelaron los restos de lo que podría ser un antiguo muro defensivo o de contención. o la calle Esparrillas.

### Patrimonio natural

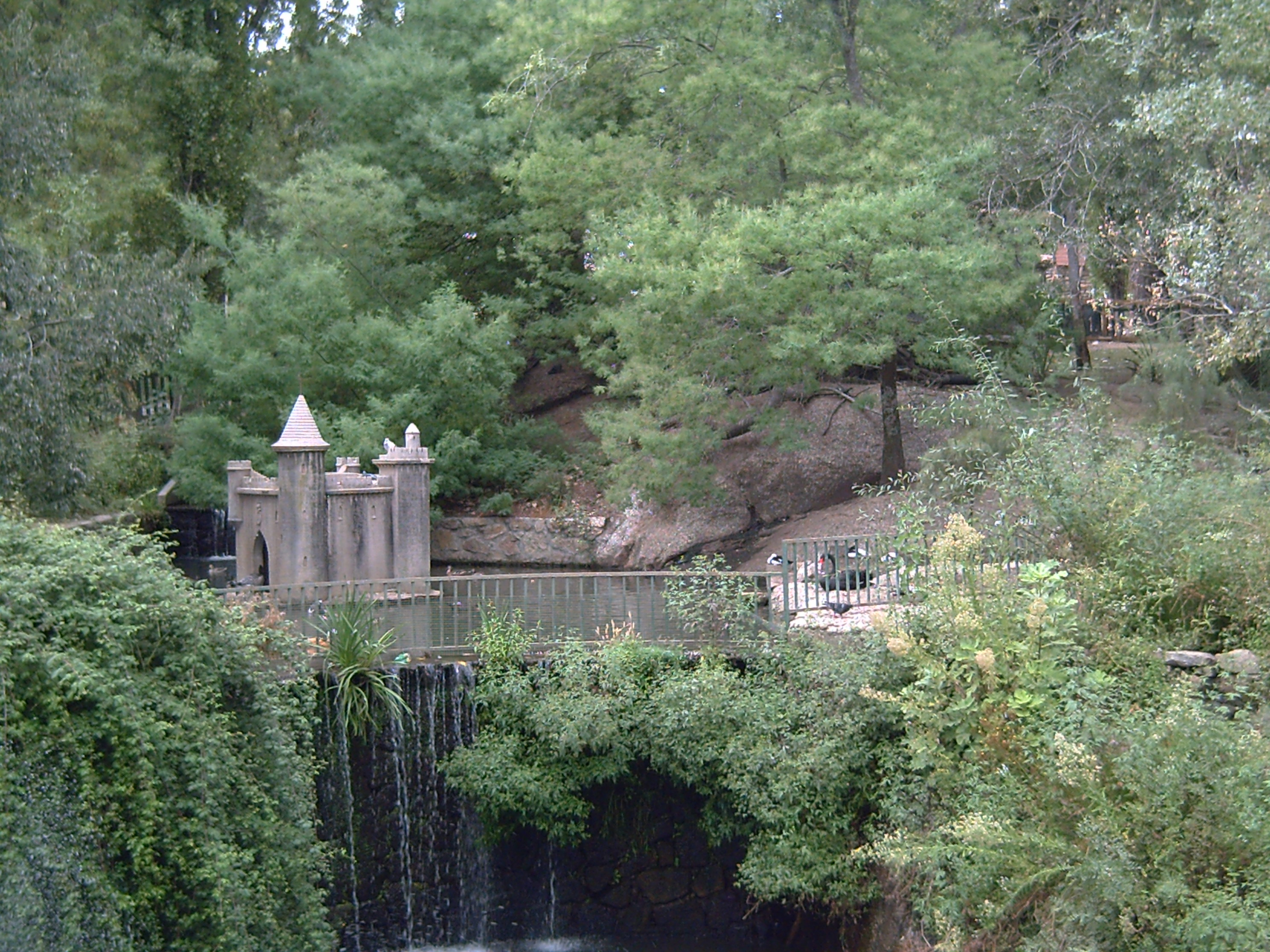
Parque de los Pinos

Plasencia posee notables parques y jardines. En el centro de la ciudad se encuentra un destacado conjunto de cuatro parques: la Coronación, los Pinos, los Caídos y San Antón. El primero fue mandado construir por Calixto Payáns, marqués de la Constancia y señor de Barrado, y se sitúa frente al campus de Plasencia, habiéndose usado en otro tiempo como recinto ferial. El parque de los Pinos fue creado por presos del bando republicano tras la guerra civil española y es un extenso jardín botánico habitado por diversas especies de aves y árboles de distintas partes del mundo, en el cual hay un museo de escultura al aire libre. El parque de los Caídos, más conocido como parque de la Rana, se construyó en 1942 con los restos de la demolición del alcázar. El último parque del conjunto, el parque de San Antón, une los otros tres parques y debe su nombre a que hasta principios de siglo XX se hallaba allí la desaparecida ermita de San Antón.
Otro parque importante es el parque de la Isla, situado en la isla que forma el río Jerte al abrirse en dos brazos en su tramo urbano, y que es el parque más grande del municipio, con una extensión de unas 10 ha. Es conocido porque el rey Felipe V cazaba allí cuando vivió en Plasencia, siendo este lugar uno de los puntos de la ciudad preferidos por dicho rey y donde más tiempo pasaba. También se encuentra junto al río Jerte el parque del Cachón, que es el más nuevo de los parques de la ciudad.
En cuanto a los espacios naturales protegidos, destaca Valcorchero y Sierra del Gordo, declarado paisaje protegido en 2005 por la Junta de Extremadura tras haber sido solicitado así en 2004 por 40 asociaciones agrupadas en la coordinadora Valcorchero: Protégelo y por otras 100 personas a título particular.

## Cultura

### Fiestas locales

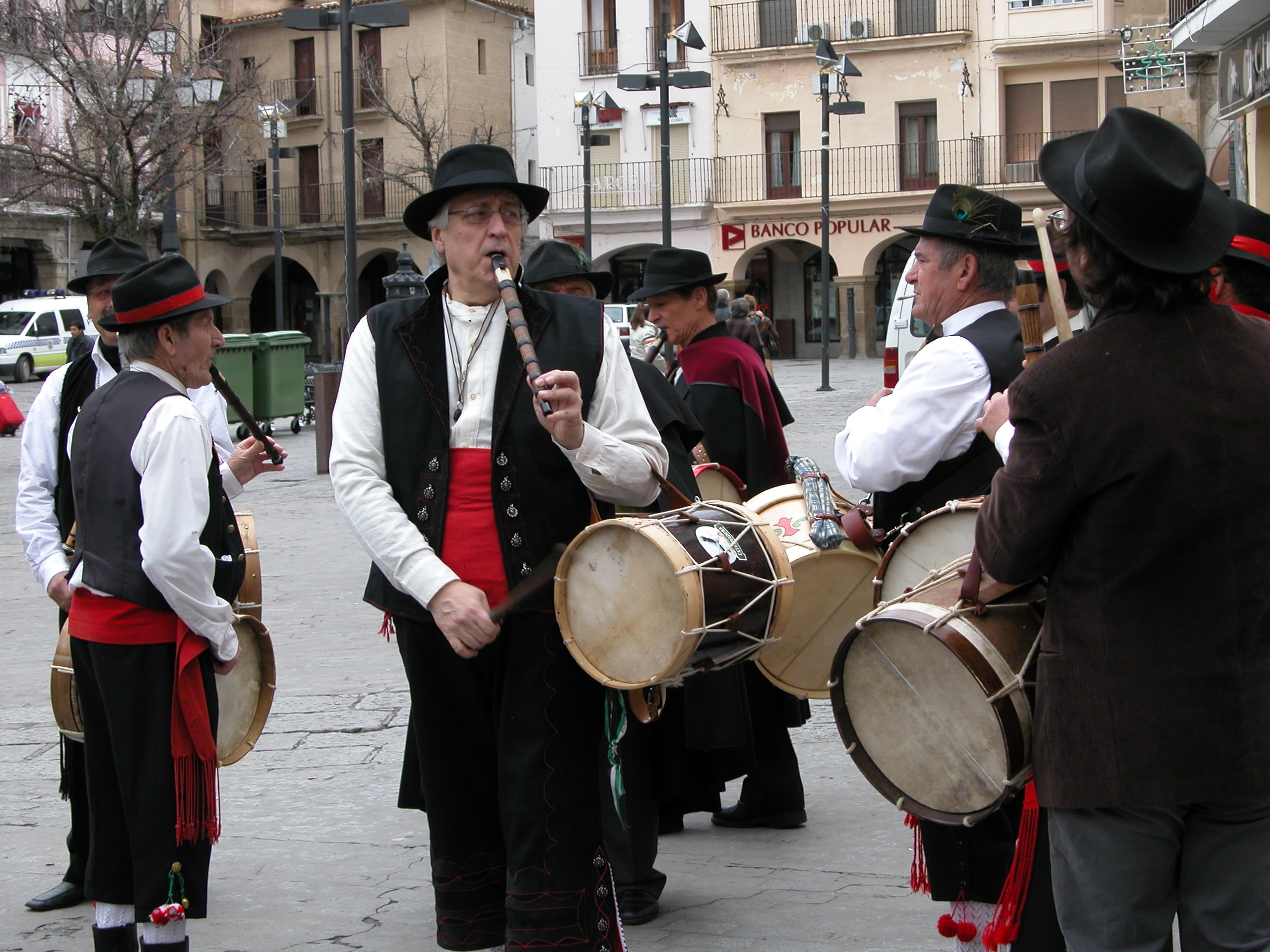
Tamborileros preparándose para tocar el día de San Fulgencio

En Plasencia se celebran varias festividades de ámbito local. Dos de estas fiestas cuentan con declaración de fiesta de interés turístico regional: la Semana Santa de Plasencia y el Martes Mayor. Esta última se celebra anualmente el primer martes de agosto cada año, poniéndose a la venta en la misma productos agropecuarios y artesanales de diversos pueblos de la zona y realizándose diversos concursos.
Junto a las fiestas de interés turístico, destacan también las fiestas patronales. El patrón de la ciudad y de su diócesis es san Fulgencio de Cartagena, cuya fiesta se celebra el 16 de enero. La noche anterior es conocida como Noche de Antruejos debido a que, aunque se celebra bastante antes del Carnaval, era costumbre popular disfrazarse dicha noche. El ayuntamiento y diversas asociaciones mantienen la fiesta, invitando a la degustación de vinos, licores, dulces y migas con música de fondo a cargo de tamborileros. Junto con san Fulgencio, también es patrona de Plasencia la Virgen del Puerto, cuya romería se celebra el domingo siguiente al Domingo de Resurrección.
Otras festividades de la ciudad son las ferias del segundo fin de semana de junio, la fiesta del barrio de San Juan del 24 de junio o el Ramo de la Virgen de la Salud que se celebra en la ermita del mismo nombre en septiembre.

### Eventos
Ferias gastronómicas
Además del mencionado Martes Mayor, se celebran en Plasencia diversas ferias gastronómicas como los Encuentros Gastronómicos Norte de Extremadura en abril y mayo y la Feria de la Tapa en septiembre y octubre. Algunos restaurantes de la ciudad también organizan diversas jornadas gastronómicas sobre diferentes alimentos como bacalao, caza, setas, bonito y cerdo ibérico.
Certámenes

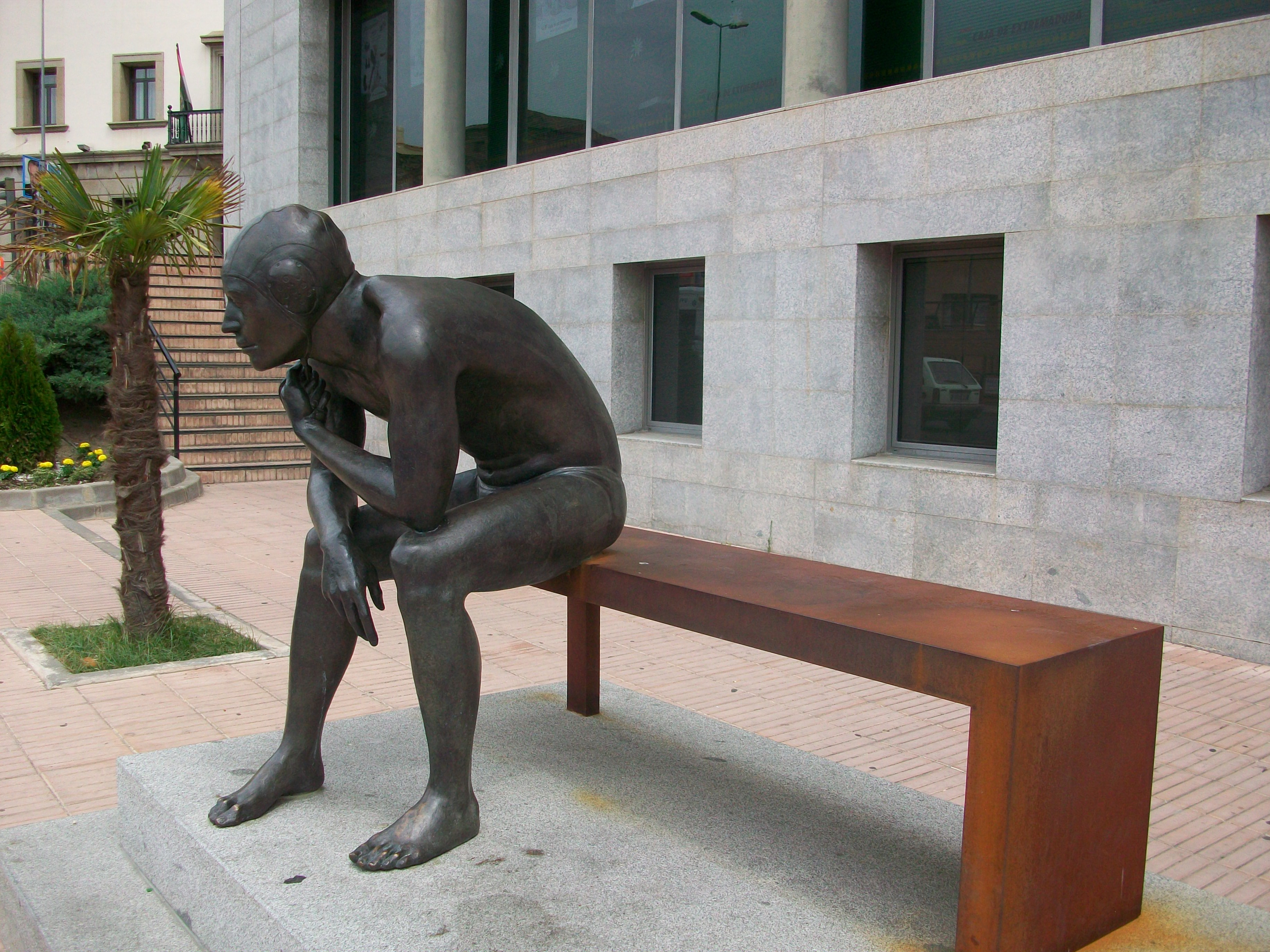
Escultura El entrenamiento, ganadora del Premio Internacional de Escultura de Caja de Extremadura

En la ciudad se organizan varios certámenes de pintura. Destaca el Salón de otoño que organizó la Caja de Extremadura cada año entre 1979 y 2009 y que desde entonces se sigue organizando con carácter bienal. También se organiza en la ciudad un certamen de pintura al aire libre.
Periódicamente se celebra también en Plasencia el Premio Internacional de Escultura de Caja de Extremadura. Este concurso de escultura tiene la peculiaridad de que las obras premiadas en el mismo se instalan en diferentes puntos de la ciudad, puesto que uno de los objetivos del concurso es convertir a Plasencia en un museo de escultura al aire libre. La primera edición la ganó en 2006 la escultura El entrenamiento del malagueño Manuel Mediavilla. La segunda la ganó El espacio recorrido, de la escultora madrileña Mar Soler.
En el ámbito de la fotografía, destaca el Certamen Fotográfico Defensores del Repollo organizado por el colectivo Alimoche. Por último, hay un certamen sobre investigación histórica organizado anualmente por la asociación cultural Pedro de Trejo.
Festivales
En Plasencia se organizan varios festivales de música. Destaca el Festival Internacional de Música Folk Plasencia, que se celebra el último fin de semana de agosto en Torre Lucía. Otros festivales de música son el concurso de cante flamenco Mayorga Ciudad de Plasencia, el Festival Alternativo del Norte y el Certamen Internacional de Tunas Ciudad de Plasencia.
Fuera de la música, en el municipio hay muestras de teatro como la Semana del Teatro Amateur de Extremadura y de cine como la Semana del Cine Fantástico y de Terror. Otro evento destacable es la concentración de ordenadores Gumiparty, que a través de numerosas actuaciones y actividades en parte intenta acercar y dar a conocer la cultura actual japonesa.

### Centros culturales

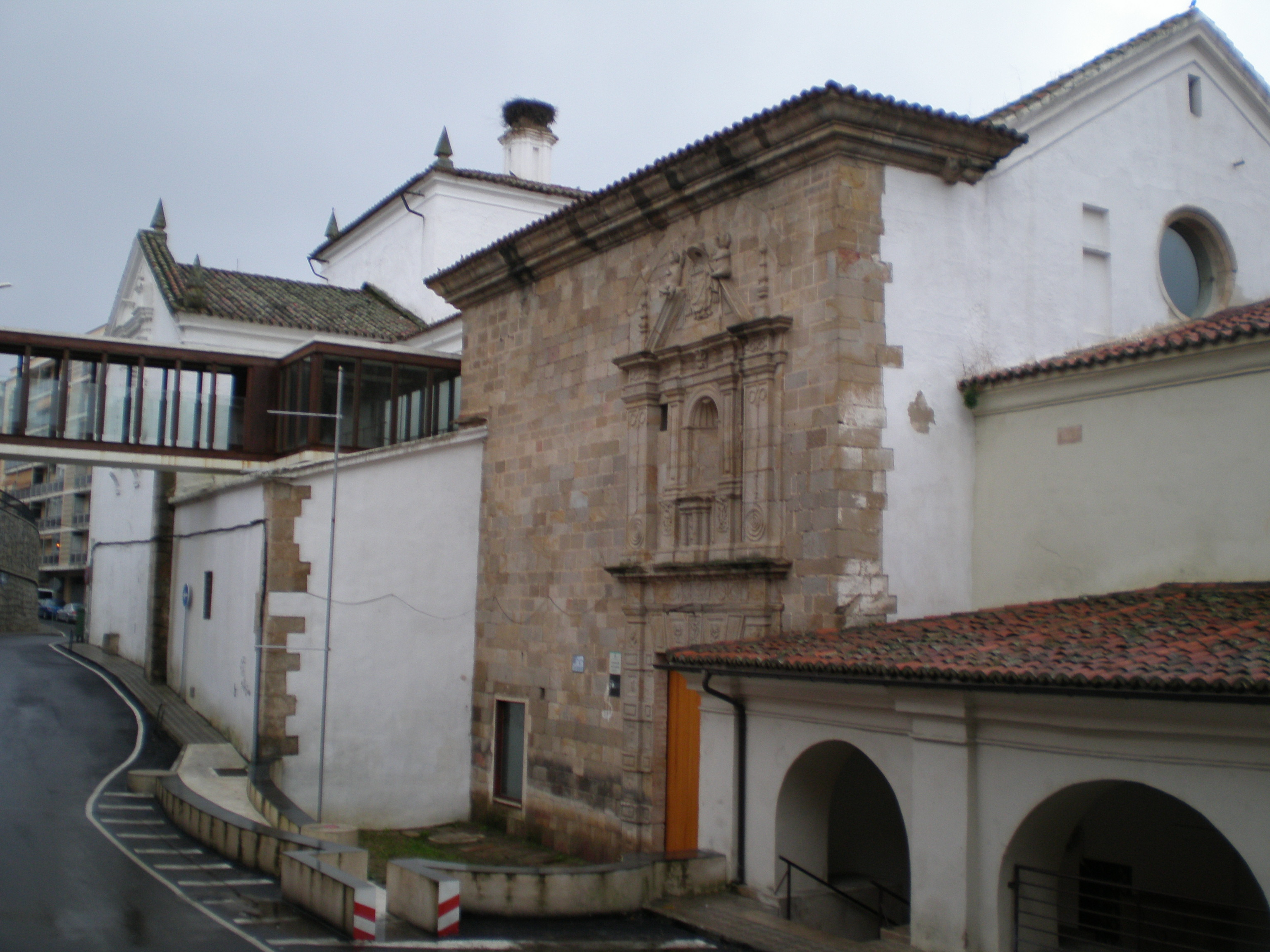
Complejo San Francisco

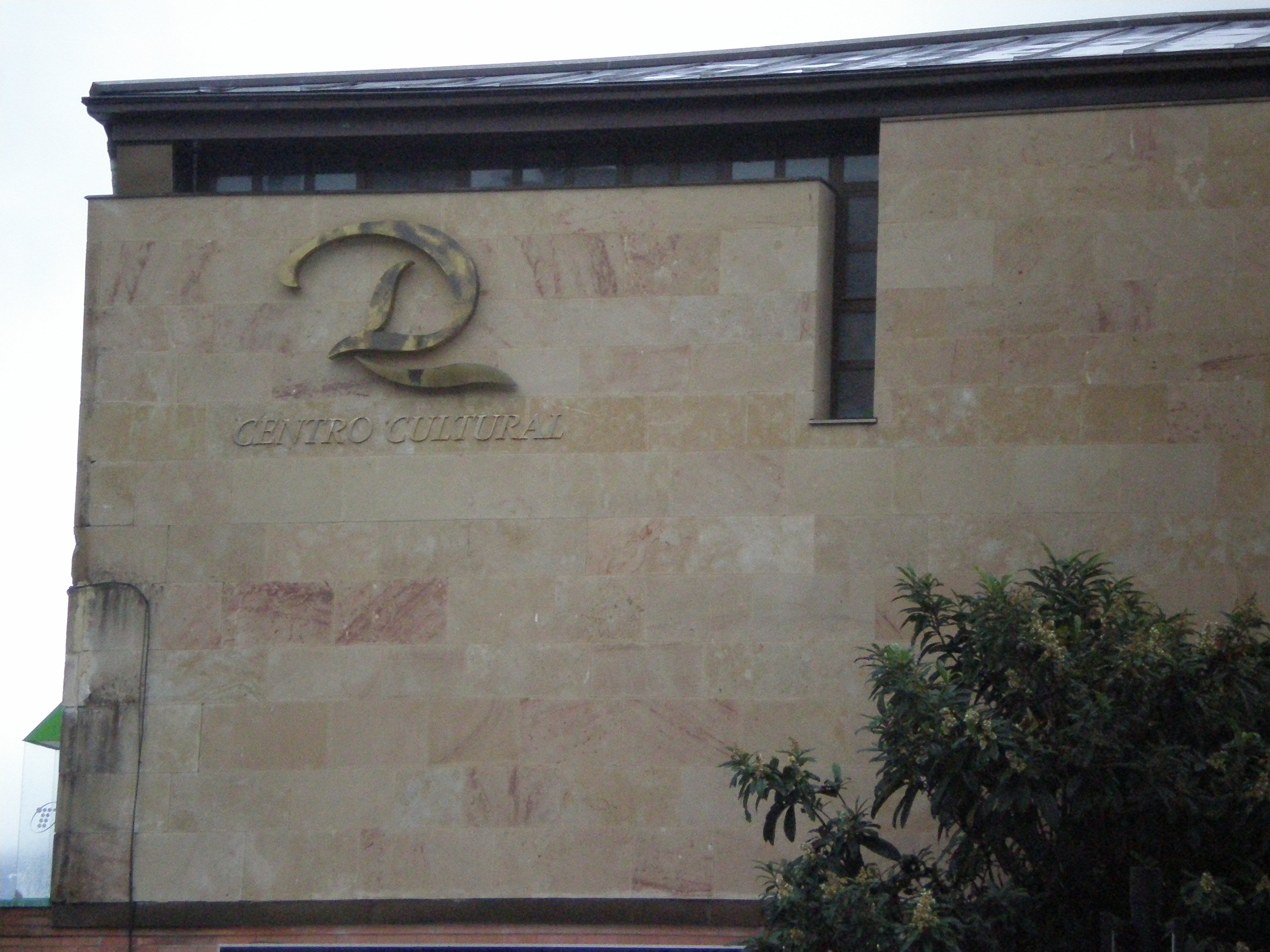
Centro cultural de Caja Duero

En Plasencia se encuentran varios teatros y auditorios como el teatro Alkázar de finales de siglo XIX, la iglesia de Santa Ana usada como auditorio por la Caja de Extremadura y el auditorio del complejo cultural Santa María.
La ciudad cuenta además con varios museos como el Museo Catedralicio de la Catedral Vieja, el Museo Etnográfico y Textil Pérez Enciso situado en el antiguo hospital provincial, el Museo de Caza del Duque de Arión ubicado en el palacio del Marqués de Mirabel, el Museo de Pasos de Semana Santa de la iglesia de Santo Domingo y el Museo de Escultura al Aire Libre del Berrocal. Además, hay centros de interpretación en la Torre Lucía, en el molino de Las Tenerías y en el parque de Los Pinos.
Junto a los mencionados museos y centros de interpretación, el municipio también cuenta con salas de exposiciones como la del antiguo convento de San Francisco, la del convento de Santa Clara y la de Caja Duero, esta última situada junto a la puerta de Talavera.
En cuanto a las bibliotecas, la biblioteca municipal se encuentra en la calle Trujillo. Además, los barrios de La Data y San Miguel tienen sus propias bibliotecas, integradas en el Sistema de Bibliotecas de Extremadura desde 1999.

### Vía de la Plata
La vía de la Plata, antigua vía de comunicación romana que hoy es usada como ruta de senderismo, tiene una relevancia cultural importante en la ciudad. En la Edad Media, un tramo próximo a Plasencia de esta ruta sirvió de frontera entre el reino de Castilla, al que pertenecía Plasencia, y el reino de León, constituyendo un límite occidental del sexmo de Plasencia y provocando durante un tiempo la división en dos mitades de localidades próximas como Baños de Montemayor y Aldeanueva del Camino. Tras la caída del Antiguo Régimen, la antigua calzada romana separa el municipio placentino de algunos municipios vecinos como Carcaboso, Aldehuela de Jerte y Galisteo.
De la antigua calzada, Plasencia ha heredado en su término municipal el trazado de las carreteras modernas N-630 y A-66, mientras que la ruta Jacobea llamada Camino de Santiago de la Plata se ha desviado en su ruta principal, en sentido contrario, a los pueblos vecinos de Galisteo y Carcaboso. Aunque el Camino de Santiago no pasa oficialmente por Plasencia en esa ruta, sí lo hace el Camino de Santiago de Levante: ruta desde Alicante, que tiene su origen en Alicante y se une con el de la Plata en Plasencia tras pasar por Albacete, Talavera de la Reina y Navalmoral de la Mata.

### Deporte

#### Equipos, clubes y asociaciones
En fútbol, la ciudad tiene tres equipos que en la temporada 2013-2014 juegan en tercera división: Ciudad de Plasencia y Unión Polideportiva Plasencia y CD Ciconia Negra en Preferente y su filial en Primera regional aparte de su equipo femenino que milita en primera división extremeña grupo 1. - Además, en la ciudad hay una agrupación de veteranos, una asociación de fútbol 7 de mayores de 35 años y la Escuela de Fútbol Rosal de Ayala.
En baloncesto, en Plasencia juegan el Club Baloncesto Ambroz y el Club Baloncesto Nardeiros Plasencia. En baloncesto femenino está el Hierros Díaz Plasencia que juega en la liga LF2. En balonmano juega el Club Balonmano Plasencia y el Club Balonmano Mayorga, dedicado al famoso abuelo Mayorga. Para la caza y la pesca están la Sociedad Local de Cazadores de Plasencia, la Sociedad de Pescadores Virgen del Puerto y la Unión de Pescadores de Plasencia. En deportes acuáticos están la Asociación Deportiva Gredos Buceo, el Club Natación Plasencia, la Asociación Deportiva Plasencia 96, la Escuela Placentina de Piragüismo, el Club Kayak-Polo Plasencia, y el club náutico Lago Gabriel y Galán.
En ciclismo están la Asociación Deportiva Club Deportivo Peña Cicloturista Placentina, el Club Ciclista Ex–Aequo y el Club MTB Integral Bike. En deportes de motor están la Asociación Motor Club Ruta de la Plata, el Moto Club Moteros Plebeyos y el Moto Club Placentino. Hay asociaciones de montaña como el Club Polideportivo Valcorchero – Sección Montaña y el Grupo Placentino de Montaña.
Otros clubes y asociaciones deportivas de Plasencia son:
- Asociación Deportiva El Bordón, de senderismo[223]
- Asociación Ecuestre La Espuela
- Asociación Multideportiva Capla
- Club Balonmano Plasencia
- Club Billar Plasencia
- Club de Calva Placentino
- Club de Esgrima Mayorga
- Club de Pelota Ntra. Sra. del Puerto
- Club de Tiro con Arco Placentino
- Club de Tiro Placentino
- Club Deportivo CP San José
- Club Deportivo de Minusválidos Los Cachalotes
- Club Deportivo de Orientación Vía de la Plata
- Club Deportivo Dojo
- Club Deportivo Heracle
- Club Deportivo La Data
- Club Deportivo La Salle
- Club Deportivo Parque de Monfragüe
- Club Escuela de Atletismo
- Club Placentino de Ajedrez
- Club Polideportivo Miralvalle
- Club Polideportivo San Miguel
- Club Polideportivo Tenis Plasencia
- Asociación Multideportiva EUEXIA
- Escudería Ciudad de Plasencia
- Fanatik Snowboard Club
- Valdeamor Club Vuelo Libre

#### Instalaciones deportivas

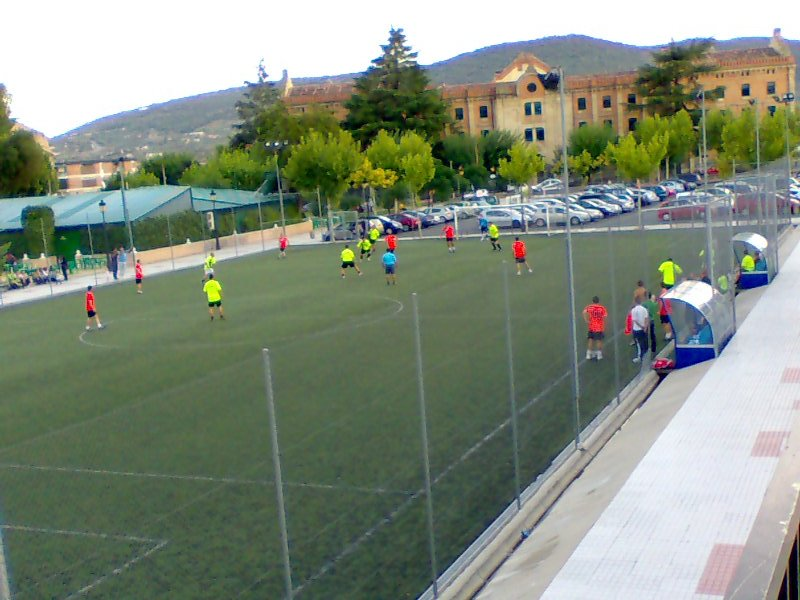
Campo de fútbol de La Coronación

Plasencia cuenta con las siguientes instalaciones municipales:
- Ciudad deportiva municipal, en cuyas amplias instalaciones se alquilan pistas de tenis, pádel y frontón y salas de musculación y se puede practicar sin alquiler baloncesto, balonmano, fútbol, fútbol sala, fútbol 7, patinaje, voleibol, natación, bicicrós, atletismo, ping pong y escalada;
- Pabellón Ciudad de Plasencia, con una pista multiusos;
- Piscina cubierta;
- Piscina municipal al aire libre, para el verano.

En la ciudad también hay instalaciones privadas, como las del Club Deportivo y Social Ciudad de Plasencia, que tiene instalaciones en la N-110.
Además de las instalaciones generales, en los distintos barrios hay otras instalaciones:
- Pistas polideportivas en La Esperanza, La Data, El Pilar, Miralvalle y Barrio Guadalupe
- Pistas polideportivas semicubiertas en La Data y Río Jerte
- Pabellón polideportivo en San Miguel
- Campos de fútbol 11 en La Esperanza y La Isla
- Campo de fútbol 11 de tierra en San Miguel
- Campos de fútbol de césped artificial en La Coronación y Los Pitufos
- Campos de fútbol 7 de tierra en La Data, La Serrana y La Coronación
- Pistas de pádel en las traseras de Los Múltiples y San Miguel
- Pista de calva en La Coronación
- Pista de petanca en La Isla

### Medios de comunicación
Prensa escrita

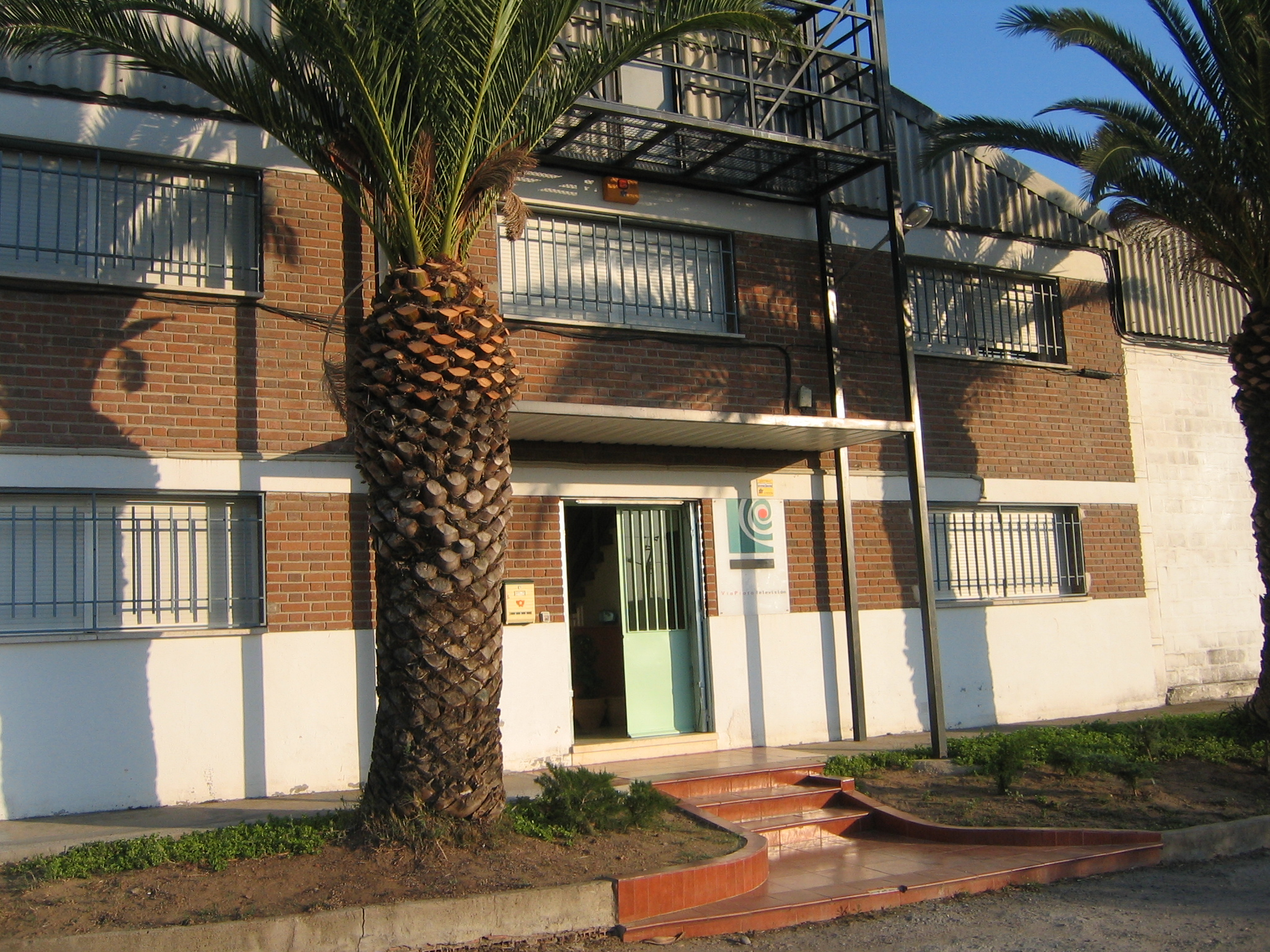
Sede de Vía Plata TV en Plasencia

Hoy y El Periódico Extremadura cuentan con corresponsales en la ciudad y en sus ediciones digitales tienen cada uno una página sobre Plasencia. Además, hay periódicos locales en Internet como Plasencia Digital y la web de Vía Plata TV.
Radio
Desde la ciudad emiten las siguientes emisoras de radio:
- Onda Cero: 87.6 FM;
- RNE 1: 88.6 FM;
- Cadena SER: 91.4 FM;
- Los 40 Principales: 92.3 FM;
- RNE 3: 93.3 FM;
- Onda Paz: 94.1 FM;
- Kiss FM: 96.8 FM;
- Canal Norte esRadio: 97.4 FM;
- COPE: 98.0 FM;
- Radio Clásica: 99.0 FM;
- Cadena 100: 101.2 FM;
- Canal Extremadura Radio: 102.0 FM;
- Cadena 100: 103.2 FM;
- RNE 5: 104.4 FM;
- Radio María: 105.0 FM.

Televisión
La ciudad cuenta con sus propios repetidores de televisión. Sin embargo, Pradochano recibe la señal de Hervás y San Gil recibe la de Gata. La ciudad es sede de una de las ocho demarcaciones de televisión local de la provincia, cuyo ámbito directo se extiende a Malpartida de Plasencia. Las licencias de TDT local en esta demarcación fueron adjudicadas en abril de 2010 a Teleplasencia, Producción Canal 30 Cáceres y Radio Vegas Altas.

## Ciudades hermanadas
La ciudad de Plasencia participa en la iniciativa de hermanamiento de ciudades promovida, entre otras instituciones, por la Unión Europea. A partir de esta iniciativa se pretenden establecer lazos con otros municipios mediante la celebración de ciclos culturales, intercambios o eventos deportivos. Plasencia está hermanada con las siguientes ciudades:
- Talavera de la Reina, España (1248)[239]
- Escalona, España (1248)[240]
- San Miguel de Abona, España (1998)[241][242]
- Plasencia, Italia (2005)[33]
- Santiago de Chile, Chile (2007)[243]